# Платформенные раздвижные двери
Платформенные раздвижные двери — используемая на станциях метрополитена и монорельса система, отгораживающая для безопасности пассажиров посадочные платформы от станционных путей. Проходы на посадку в вагоны открываются только после прибытия поезда на станцию. Конструкция предназначена для безопасности пассажиров: несанкционированный доступ на железнодорожные пути и к тоннелям ограничен, что предотвращает падение людей на пути и снижает риск несчастных случаев, предотвращает падение на пути мусора, который может быть пожароопасным. Использование перегородок устраняет необходимость использования машинистов и кондукторов при использовании в сочетании с пятью различными уровнями автоматизации (GoA 0-4) управления поездами по шкале UITP, тем самым снижая затраты на персонал. Также этот тип станции в случае установки перегородок, отделяющих платформу от туннеля, улучшает климат-контроль на станции (отопление, вентиляция и кондиционирование воздуха более эффективны, когда станция полностью изолирована от тоннеля).
В большинстве метрополитенов и на железнодорожных линиях, построенных в XX веке, модернизация станций, которые изначально не предусматривали систему платформенных раздвижных дверей, обходится дороже, чем установка данной технологии на новых станциях, уже рассчитанных под них, в таких относительно молодых, как Лилльский метрополитен, 14 линия Парижского метрополитена, линия Намбоку Tokyo Metro, Сингапурское метро, Сеульское метро, Гонконгское метро и т. д., в связи с чем при модернизации старых станций (чаще всего из-за более низкой стоимости), устанавливают не платформенные раздвижные двери, а автоматические платформенные ворота.
Технология может использоваться в метрополитенах, функционирующих без машиниста.
Станции с платформенными раздвижными дверьми следует отличать от станций закрытого типа, двери которых расположены в несущих перегородках.

## Типы

### Платформенные раздвижные двери

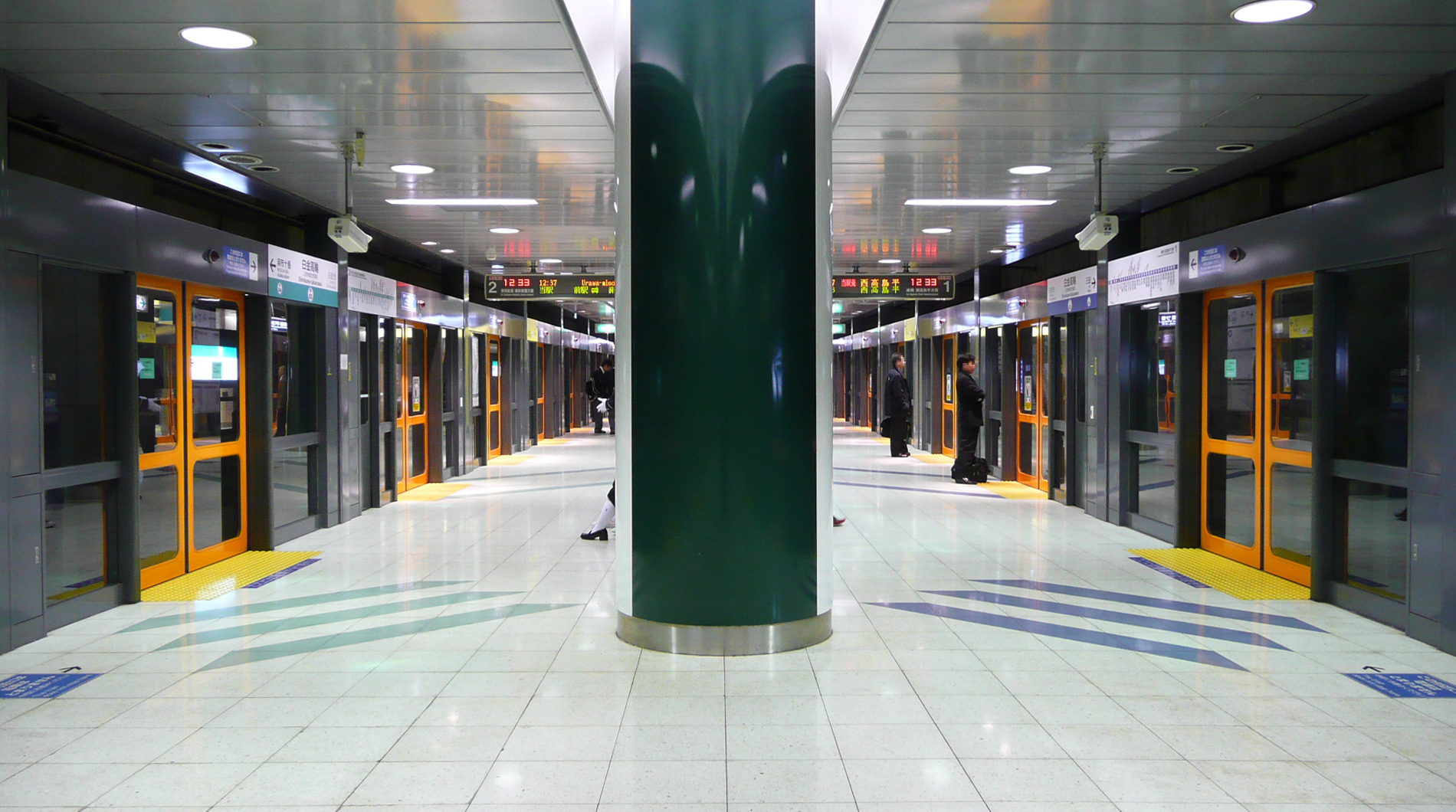
Станция Сироканэдай линий Намбоку и Мита в Токийском метро

Система платформенных раздвижных дверей состоит из барьера в виде стены с раздвижными дверьми, чаще всего из стекла, доходящих до потолка и полностью изолирующих станцию от путей (например, станции «Зенит» и «Беговая» и будущие «Юго-Западная» и «Путиловская» в Санкт-Петербурге, бо́льшая часть станций метро в Китае и метросистем типа VAL).
Такая технология повышает безопасность — доступ на железнодорожные пути и к тоннелям ограничен, что предотвращает случайное падение людей на пути и уменьшает риск несчастных случаев, предотвращает падение на пути мусора, который может быть пожароопасным. Также этот тип станции улучшает климат-контроль на станции (отопление, вентиляция и кондиционирование воздуха более эффективны, когда станция изолирована от туннеля) и устраняет необходимость использования машинистов и кондукторов при использовании в сочетании с автоведением, тем самым снижая затраты на персонал. Улучшается качество звука объявлений на платформе, поскольку фоновый шум от тоннелей и поездов уменьшается.
Основным недостатком этой системы является её стоимость: так, оборудование одной станции может обходиться в несколько миллионов долларов США. При использовании для модернизации старых станций система ограничивает тип подвижного состава, который может использоваться на линии, так как двери на поездах должны иметь точно такое же расположение, что и двери платформы. Это приводит к дополнительным расходам из-за модернизации и закупки подвижного состава. Также она препятствует естественной вентиляции и увеличивает затраты на климат-контроль.
Двери также создают собственные риски для безопасности. Главный риск в том, что люди могут оказаться в ловушке между дверями платформы и вагоном поезда и могут быть раздавлены, когда поезд начнёт двигаться. Такие происшествия редки и могут зависеть от СКУД и дизайна дверей.

### Автоматические платформенные ворота

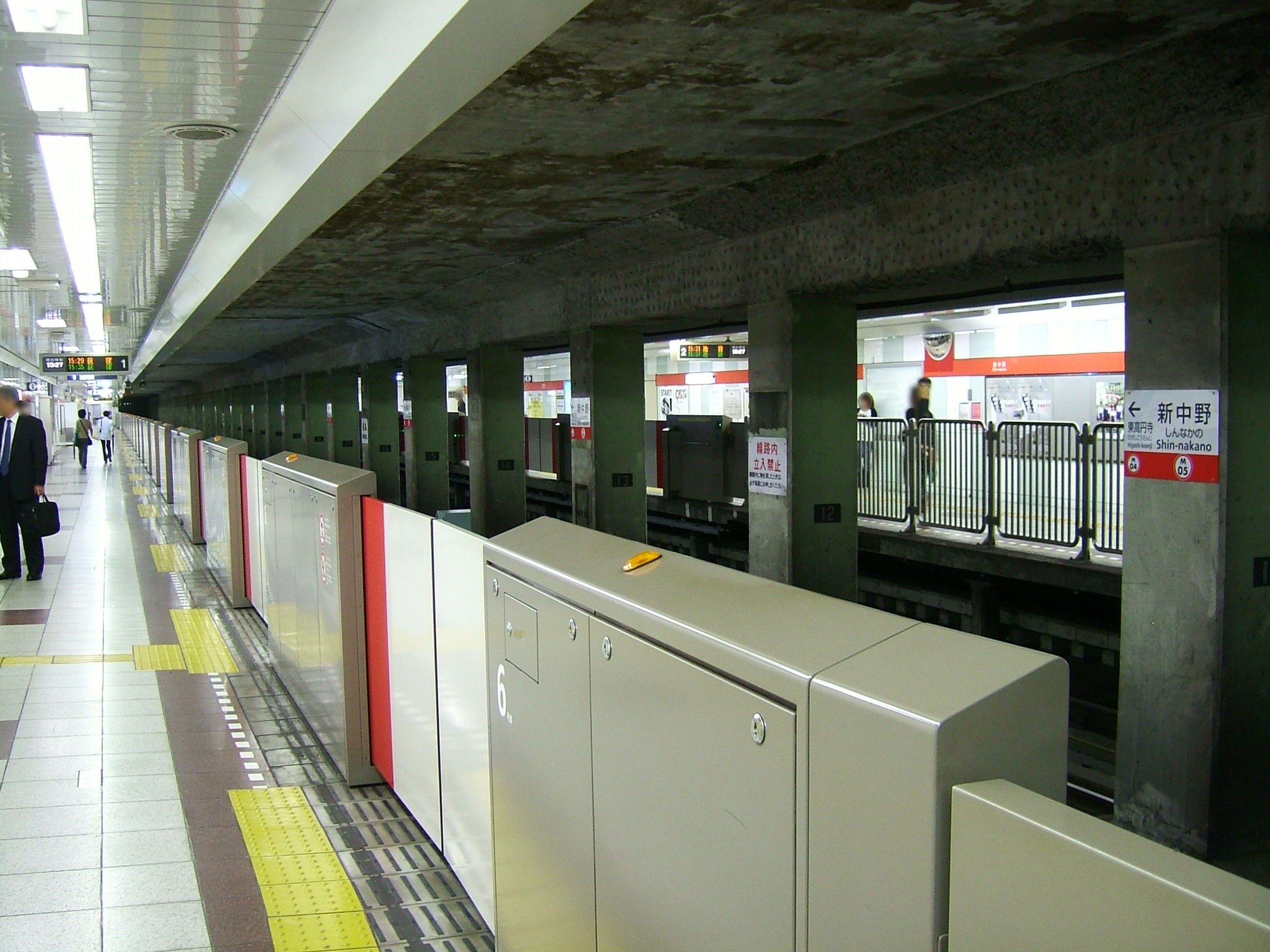
Станция Син-Накано линии Маруноути в Токийском метро

Система автоматических платформенных ворот состоит из барьера в виде ограждения различной высоты с раздвижными дверьми, чаще всего из стекла, не доходящего до потолка и не изолирующего полностью станцию от путей. Обычно она составляет лишь половину высоты системы платформенных раздвижных дверей (например, станция Син-Накано), но иногда достигает высоты поезда (например станция Ang Mo Kio MRT Station). Располагается на краю железнодорожных платформ в целях предотвращения случайного падения пассажиров на железнодорожные пути. Подобно системе платформенных раздвижных дверей, двери на станции открываются и закрываются одновременно с дверьми поезда.
Установка этой системы дешевле системы платформенных раздвижных дверей, поэтому некоторые железнодорожные компании предпочитают её установку как при модернизации старых станций, так и на новых, как способ для повышения безопасности на железнодорожных платформах. Такая система не препятствует естественной вентиляции, однако она не полностью изолирует станцию от железнодорожных путей и не помогает в случае намеренного попадания людей на железнодорожные пути.

### Подъёмный барьер
Подъёмный барьер — это упрощённая разновидность платформенных раздвижных дверей, распространённая в азиатских странах. Представляет собой стойки с закреплёнными и натянутыми между ними канатами различной длины, толщины и в разном количестве. Во время открытия дверей поезда стойки поднимают канаты вверх до уровня крыши поезда и пропускают пассажиров, а во время закрытия дверей поезда стойки с канатами опускаются и препятствуют проходу пассажиров. Установка этой системы обходится дешевле, чем установка платформенных раздвижных дверей или автоматических платформенных ворот. Также её не ограничивают разные типы подвижных составов разной длины и с разным расположением дверей.
Система подходит для станций с небольшим пассажиропотоком, поскольку стоимость её установки и обслуживания низкая. Но эта система менее эффективна, так как ограждение на станции не полностью изолирует платформу от железнодорожных путей и не исключает попадание людей на них через пространство между нижним канатом и платформой станции. Такая система используется, например, в Японии: 26 марта 2016 на станции Такацуки (станция) линии Токайдо, по результатам испытаний на других станциях, подъёмный барьер впервые в стране был установлен на постоянной основе. На двух станциях 1 линии Софийского метрополитена «Ополченска» и «Васил Левски» установлены подъёмные барьеры. К 2022 году, из-за различной конфигурации расположения дверей на разных подвижных составах для безопасности пассажиров на 12 станциях 1 линии Софийского метрополитена будут установлены подъёмные барьеры.

### Неподвижный барьер

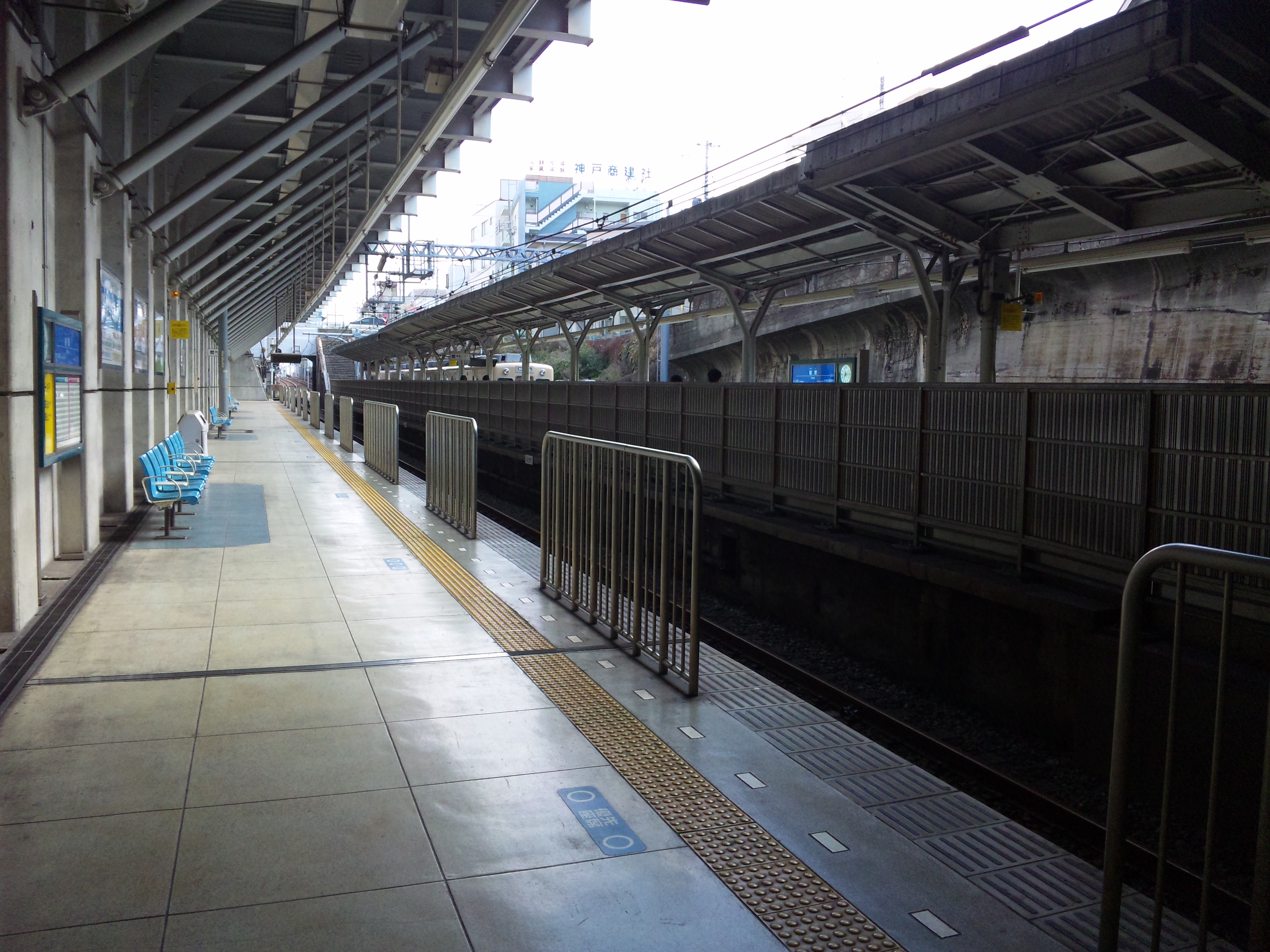
Станция Ивая главной линии Хансин

Использование неподвижного барьера распространено в азиатских странах. Этот тип представляет собой упрощённую разновидность платформенных раздвижных дверей: забор или ограждение, имеющее пустые проёмы по расположению дверей поездов. В высоту он может быть от половины высоты системы платформенных раздвижных дверей (например, станция Ивая) до высоты поезда (например, станция Thanggam). Барьер может быть выполнен из металла или стекла и устанавливается на краю платформы.
Так как проёмы не имеют физического заграждения, для большей безопасности пассажиров часто устанавливаются датчики движения. Установка этой системы обходится дешевле всех других систем платформенных раздвижных дверей, но предлагает самую низкую физическую безопасность пассажиров. Ограждение на станции устанавливается лишь частично и не полностью изолирует станцию от железнодорожных путей, не исключает намеренное или случайное попадание людей на них через неограждённые промежутки.
Этот вид барьера часто используется в качестве временной меры безопасности на станциях перед установкой более дорогих, совершенных и безопасных систем платформенных раздвижных дверей.

## История

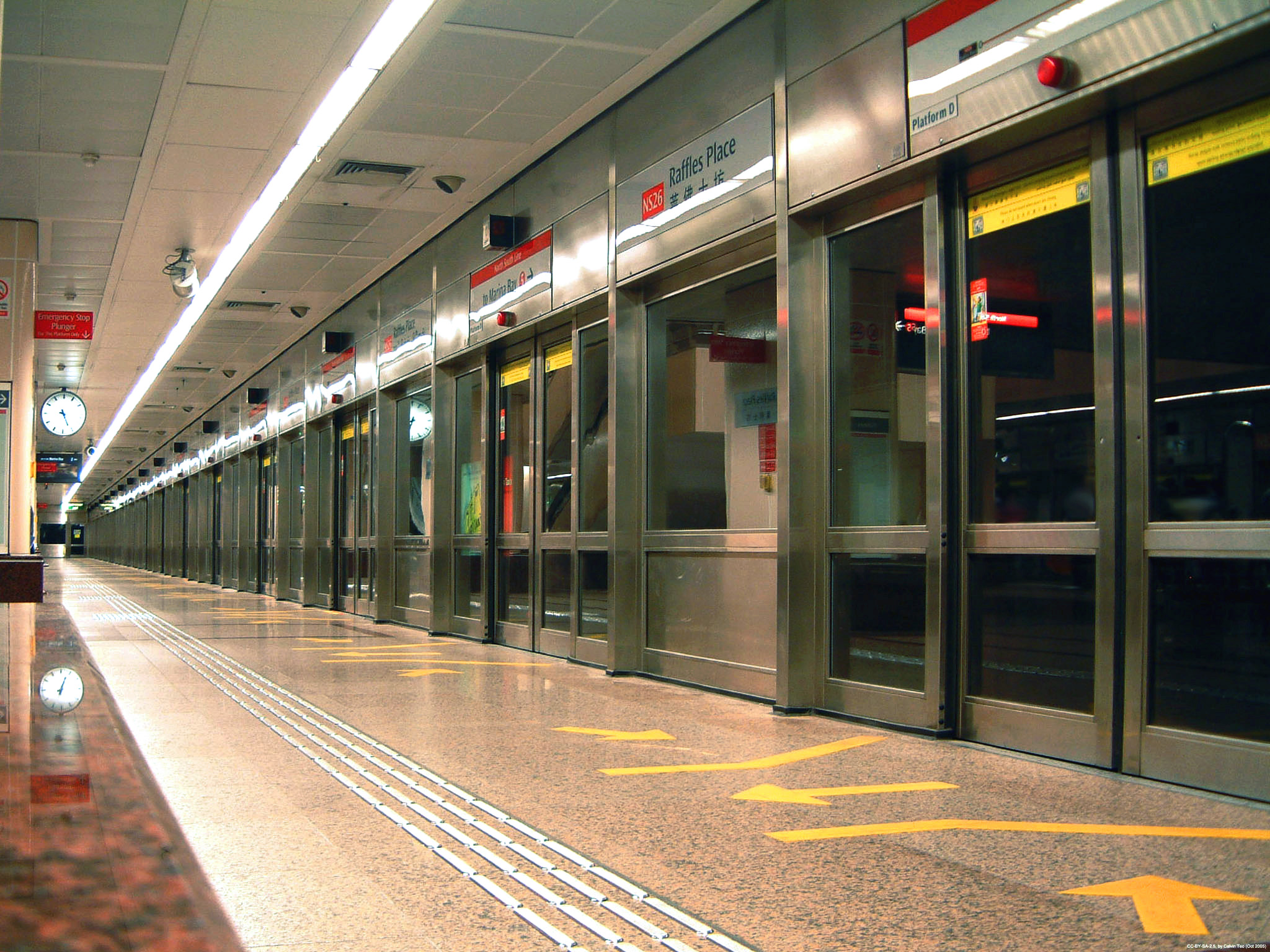
На станциях Сингапурского метрополитена установлены стеклянные платформенные раздвижные двери. Это двери первого поколения, которые можно увидеть на станции Raffles Place MRT station

Впервые в мире как таковая идея использования платформенных раздвижных дверей была применена 29 апреля  1961 года на станции «Парк Победы» Ленинградского метрополитена.
14 марта 1970 года за день до открытия Всемирной выставки Expo '70 в городе Суйта был запущен монорельс, который работал только во время проведения Всемирной выставки в течение шести месяцев (выставка проходила с 15 марта по 13 сентября 1970 года), на всех станциях монорельса для безопасности пассажиров впервые в Японии были установлены автоматические платформенные ворота.
1 января 1974 года Японская национальная железная дорога установила по краям платформы на станции Атами линии Токайдо-синкансэн впервые на станции железной дороги в Японии автоматические платформенные ворота для безопасности пассажиров во время прибытия поездов Синкансэн на станцию.
В 1987 году в Сингапурском метрополитене впервые в мире были установлены прозрачные стеклянные платформенные раздвижные двери для безопасности пассажиров и контроля климата, а не из-за архитектурных ограничений. В Сингапурском метро на всех подземных станциях с момента их открытия установлены платформенные раздвижные двери, а наземные станции оборудованы автоматическими платформенными воротами. Конструкция самих дверей различается в зависимости от места и времени их установки (см.  § Сингапур). Гонконгский метрополитен был первой в мире системой метро, которая модернизировала старые уже построенные станции, установив на них платформенные раздвижные двери.

## По странам

### Австралия
В Сиднейском метрополитене на всех подземных станциях установлены платформенные раздвижные двери, а на всех наземных установлены автоматические платформенные ворота.

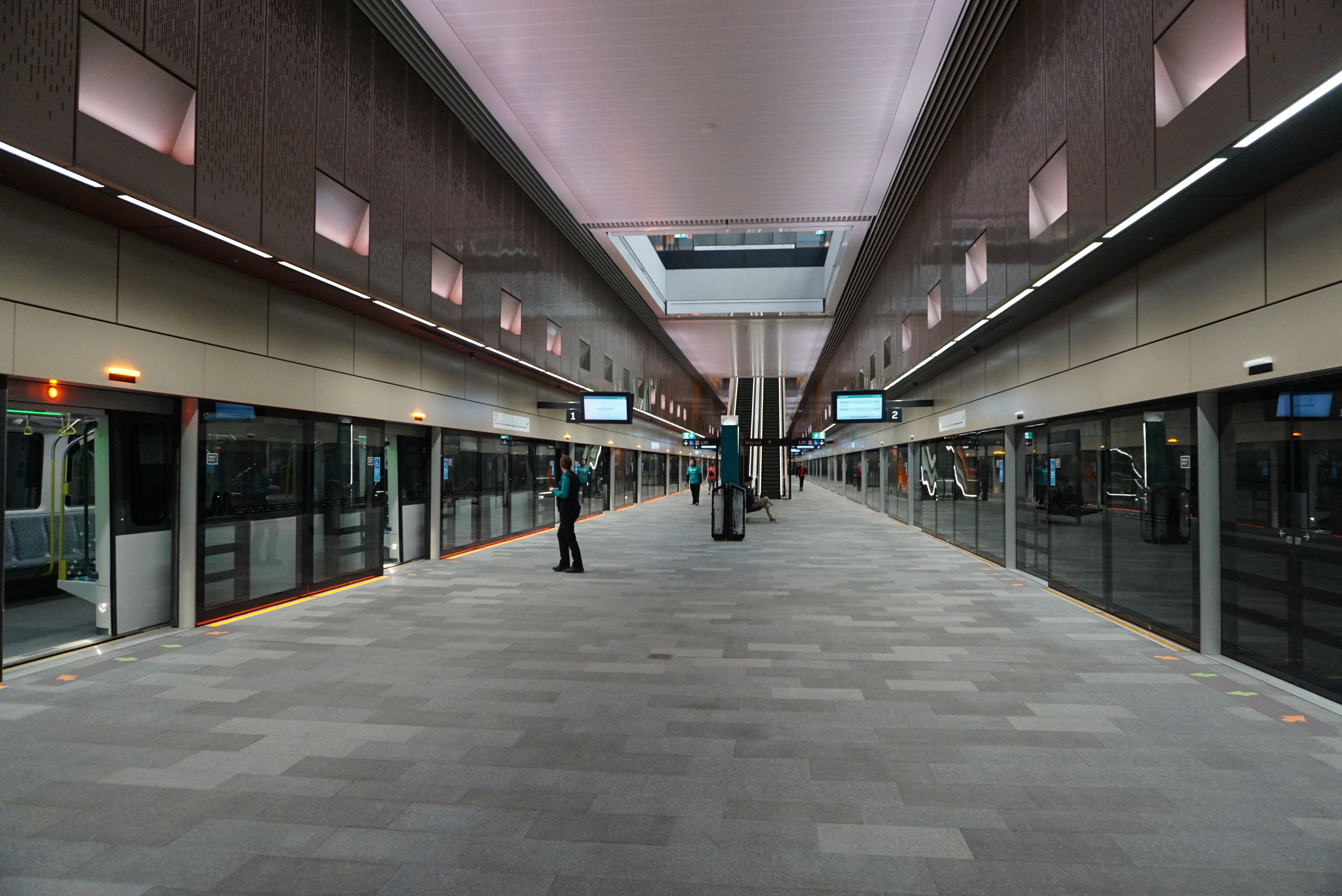
Станция Castle Hill[англ.] Сиднейского метрополитена.
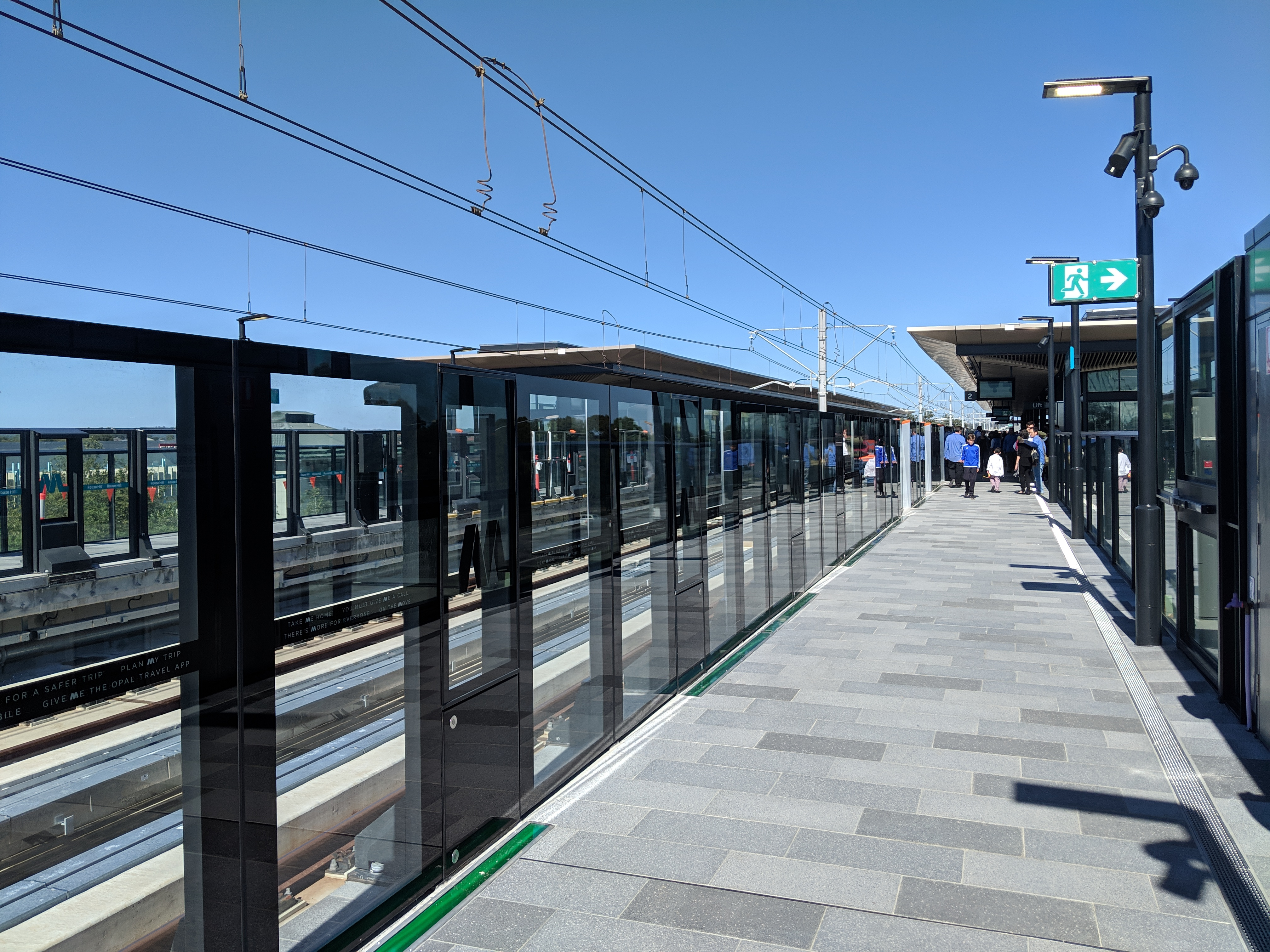
Станция Rouse Hill[англ.] Сиднейского метрополитена.

### Беларусь
В Минском метрополитене на всех станциях Зеленолужской линии установлены платформенные раздвижные двери. Это сделано для безопасности — чтобы пассажир никоим образом не мог оказаться на путях. Беларусь — третья страна посткоммунистического пространства, после России и Болгарии, установившая на станциях метрополитена систему платформенных дверей.

### Бразилия
Впервые в Бразилии и в Латинской Америке платформенные раздвижные двери были установлены в 2010 году на станции Sacomã в метрополитене Сан-Паулу. На всех станциях 4 и 15 линий и на части станций 2, 3 и 5 линий установлены платформенные раздвижные двери. Их планируется установить ещё на 41 станцию 1, 2 и 3 линий к концу 2021 года, а также на всех станциях 5 линии к концу 2020 года.

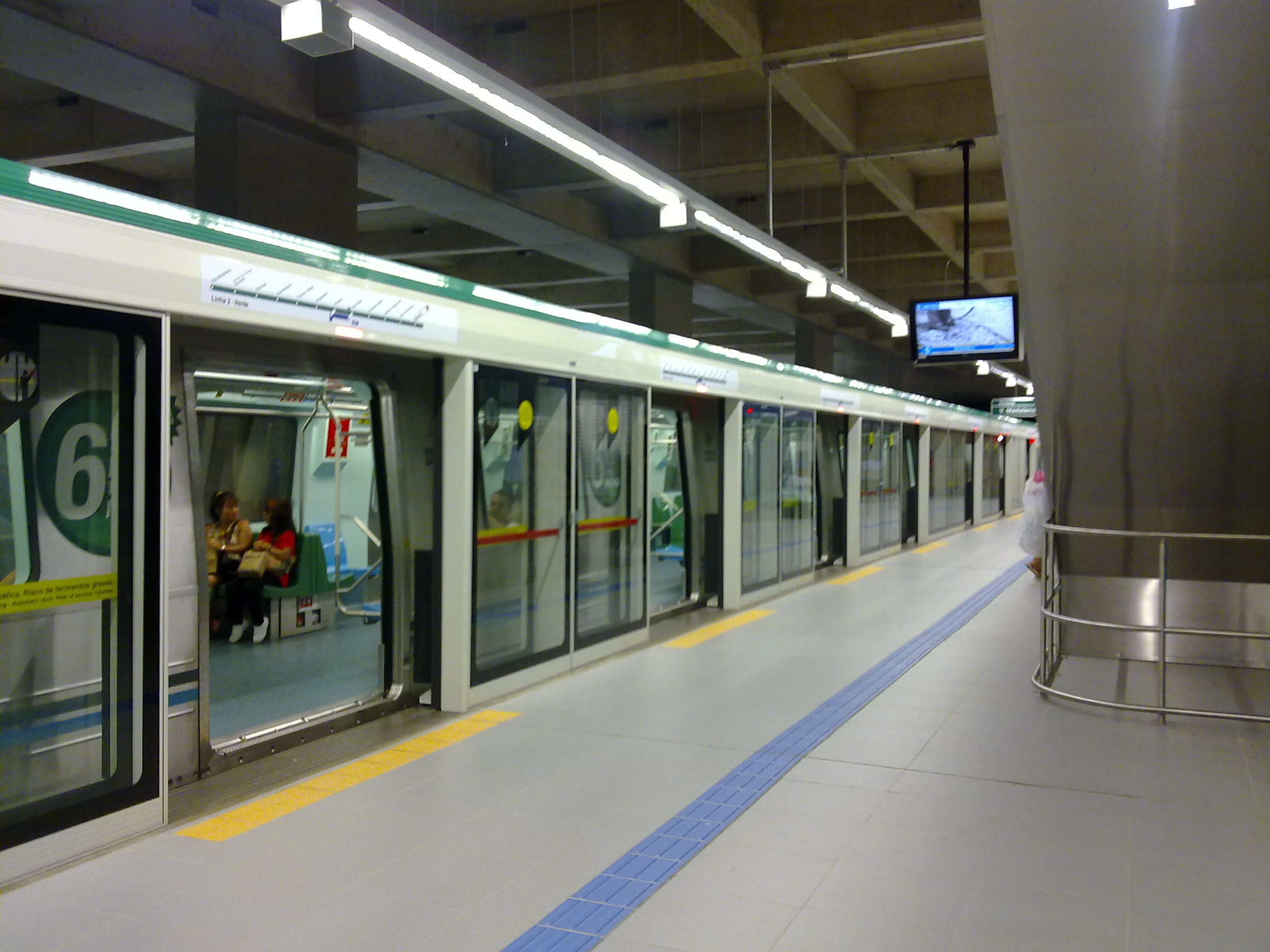
Станция Sacomã[англ.] метрополитена Сан-Паулу первая в Бразилии и Латинской Америке, где были установлены платформенные раздвижные двери.
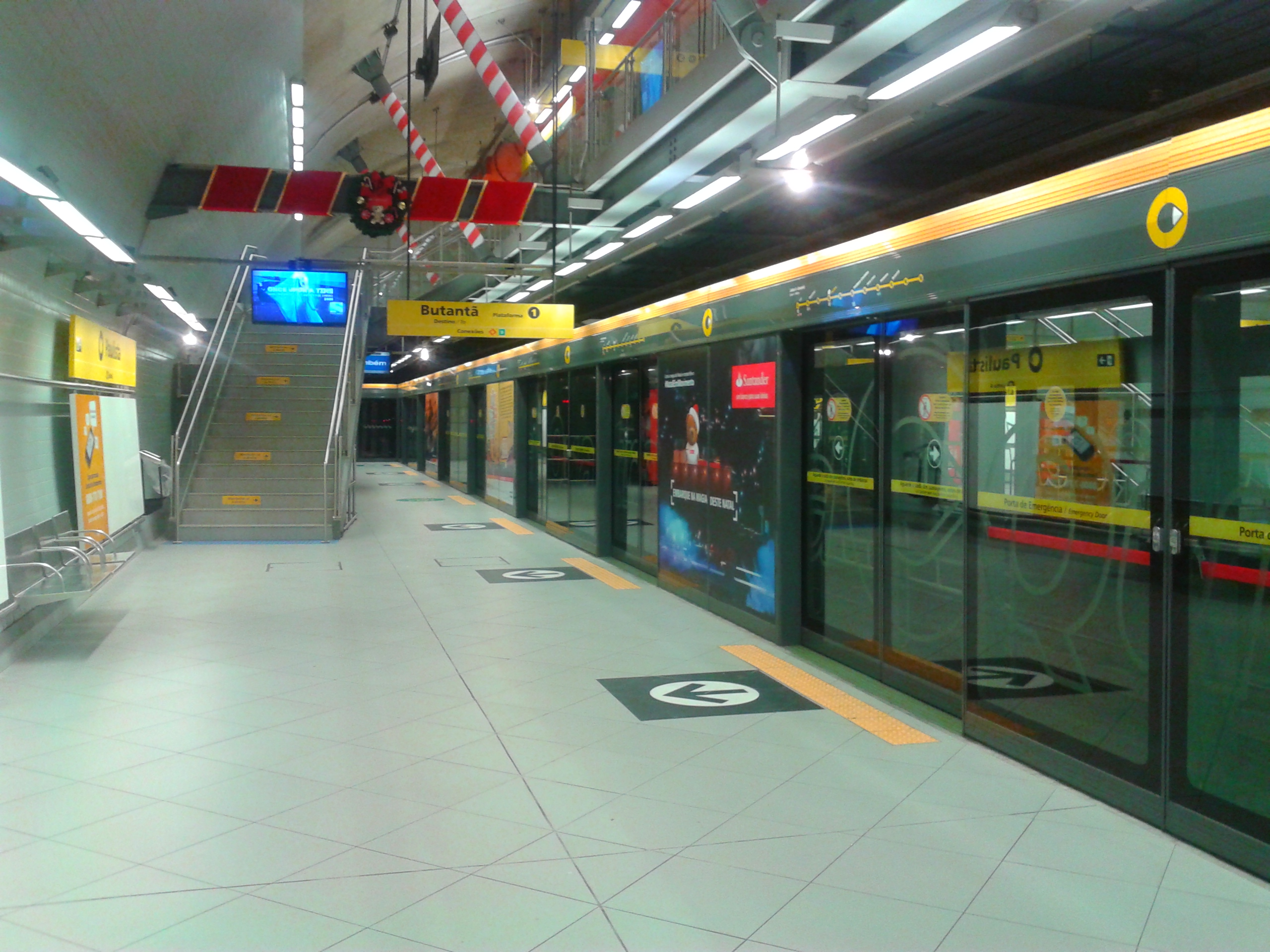
Станция Paulista[англ.] метрополитена Сан-Паулу.

### Болгария
На всех станциях третьей линии Софийского метрополитена установлены автоматические платформенные ворота. На двух станциях 1 линии Софийского метрополитена «Ополченска» и «Васил Левски» установлены подъёмные барьеры RSD (Rope type Screen Door). К 2022 году, из-за различной конфигурации расположения дверей на разных подвижных составах (на 1-й и 2-й линиях эксплуатируются «Номерные» и Русичи) для безопасности пассажиров на 12 станциях 1 линии Софийского метрополитена будут установлены подъёмные барьеры.
Болгария — вторая посткоммунистическая страна после России, установившая на станции метрополитена систему платформенных раздвижных дверей и первая, установившая на станциях метрополитена подъёмные барьеры и автоматические платформенные ворота.

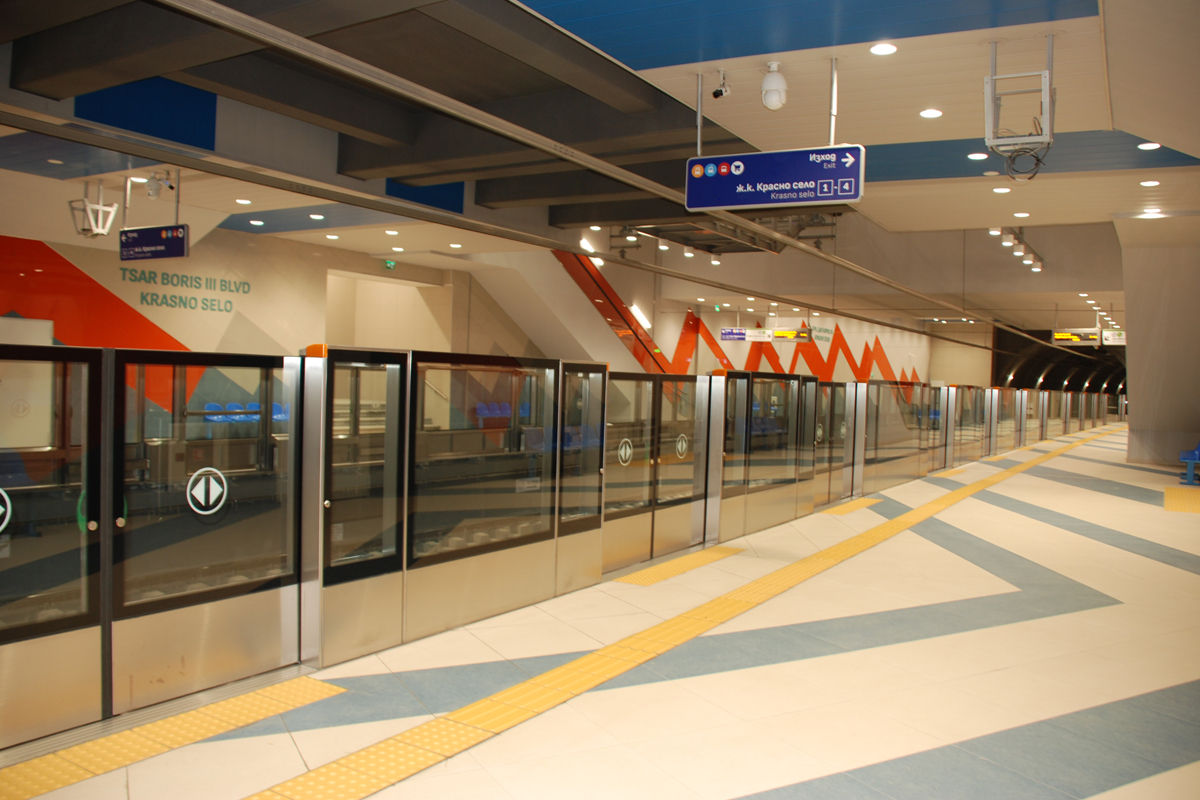
Станция Красное село Софийского метрополитена.
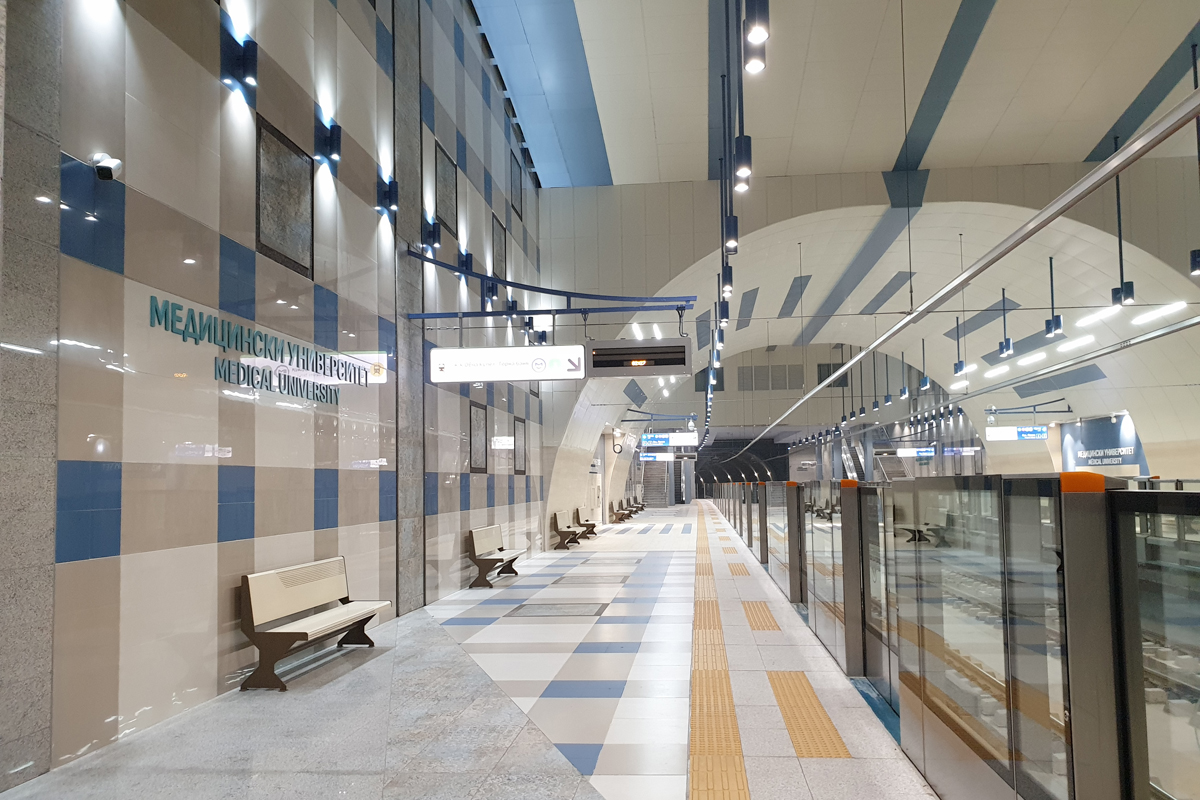
Станция Медицинский университет Софийского метрополитена.

### Великобритания
В Лондонском метрополитене платформенные раздвижные двери установлены на единственной линии — Юбилейной.

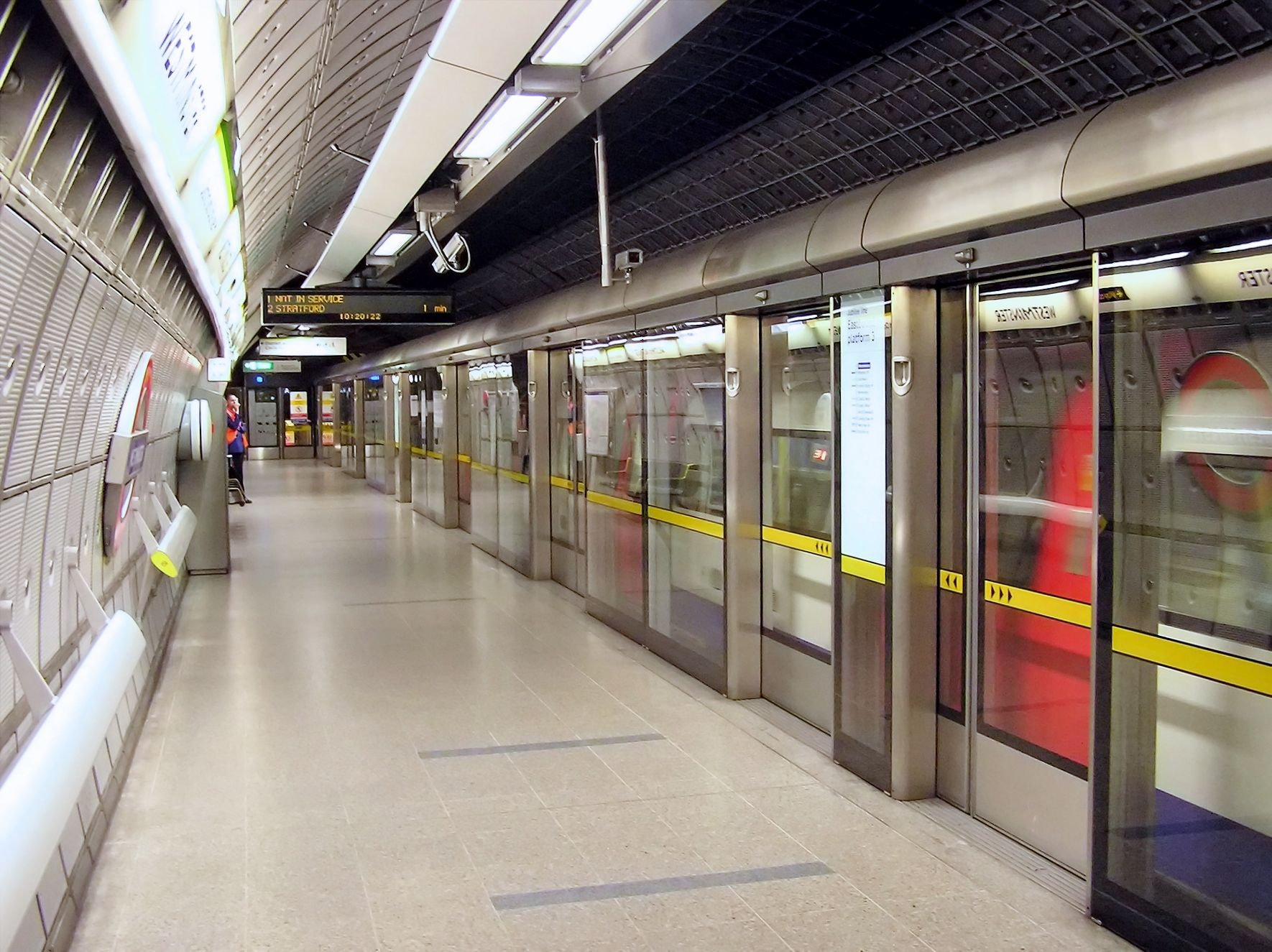
Станция Вестминстер Лондонского метрополитена.
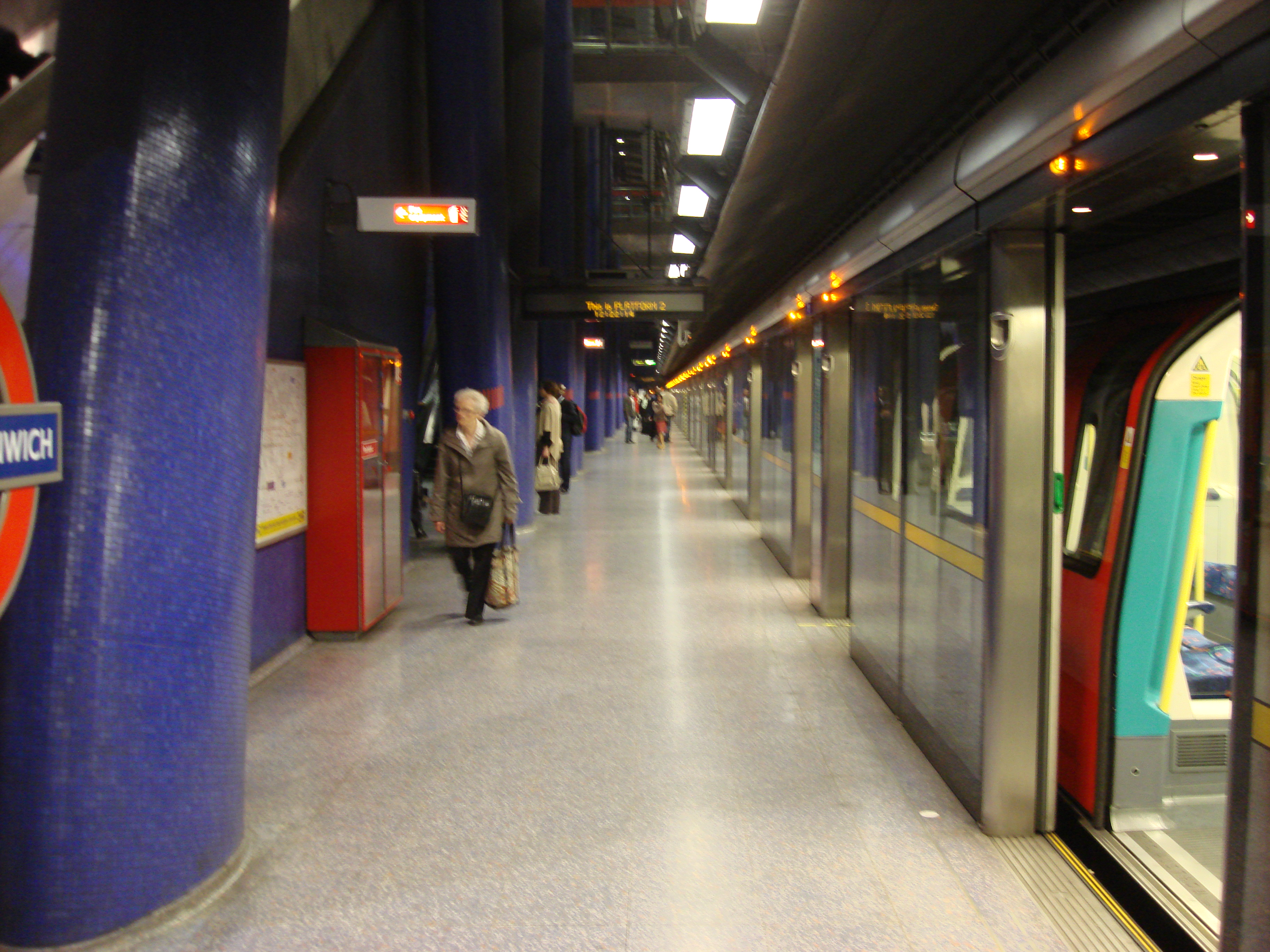
Станция Северный Гринвич Лондонского метрополитена.

### Германия
На всех станциях подвесной монорельсовой линии H-Bahn установлены платформенные раздвижные двери.

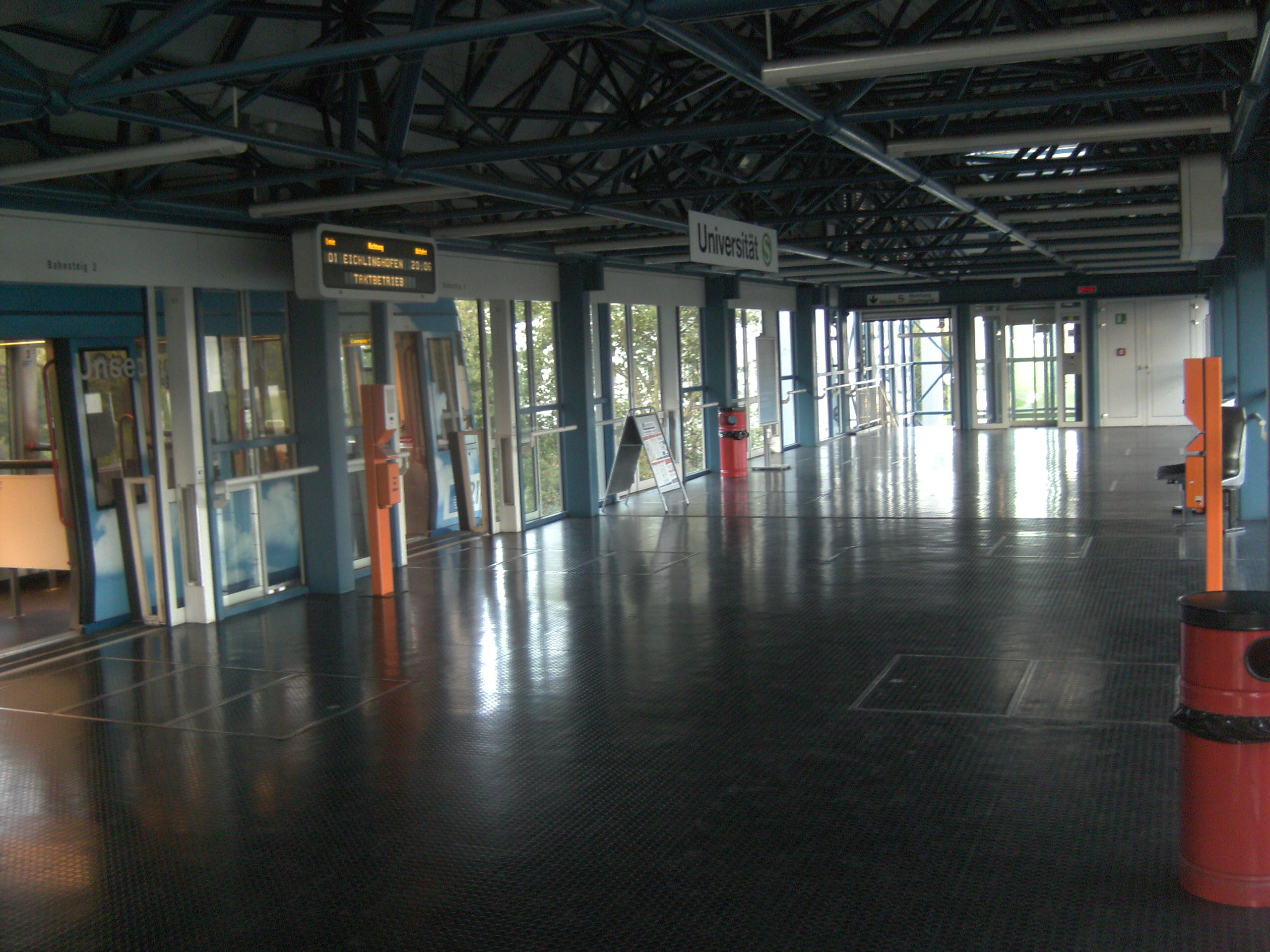
Станция технического университета Дортмунда линии H-Bahn[англ.].
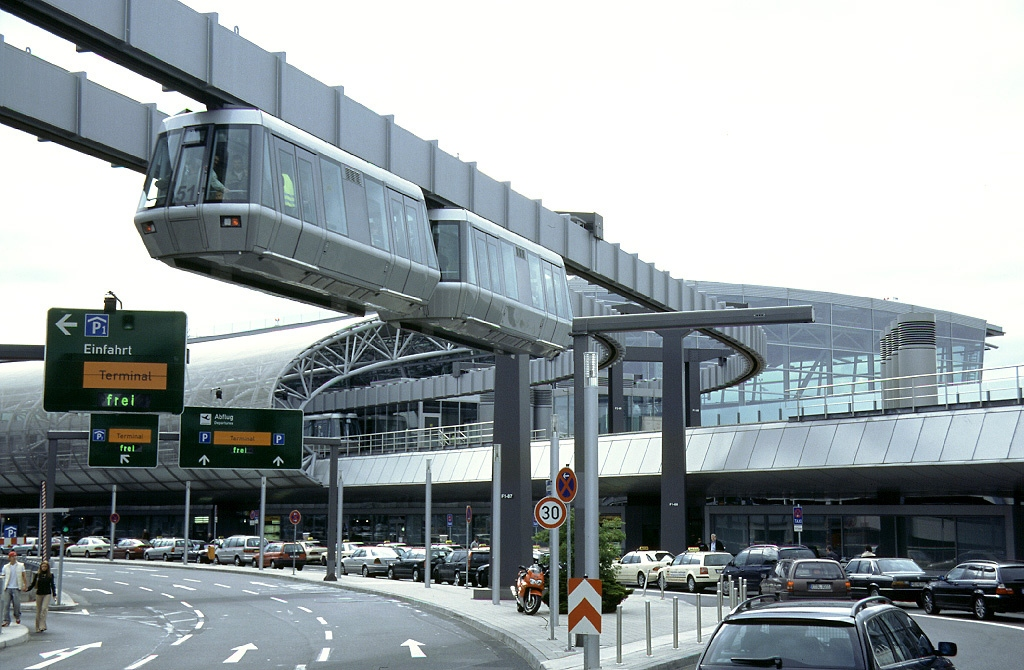
Станция аэропорта Дюссельдорфа линии H-Bahn[англ.].

### Гонконг
В Гонконгском метрополитене на всех станциях, за исключением тех, которые находятся на линии East Rail, установлены либо платформенные раздвижные двери, либо автоматические платформенные ворота. Платформенные раздвижные двери установлены как на подземных станциях, так и на наземных станциях, а автоматические платформенные ворота только на наземных станциях. Ни одна из станций линии Light Rail (MTR) не оборудована технологией платформенных раздвижных дверей.
В 1998 году открылись первые две линии Гонконгского метрополитена линия Тунчхун и линия Аэропорт-Экспресс, где на всех станциях были установлены платформенные раздвижные двери.
Компания MTR Corporation с середины 1996 года начала изучать возможность установки технологии платформенных раздвижных дверей на старых уже построенных станциях. В 1999 году было решено осуществить программу модернизации станций, установив на 74 платформах 30 станций линий Куньтхон, Айленд и Чхюньвань платформенные раздвижные двери. В 2006 году установка была завершена. Гонконгский метрополитен был первой в мире системой метро, которая модернизировала старые уже построенные станции, установив на них платформенные раздвижные двери.
В 2006 году компания MTR Corporation начала изучать способы внедрения технологии платформенных раздвижных дверей на наземных станциях. Что ранее считалось более сложным, поскольку эти станции вентилируются естественным образом, и установка платформенных раздвижных дверей повлекла бы за собой установку систем кондиционирования воздуха. В 2008 году MTR Corporation решила установить автоматические платформенные ворота на восьми станциях. В 2011 году установка была завершена.
С июля 2000 года по декабрь 2013 года компания MTR Corporation взимала 10 центов с каждого пассажира, оплачивающего проезд с помощью карты Октопус, для оплаты установки технологии платформенных раздвижных дверей на станциях. Всего было собрано более 1,15 млрд гонконгских долларов.
Платформенные раздвижные двери установлены на всех станциях Западной линии. Автоматические платформенные ворота установлены на всех станциях линий Ma On Shan и Диснейленд-Резорт.
Установка технологии платформенных раздвижных дверей на станциях Гонконгского метрополитена была эффективной в снижении травматизма и сбоях в работы метро.
На станции East Tsim Sha Tsui установлен самый длинный в мире комплект платформенных раздвижных дверей ворот.
Платформенные раздвижные двери установленные на станциях Гонконгского метрополитена, были произведены компаниями: Kaba Gilgen (ныне dormakaba), Nabtesco, а также Faiveley Transport. Последние станции Гонконгского метрополитена, не оборудованные технологией платформенных раздвижных дверей, находятся на линии East Rail.
На всех станциях автоматизированной системы перевозки пассажиров в аэропорту Гонконга установлены платформенные раздвижные двери.

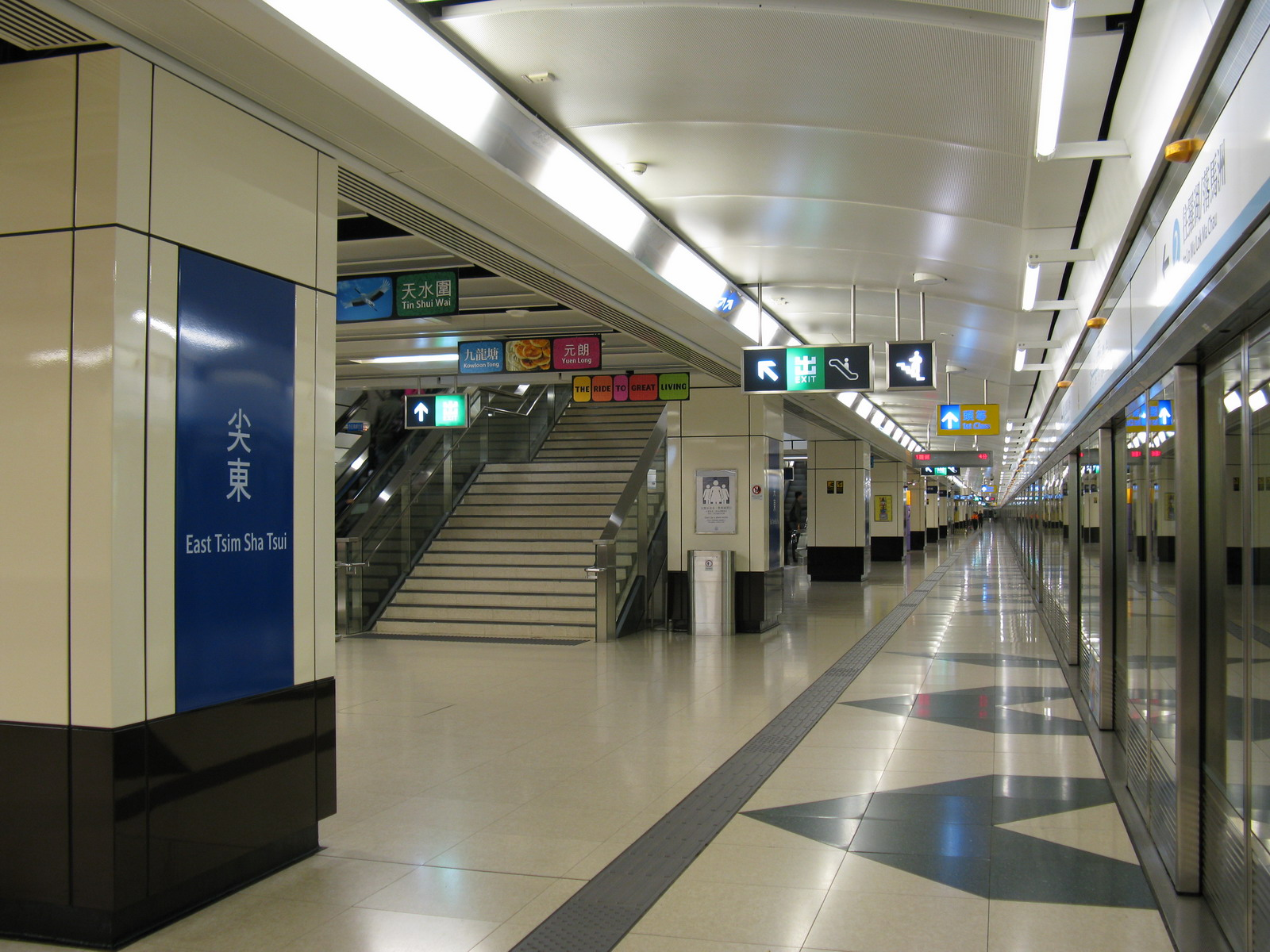
Станция East Tsim Sha Tsui[англ.] в Гонконгском метрополитене с самым длинным в мире установленным комплектом платформенных раздвижных дверей.
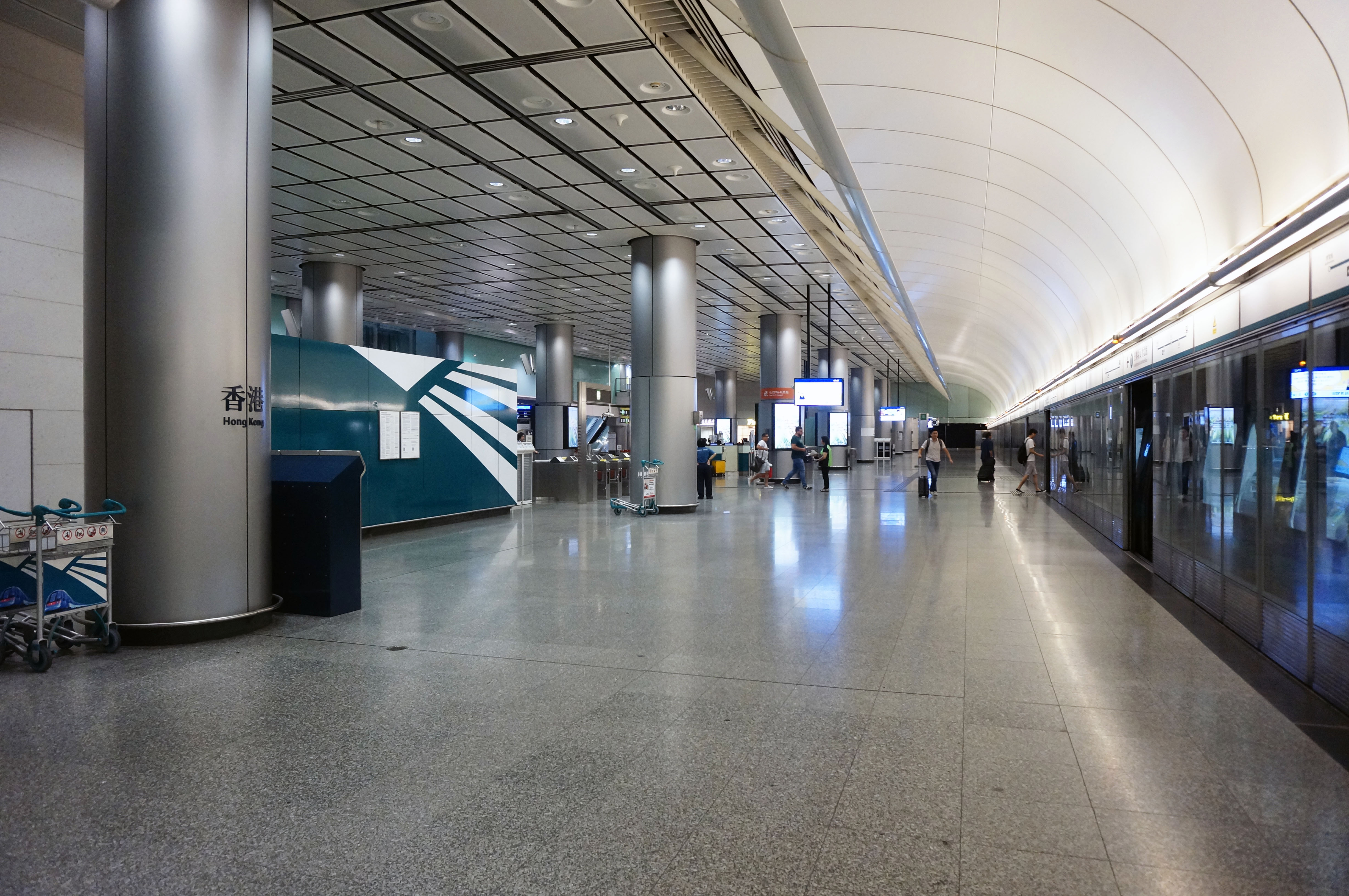
Станция Гонконг (станция)[англ.] в Гонконгском метрополитене.
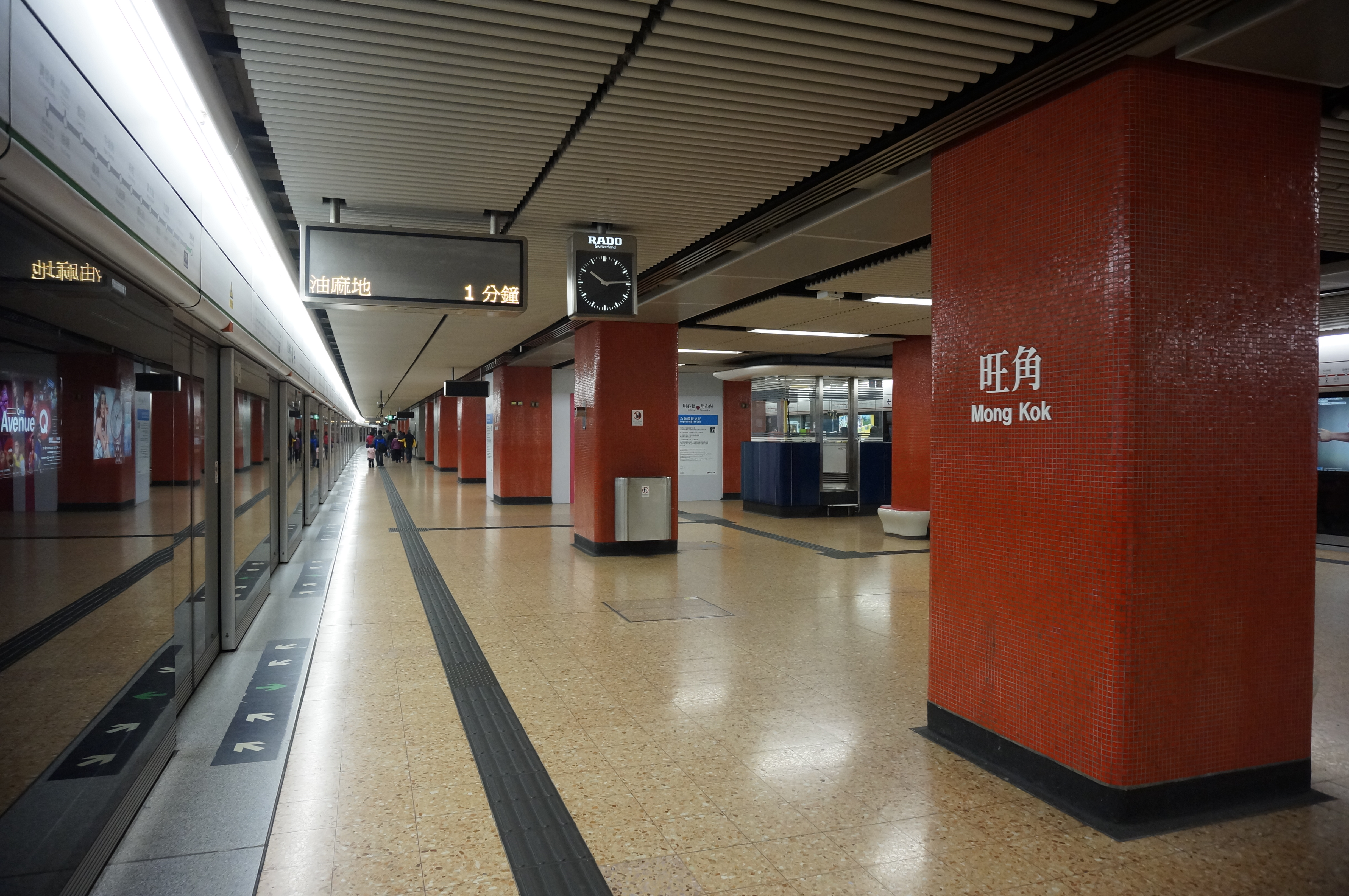
Станция Вонкок в Гонконгском метрополитене.
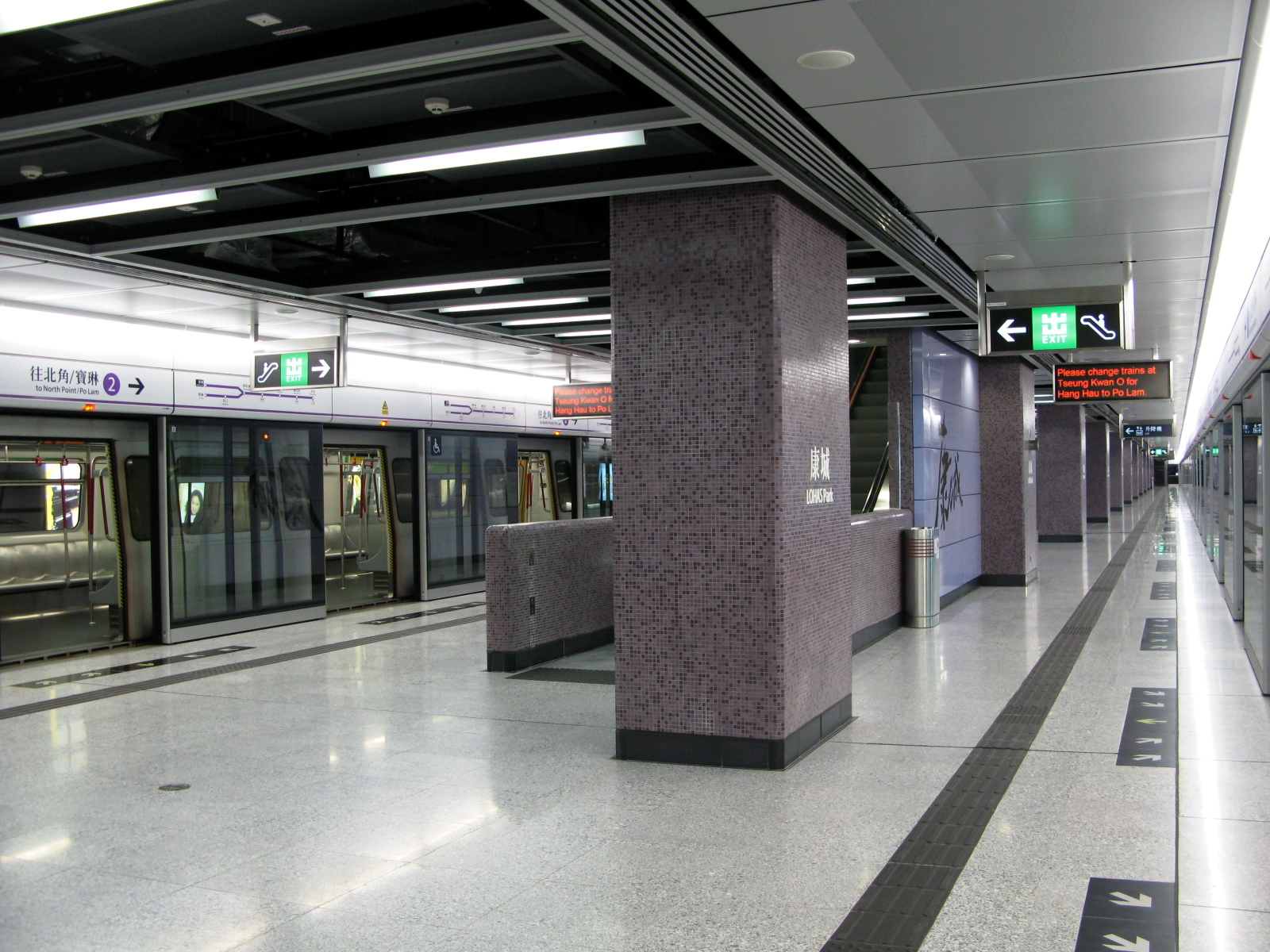
Станция ЛОХАС-Парк в Гонконгском метрополитене.
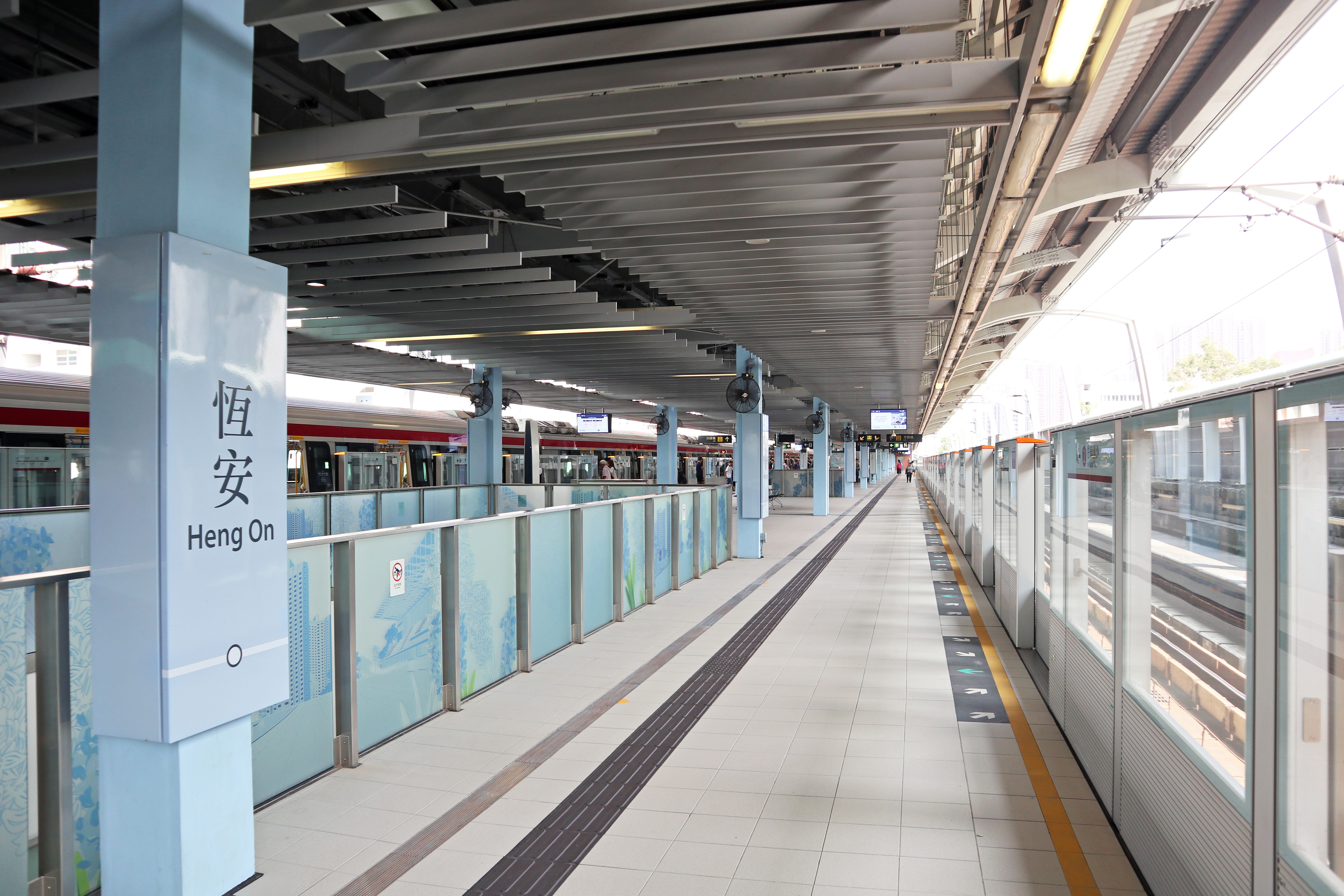
Станция Heng On[англ.] в Гонконгском метрополитене.

### Дания
На всех станциях копенгагенского метро установлены платформенные раздвижные двери.

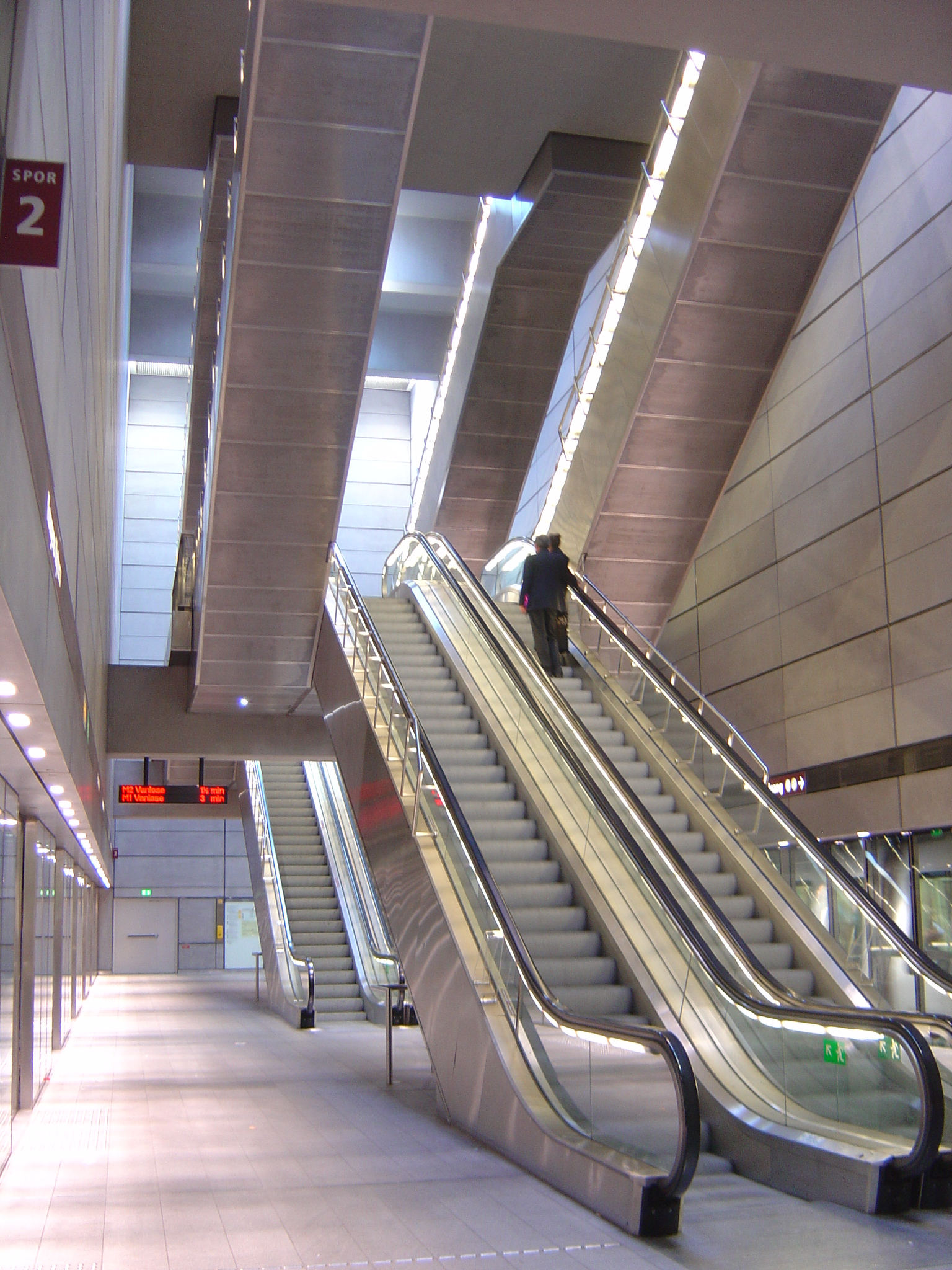
Станция Конгс Нютёр Копенгагенского метрополитена.
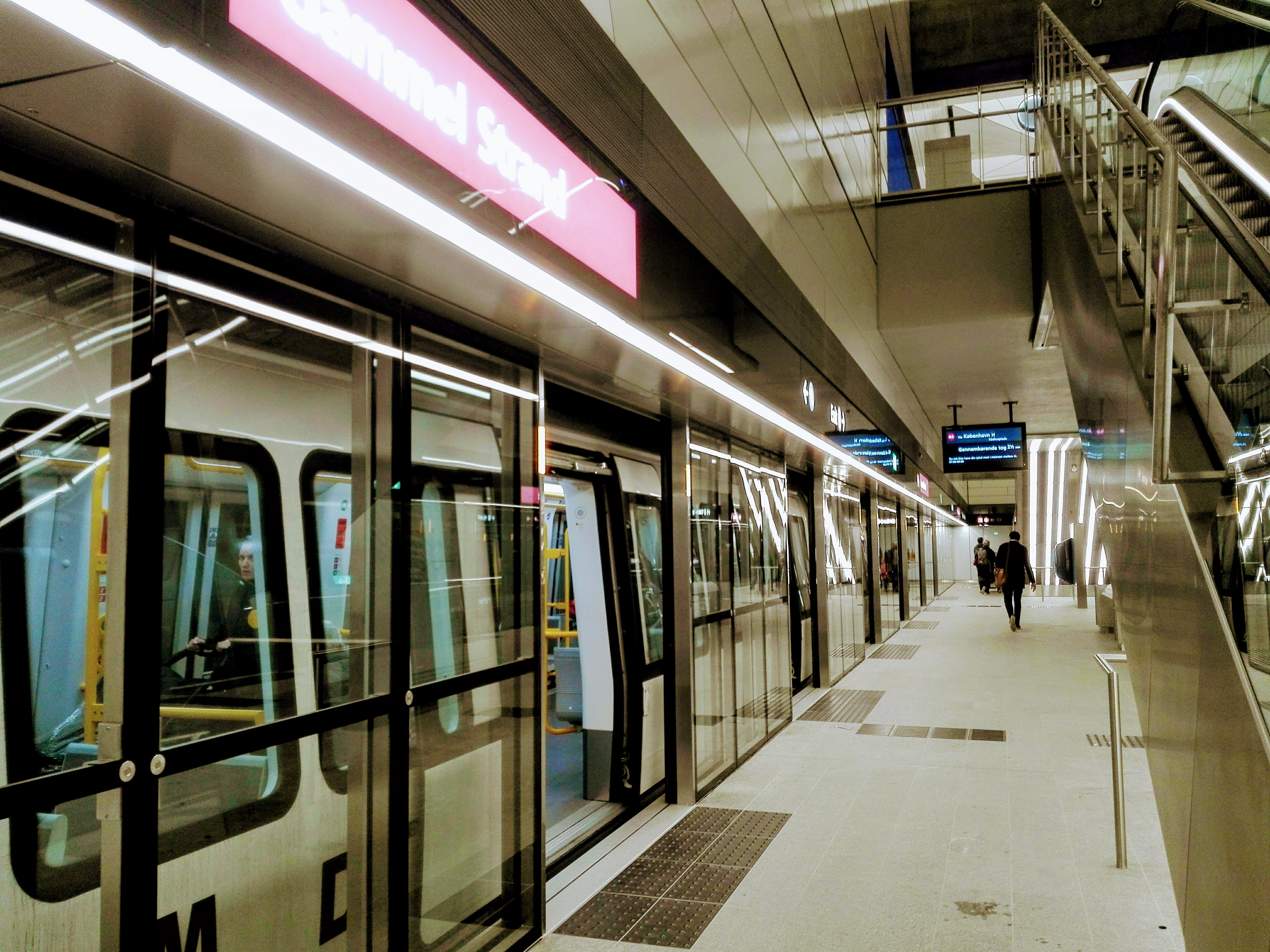
Станция Gammel Strand[англ.] Копенгагенского метрополитена.

### Индия
На всех станциях линии Аэропорт-Экспресс Делийского метрополитена установлены платформенные раздвижные двери. На всех станциях розовой и пурпурной линий, а также на шести самых загруженных станций жёлтой линии Делийского метрополитена установлены автоматические платформенные ворота. На всех станциях Ченнайского метрополитена установлены платформенные раздвижные двери.

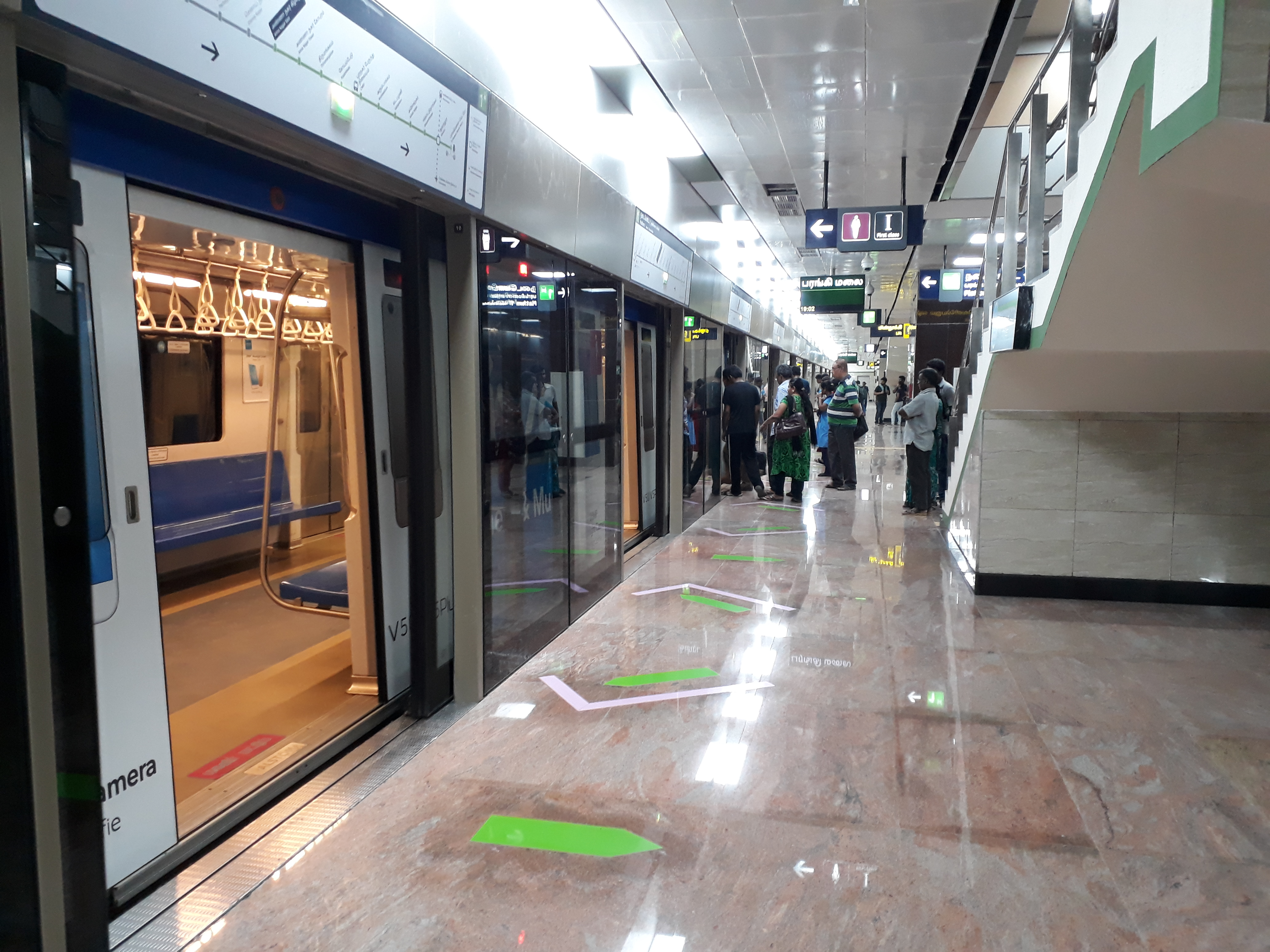
Станция Ченнайского метрополитена с установленными платформенными раздвижными дверьми.
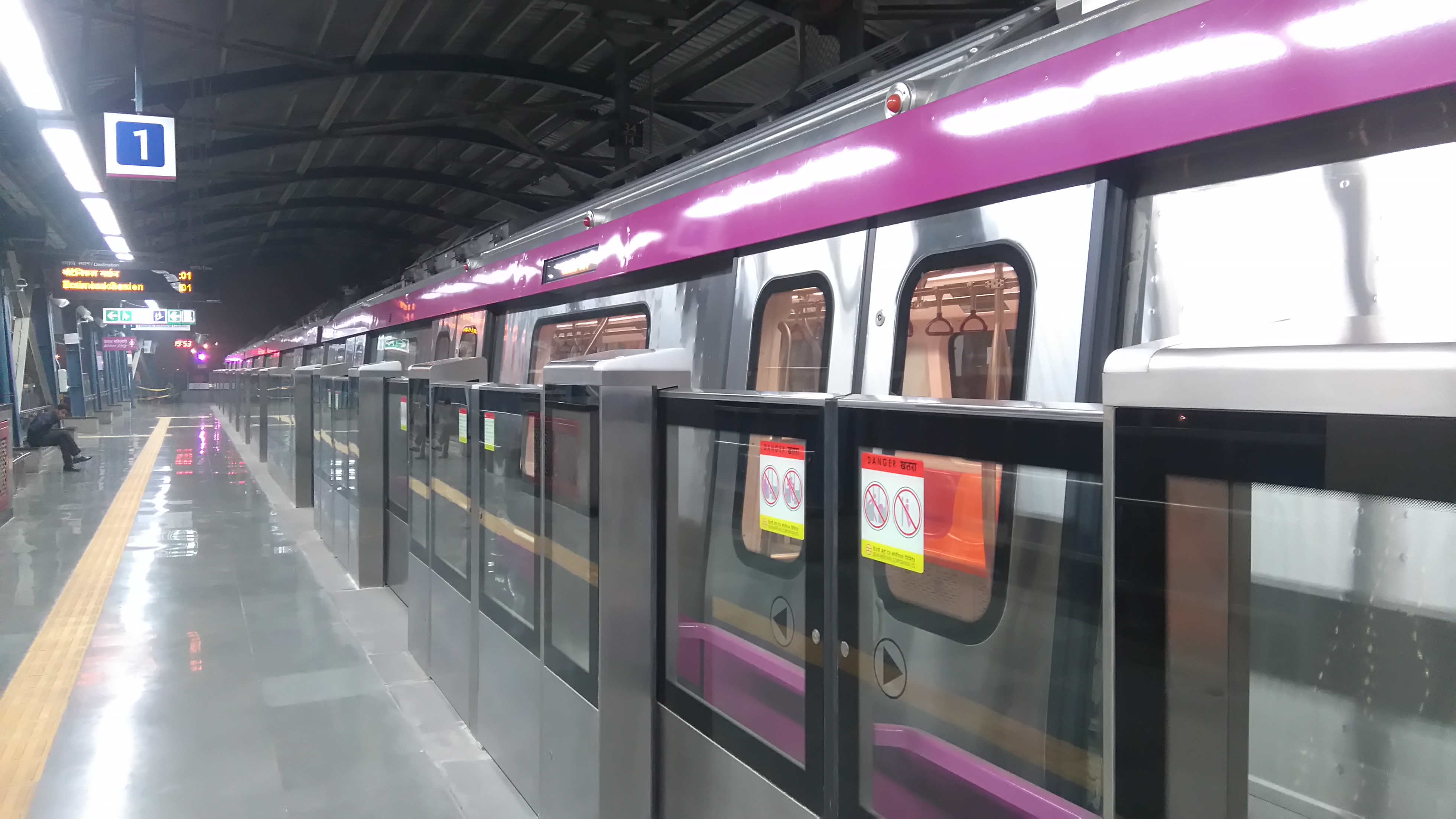
Станция Okhla Bird Sanctuary[индон.] Делийского метрополитена с установленными автоматическими платформенными воротами.

### Индонезия
На всех подземных станциях метрополитена Джакарты установлены платформенные раздвижные двери, а на наземных станциях — автоматические платформенные ворота.

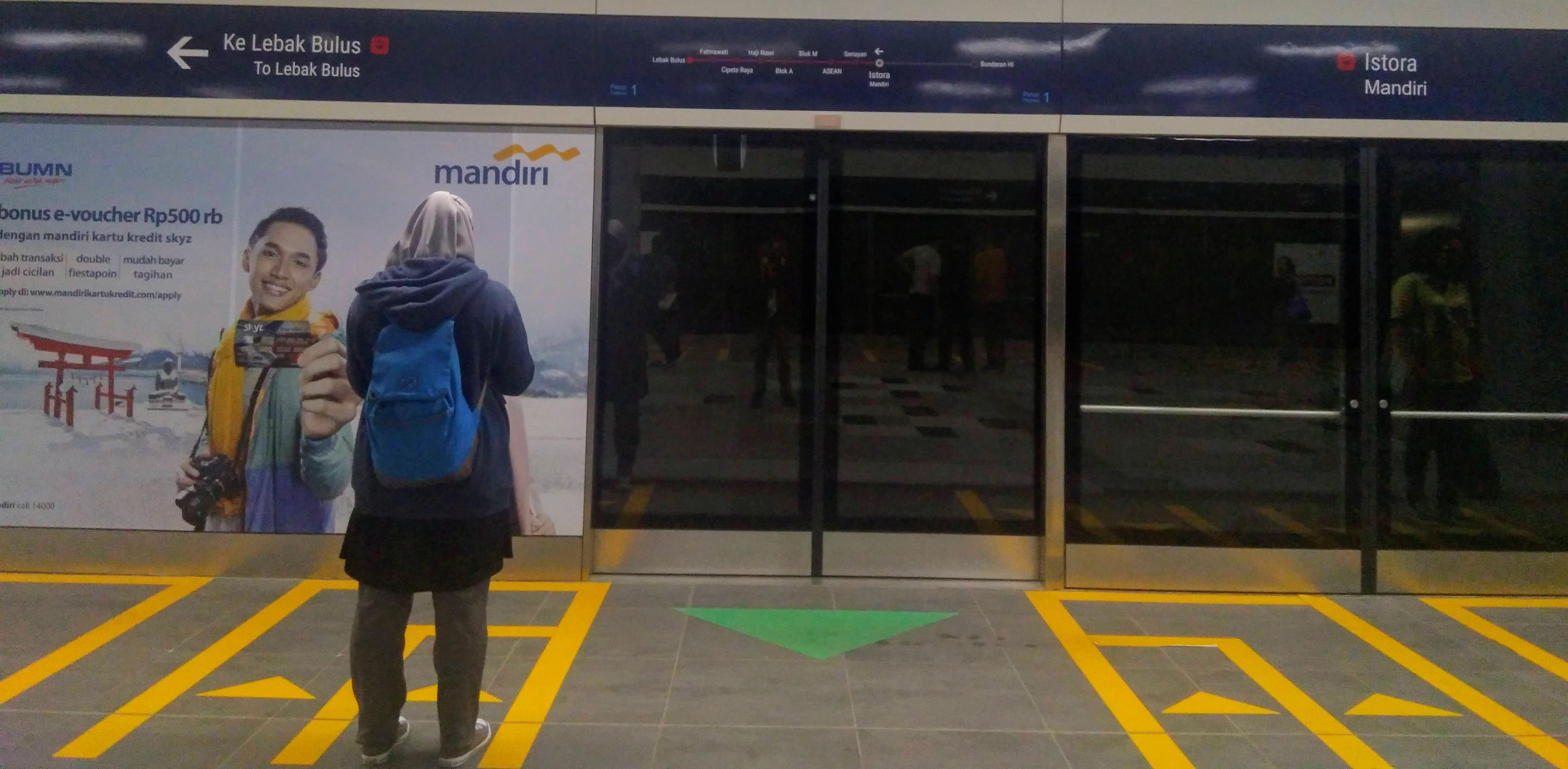
Станция MRT Istora[индон.] метрополитена Джакарты.
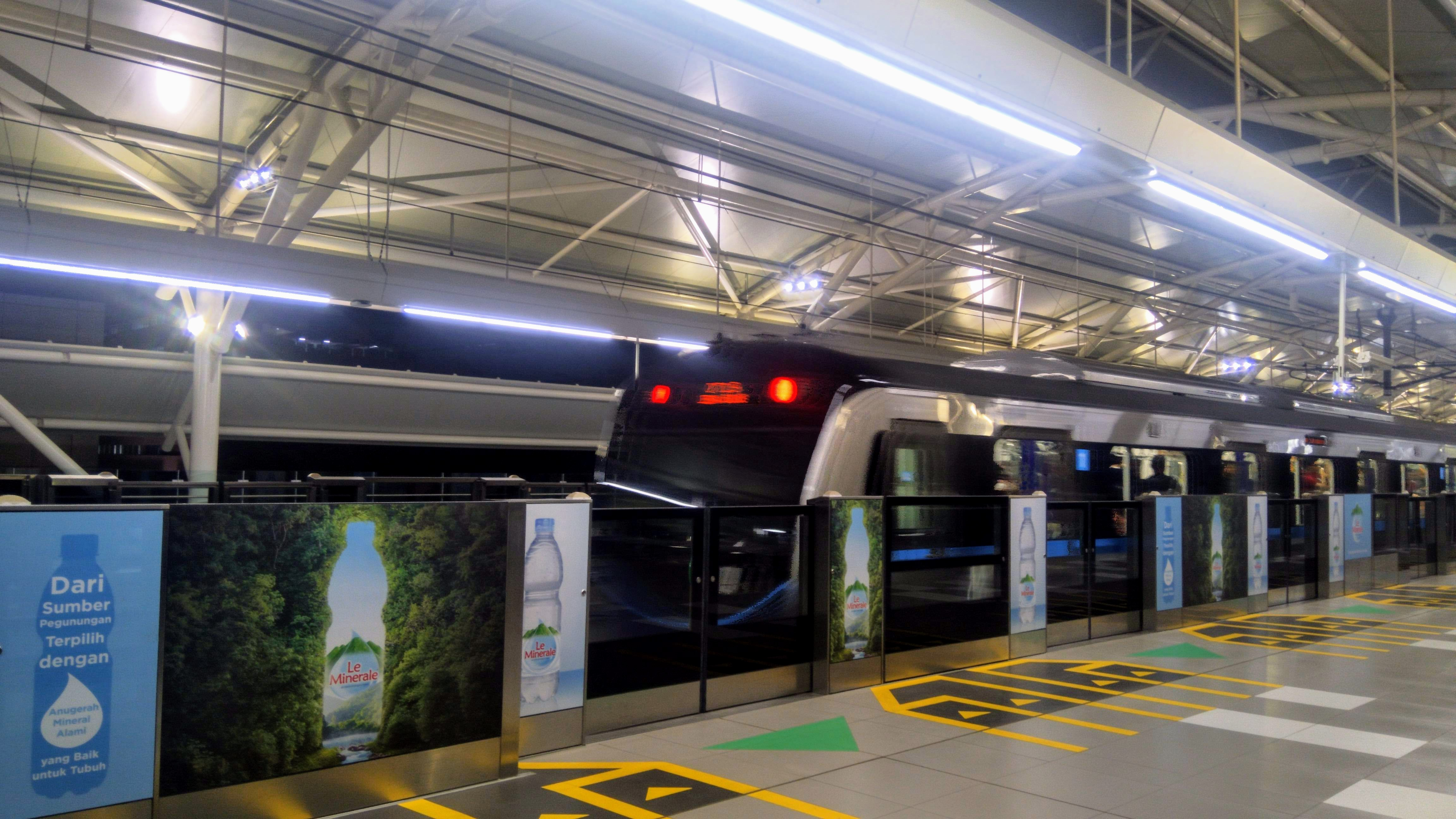
Станция ASEAN (станция)[индон.] метрополитена Джакарты.
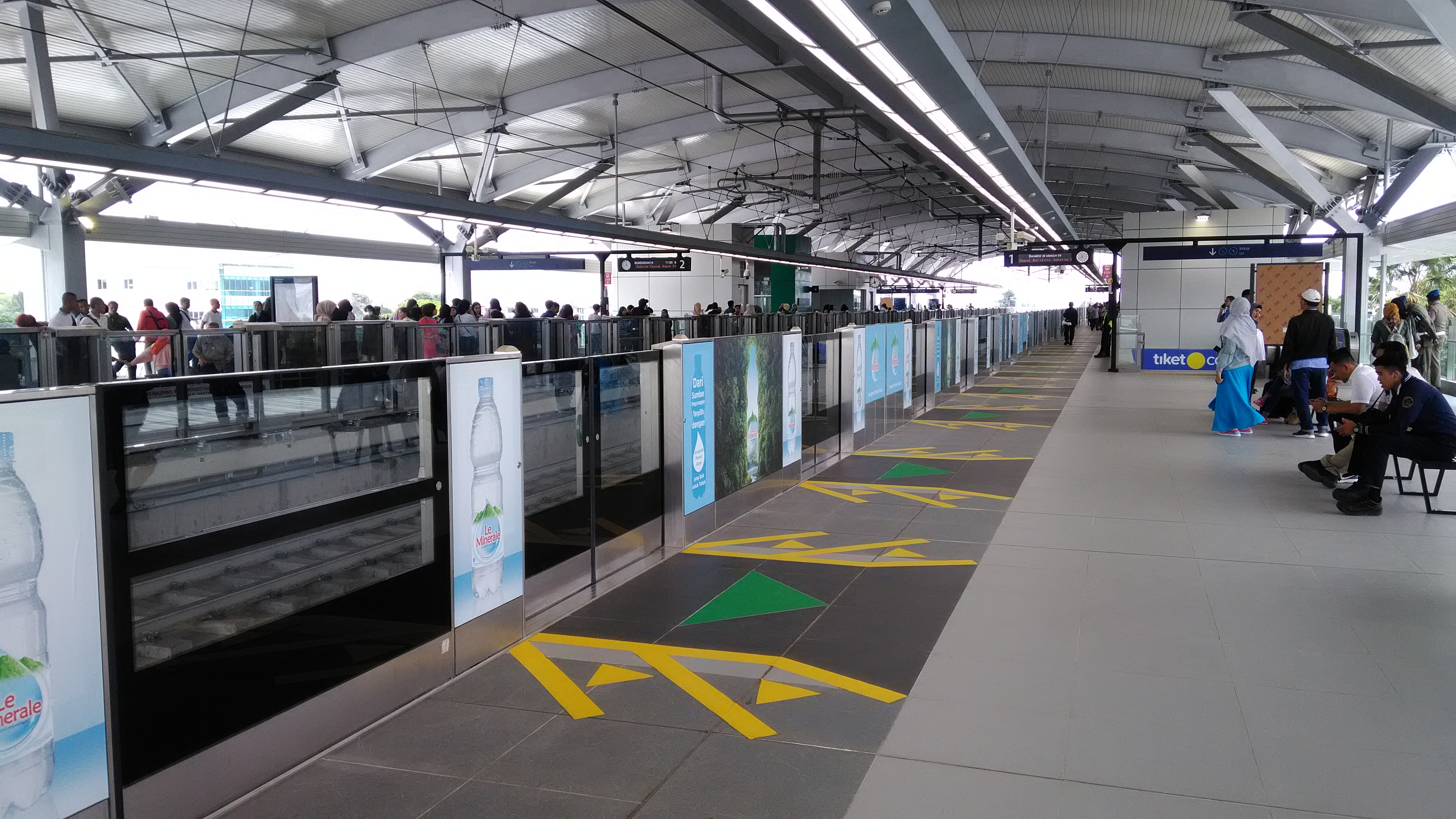
Станция Stasiun MRT Lebak Bulus[индон.] метрополитена Джакарты.

### Испания
На всех станциях 9, 10 и 11 линий Барселонского метрополитена, а также на всех станциях Севильского метрополитена установлены платформенные раздвижные двери.

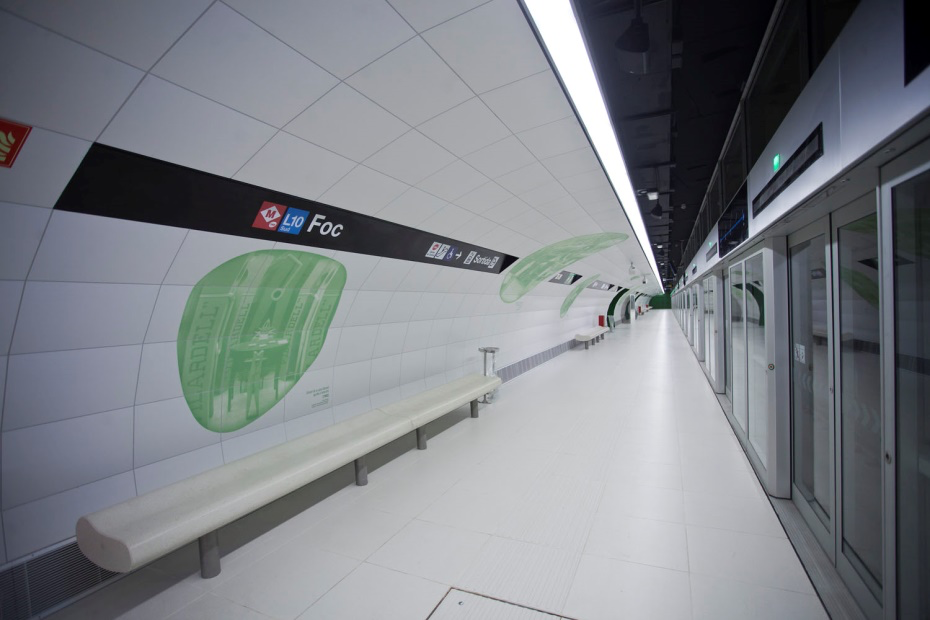
Станция Фок Барселонского метрополитена.
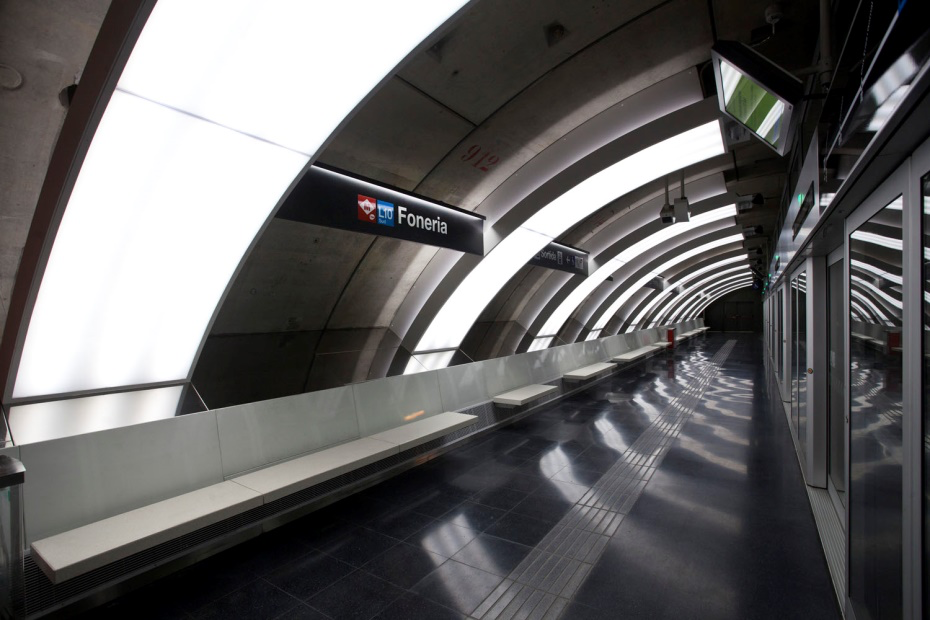
Станция Фунериа Барселонского метрополитена.
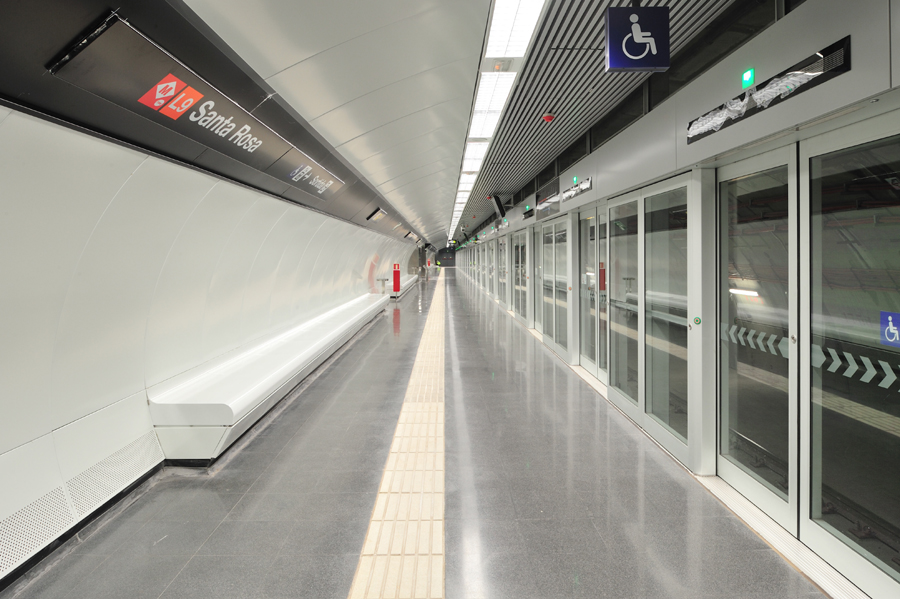
Станция Santa Rosa[англ.] Барселонского метрополитена.

### Италия
В Италии платформенные раздвижные двери на всех станциях установлены только на относительно молодых и новых системах метро и линиях: в Туринском метрополитене, на линии Пиплмувер миниметро Перуджи, в метрополитене Брешиа, на линии M5 Миланского метрополитена, линии C Римского метрополитена.

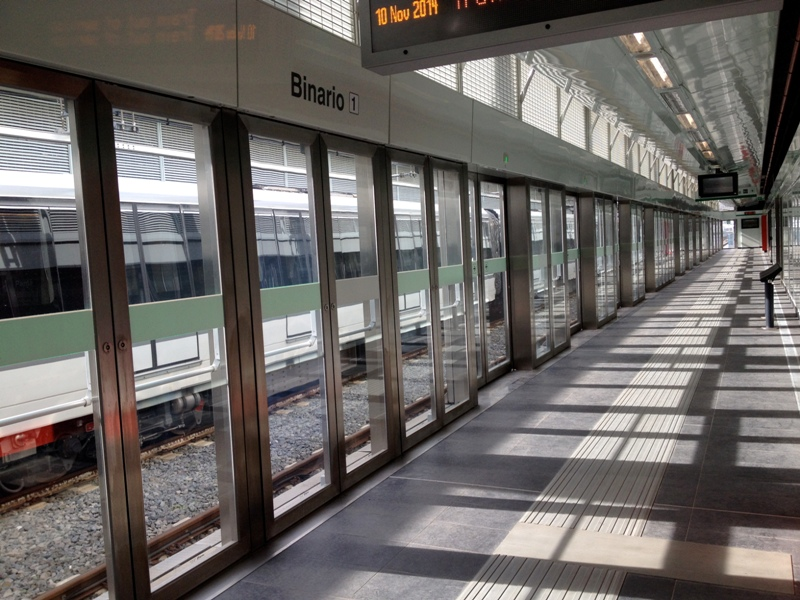
Станция Monte Compatri-Pantano[англ.] Римского метрополитена.

### Канада
На всех станциях автоматизированной системы перевозки пассажиров в аэропорту Торонто Пирсон установлены платформенные раздвижные двери. На станциях Union Station и Toronto Pearson Terminal 1 линии Union Pearson Express установлены платформенные раздвижные двери.
На всех станциях строящегося лёгкого метро Réseau express métropolitain в Большом Монреале будут установлены платформенные раздвижные двери.

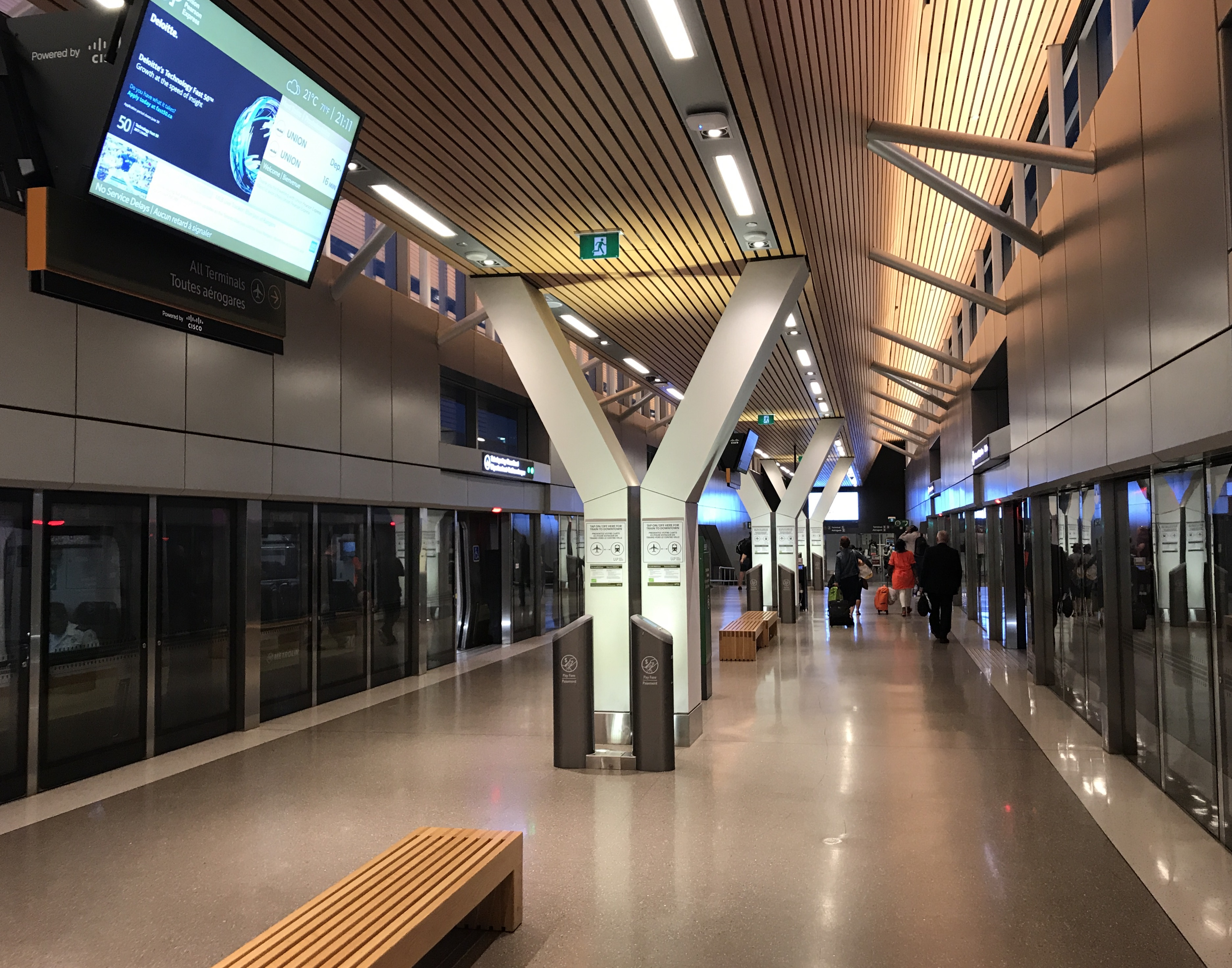
Станция Toronto Pearson Terminal 1[англ.] автоматизированной системы перевозки пассажиров в аэропорту Торонто Пирсон[англ.].
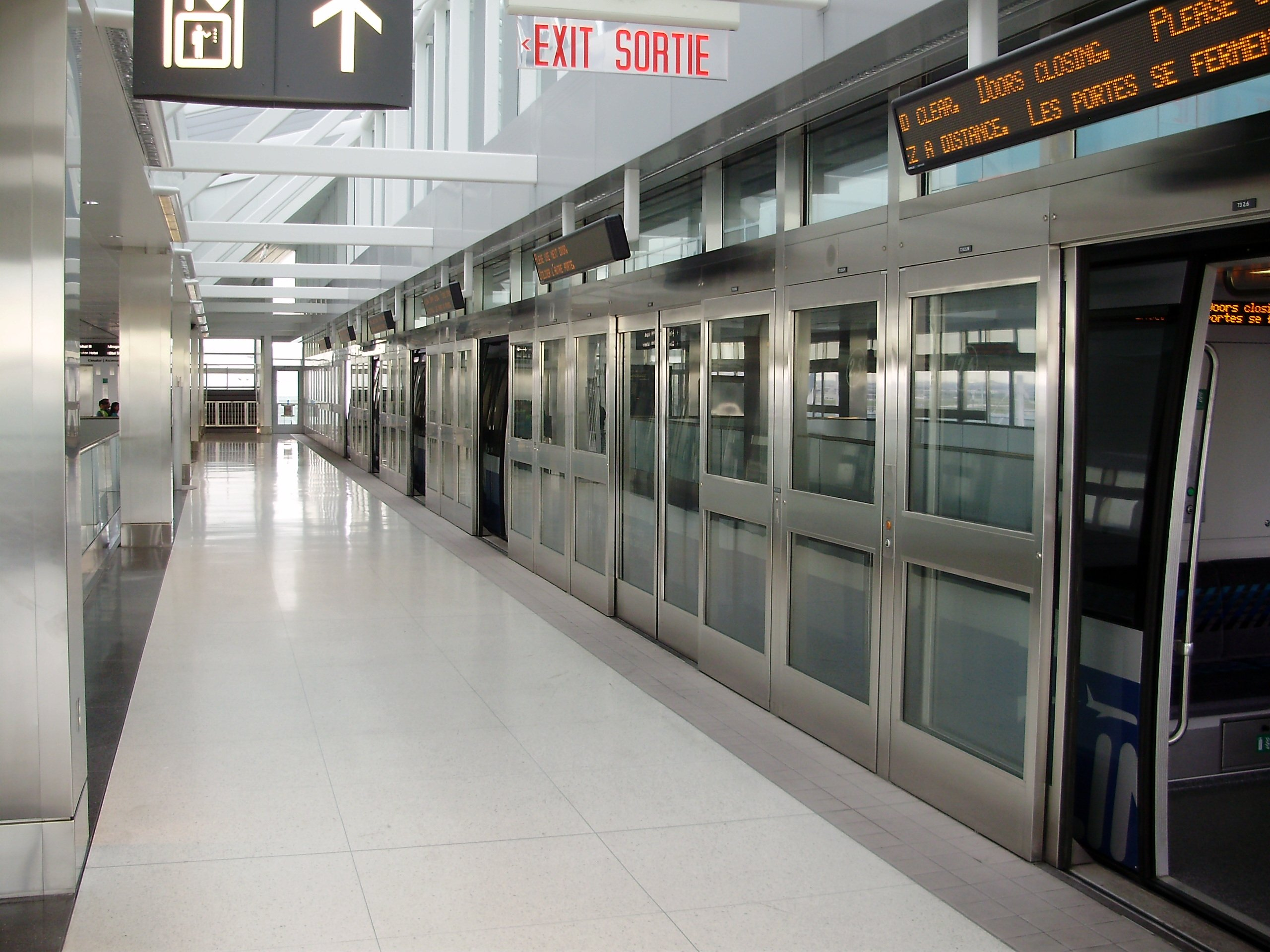
Станция Toronto Pearson Terminal 3[англ.] автоматизированной системы перевозки пассажиров в аэропорту Торонто Пирсон[англ.].

### Катар
На всех станциях метрополитена Дохи установлены платформенные раздвижные двери.

### Китай
Во всех метрополитенах Китая на большинстве станций установлены платформенные раздвижные двери. На станциях, открытых в XX веке, при модернизации чаще всего устанавливают автоматические платформенные ворота. На подземных станциях высокоскоростной железной дороги Китая установлены неподвижные барьеры.

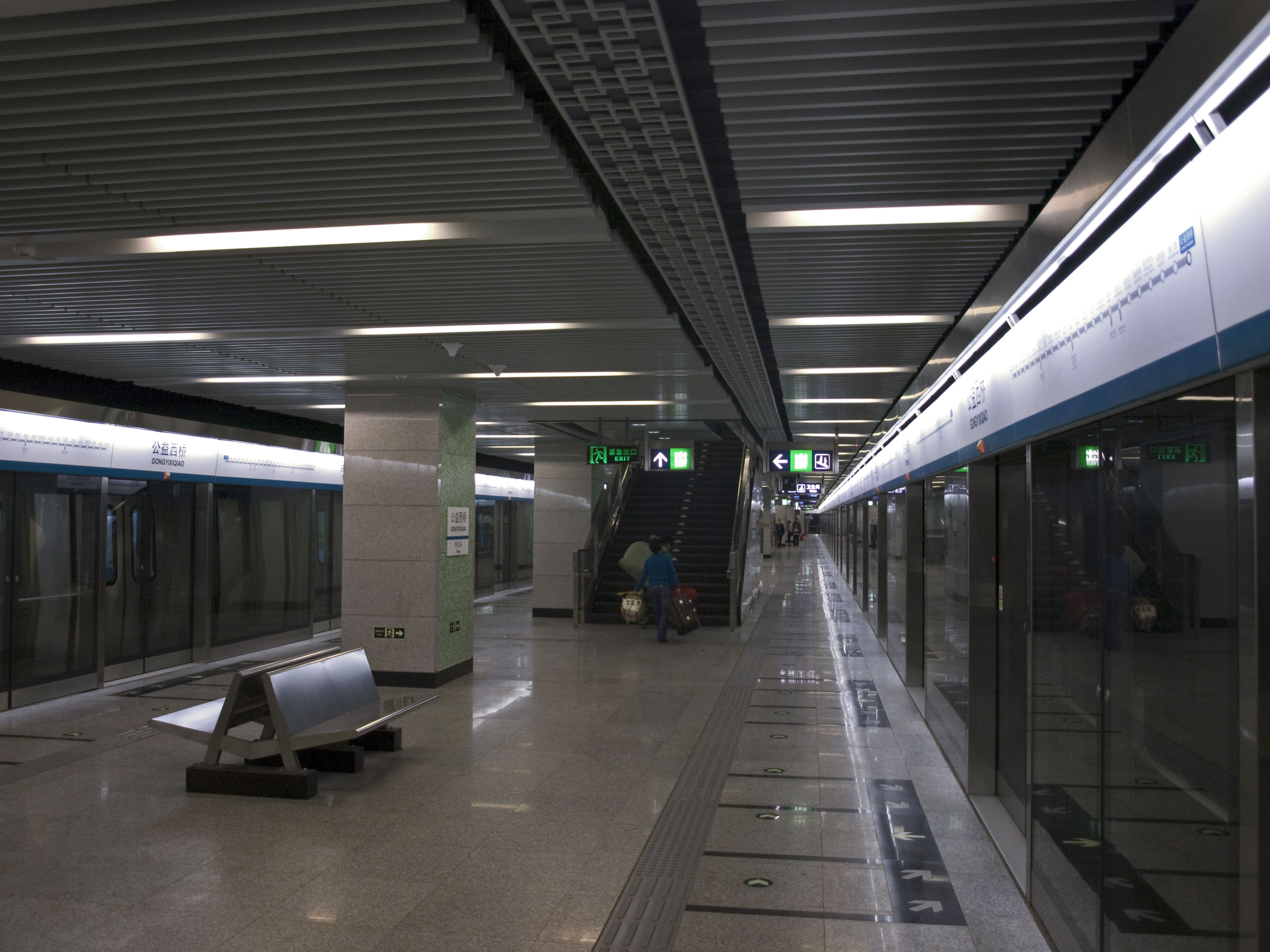
Станция Gongyixiqiao[англ.] Пекинского метрополитена.
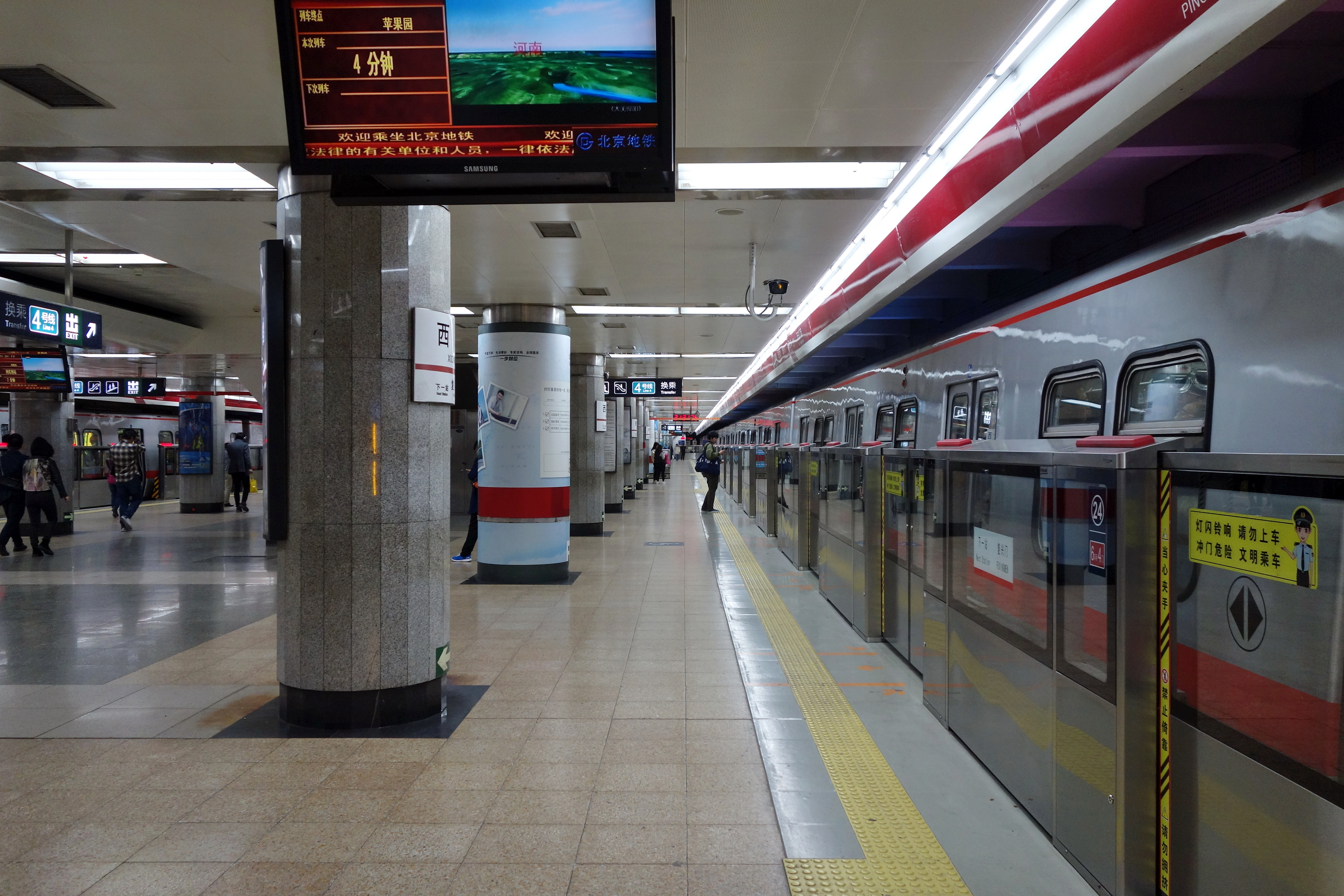
Станция Xidan[англ.] Пекинского метрополитена.

### Малайзия
На всех подземных станциях линий Kelana Jaya, Sungai Buloh–Kajang, KLIA Ekspres и Aerotrain установлены платформенные раздвижные двери. На всех наземных станциях линий Sungai Buloh–Kajang и KL Monorail установлены автоматические платформенные ворота.

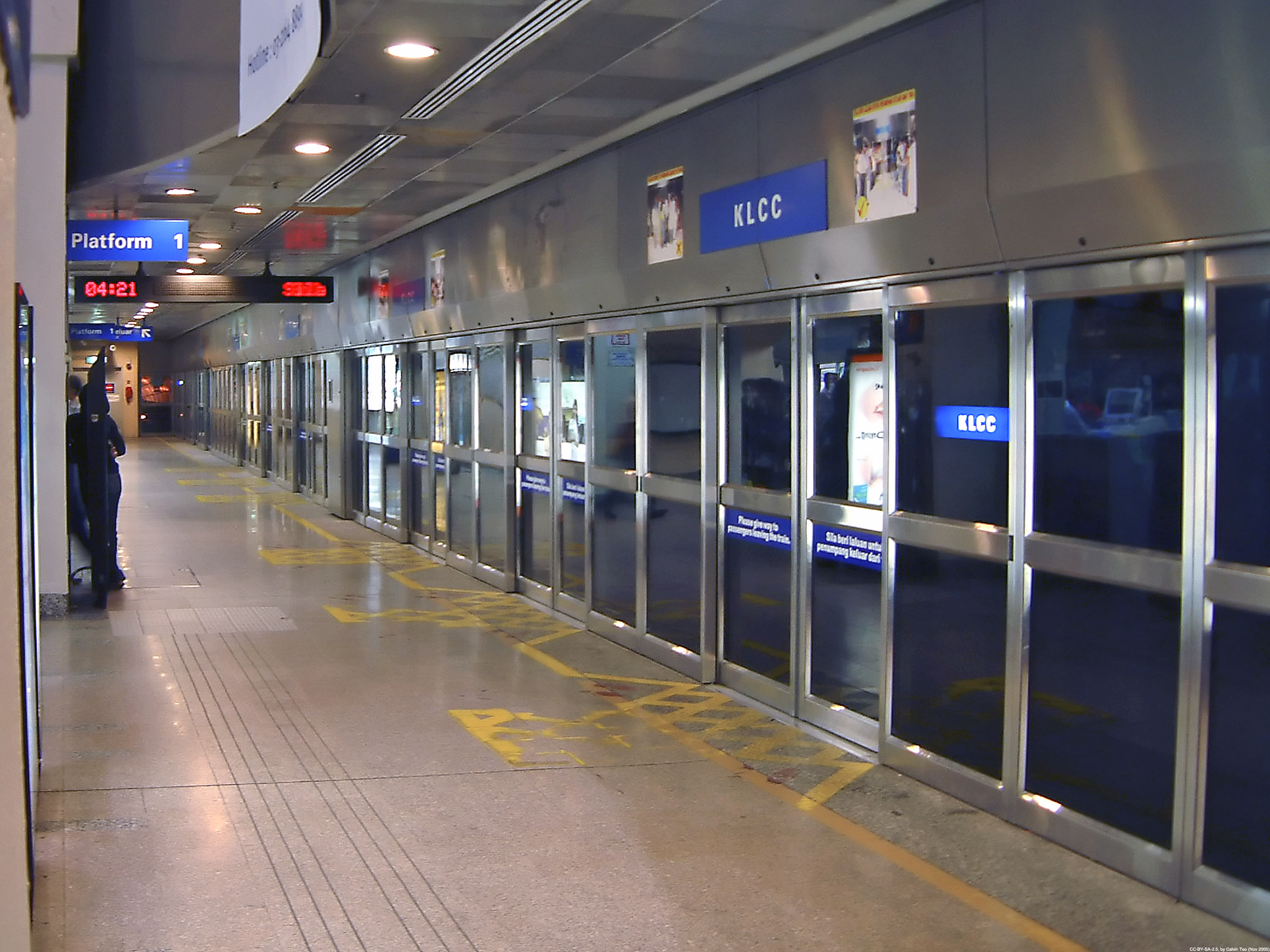
Станция KLCC[англ.] линии Kelana Jaya[англ.].
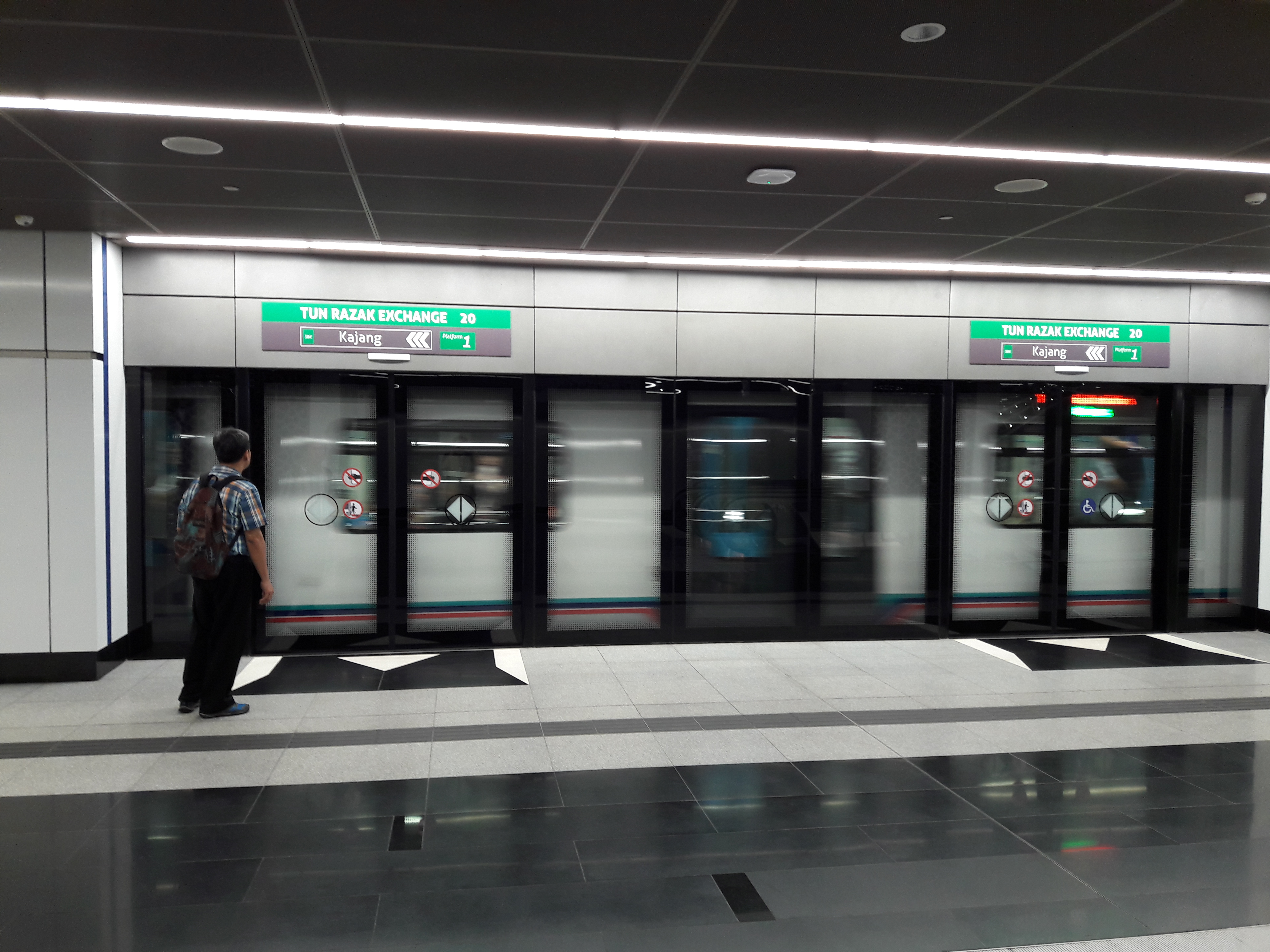
Станция Tun Razak Exchange[англ.] линии Sungai Buloh–Kajang[англ.].
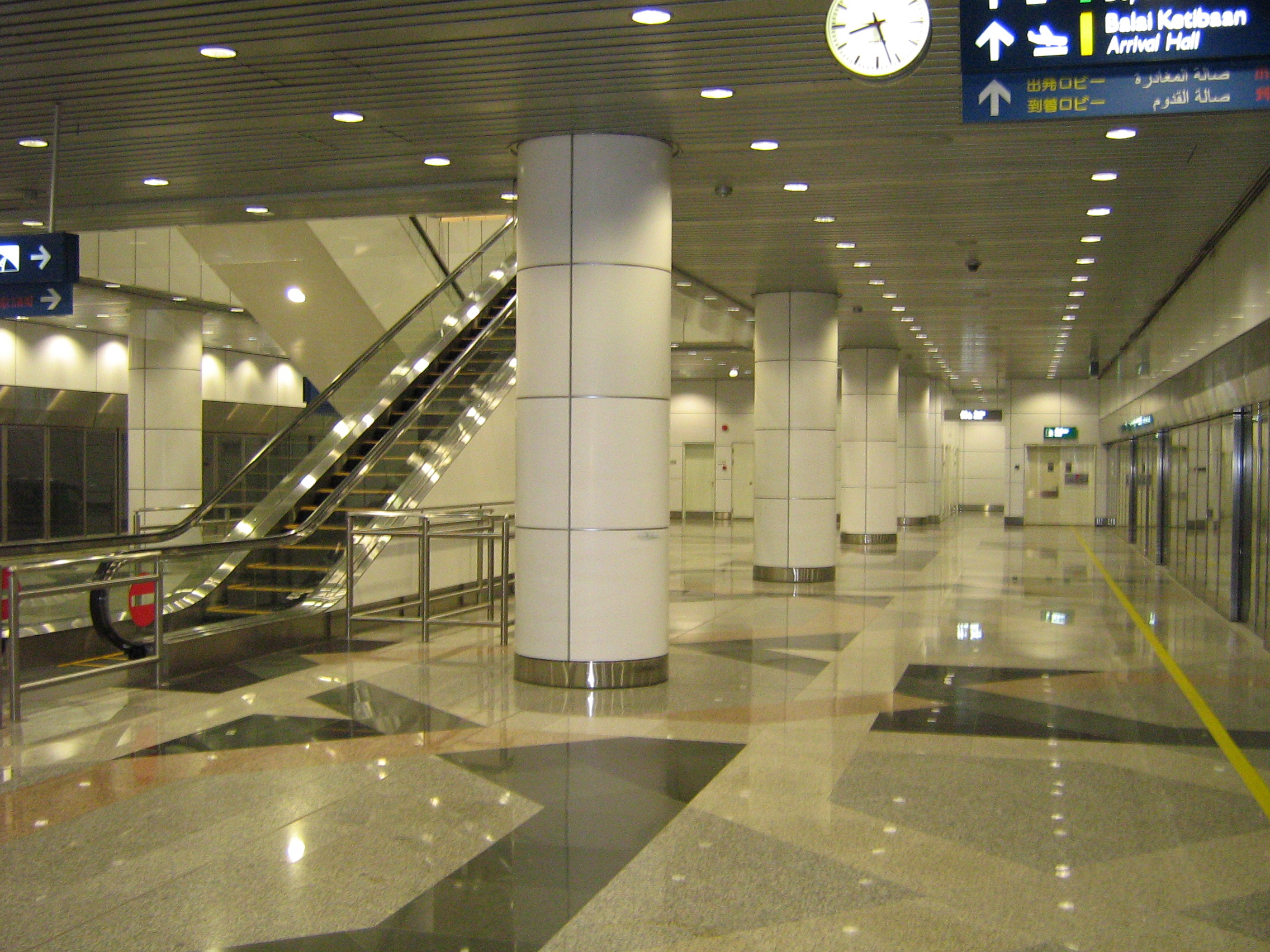
Станция Kuala Lumpur International Airport ERL station[англ.] линии KLIA Ekspres[англ.].
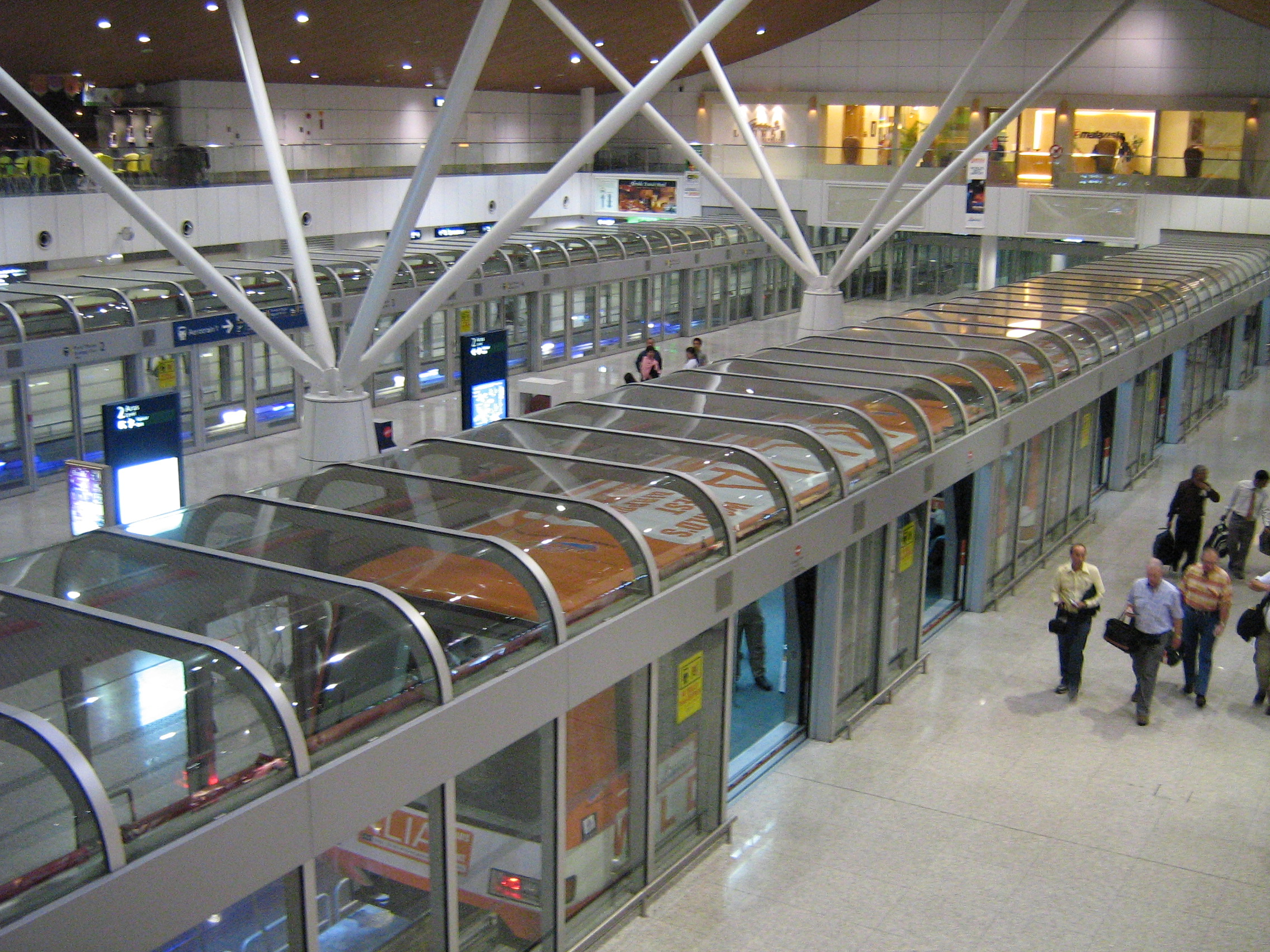
Станция линии Aerotrain[англ.] в терминале Satellite A аэропорта Куала-Лумпур. Aerotrain at KLIA.
Станция Semantan[англ.] линии Sungai Buloh–Kajang[англ.].

### ОАЭ
На всех станциях Дубайского метрополитена, а также на всех остановках дубайского трамвая установлены платформенные раздвижные двери. Дубайский трамвай стал первой в мире трамвайной системой с установленными на остановках платформенными раздвижными дверьми.

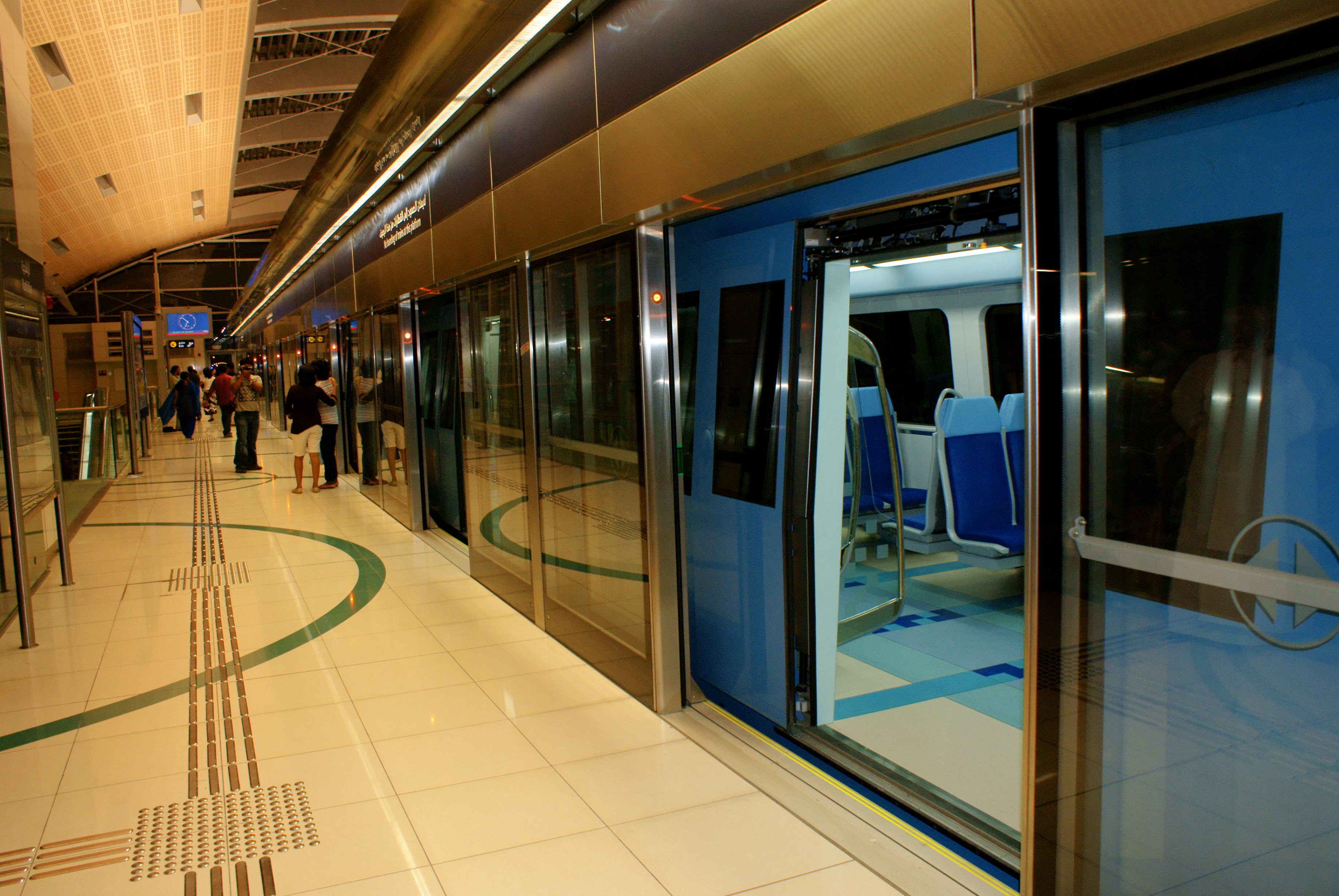
Станция Рашидия Дубайского метрополитена.

### Пакистан
В Пакистане платформенные раздвижные двери установлены на всех станциях Лахорского метробуса и метробуса Равалпинди-Исламабад. Планируется установка платформенных раздвижных дверей на всех станциях Мултанского метробуса, метробуса Карачи и Лахорского метрополитена.

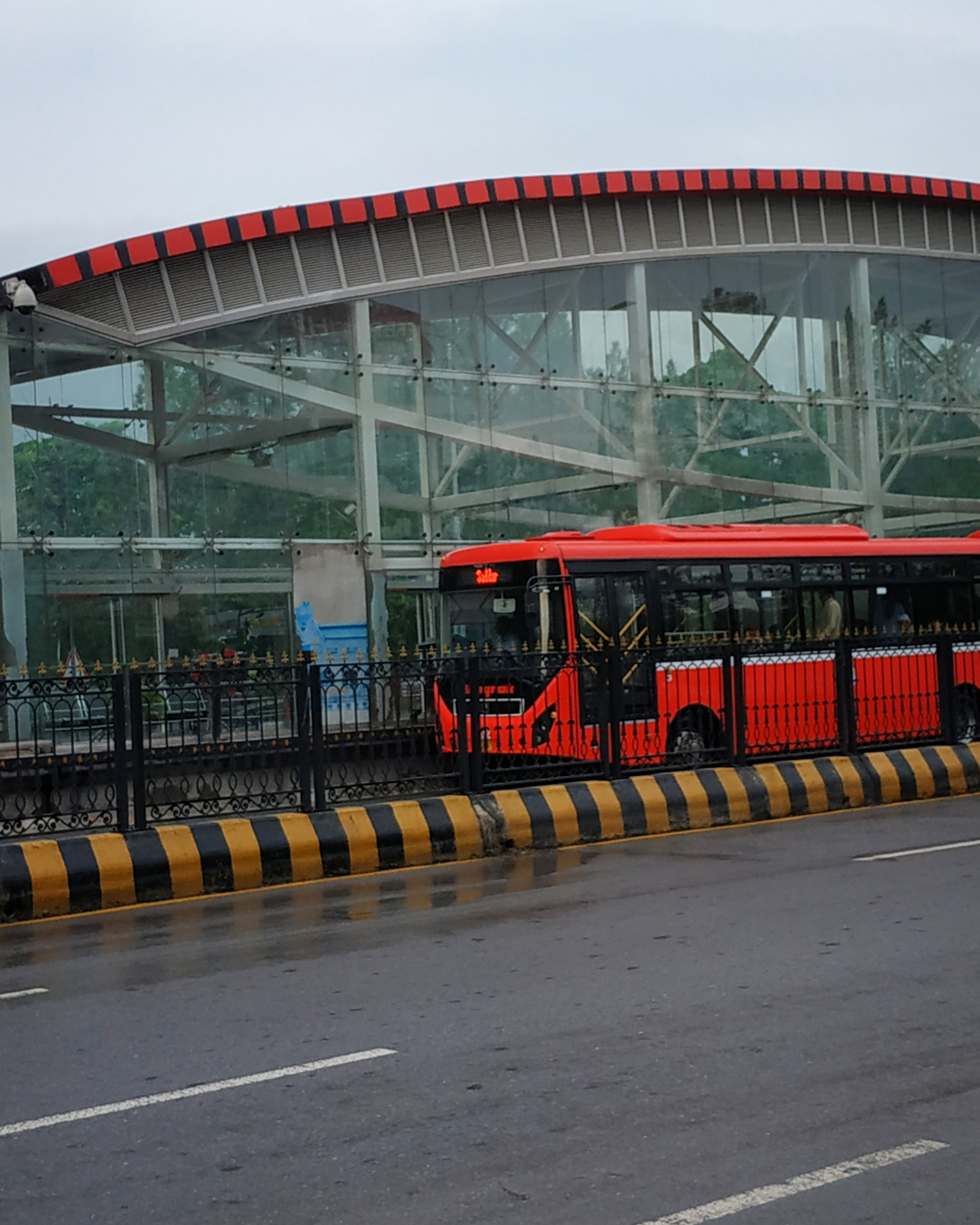
Станция метробуса Равалпинди-Исламабад[англ.] в районе Голубая зона.

### Россия
26 мая 2018 года в Санкт-Петербурге были открыты станции «Новокрестовская» (ныне «Зенит») и «Беговая», на которых установлены стеклянные платформенные раздвижные двери. Кроме них они будут установлены на строящихся станциях «Юго-Западная» и «Путиловская» Красносельско-Калининской линии, проектируемой станции «Каменка» и строящейся «Богатырской» Невско-Василеостровской линии. Также предполагается, что автоматические станционные двери будут установлены на станции «Арсенальная» перспективной Кольцевой линии.
В Новосибирском метрополитене на Ленинской линии строится станция «Спортивная» с платформенными раздвижными дверьми. После открытия станции, в России будет два города, которые обладают такой системой в метрополитене.
На станциях «Шереметьево 1» и «Шереметьево 2» автоматизированной системы перевозки пассажиров в аэропорту Шереметьево также установлены платформенные раздвижные двери.

### Сингапур
Сингапурский метрополитен был первым метрополитеном в мире, в котором в 1987 году установили на станциях стеклянные платформенные раздвижные двери для безопасности пассажиров и контроля климата, а не из-за архитектурных особенностей. Они были установлены на всех подземных станциях с момента их открытия. Кроме того, Сингапурский метрополитен является первым метрополитеном в мире, который последовательно начал устанавливать автоматические платформенные ворота на всех наземных станциях. Платформенные раздвижные двери, в основном производства компании Westinghouse Rail Systems, установлены на всех существующих подземных станциях Сингапурского метрополитена и всех подземных железнодорожных станциях в Сингапуре, а также на станции Ten Mile Junction с момента её открытия в ноябре 1999 году до закрытия в январе 2019 года из-за низкого спроса. Это была первая станция Сингапурского метрополитена, которая была закрыта навсегда. Все новые подземные станции с момента их открытия также оборудуются платформенными раздвижными дверьми. К марту 2012 года на всех наземных станциях устанавливали автоматические платформенные ворота, в основном производства компании ST Electronics. Они были установлены на всех наземных станциях (начиная с трёх наземных станциях Сингапурского метрополитена в 2009 году), а также устанавливаются на всех новых наземных станциях с момента их открытия. На всех станциях линий Sengkang, Bukit Panjang и Punggol с 2015 года установлены различные по размеру в зависимости от их расположения на платформе прозрачные неподвижные барьеры. К 2018 году на всех станциях Light Rail Transit были установлены прозрачные неподвижные барьеры.
На станциях используется два поколения платформенных раздвижных дверей платформе. Первое поколение, изготовленное компанией Westinghouse Rail Systems, было установлено на всех станциях метро вдоль линии Север-Юг (линия) и линии Восток-Запад (линия) с 1987 года. Второе поколение платформенных раздвижных дверей имеет более изящный дизайн, производит меньше шума при открытии и закрытии дверей и включает больше стекла, чем двери первого поколения. Первой станцией с платформенными раздвижными дверьми второго поколения была станция Changi Airport в аэропорту Чанги, которая открылась в феврале 2002 года. Все станции в полностью подземных линиях Север-Восток и Кольцевая (линия), которые открылись соответственно в 2003 и 2010 годах, оснащены этими новыми платформенными раздвижными дверьми второго поколения, также изготовленными компанией Westinghouse Rail Systems, хотя есть и небольшие различия в их конструкции. Те же платформенные раздвижные двери, что установлены на Кольцевой линии были установлены на платформе линии Север-Юг станции Bishan в 2009 году в ходе реконструкции станции в связи с открытием на станции платформы кольцевой линии. На всех станциях линии Даунтаун (линия) установлены платформенные раздвижные двери третьего поколения производства компании Westinghouse Rail Systems. На всех станциях линии Thomson–East Coast с момента их открытия установлены платформенные раздвижные, производства компании GE Transportation.
Считаясь совершенно новой технологией, платформенные раздвижные двери на подземных станциях в Сингапурском метро были установлены первоначально главным образом для минимизации больших расходов на кондиционирование воздуха, особенно с учётом того, что наземные станции не оснащённые технологией кондиционирования воздуха были намного более экономичнее в сравнении с подземными. С тех пор аспекты безопасности стали более важными в контексте установки технологии системы платформенных раздвижных дверей на станциях, о чём свидетельствует серия громких инцидентов, когда люди травмировались или погибали под поездами с 2002 года — всё это происходило на наземных станциях, в то время ещё не оборудованных технологией платформенных раздвижных дверей. Управление наземного транспорта Сингапура сообщает, что в период с 1991 года по 15 сентября 2004 года было совершено более 220 случаев вторжения пассажиров на рельсы, из которых 87 % были преднамеренными актами вторжения. За этот период было зарегистрировано девять погибших, из которых только один был несчастным случаем. С сентября 2004 года на станциях Сингапурского метрополитена произошло шесть повлёкших за собой смерть случаев вторжения пассажиров на рельсы.

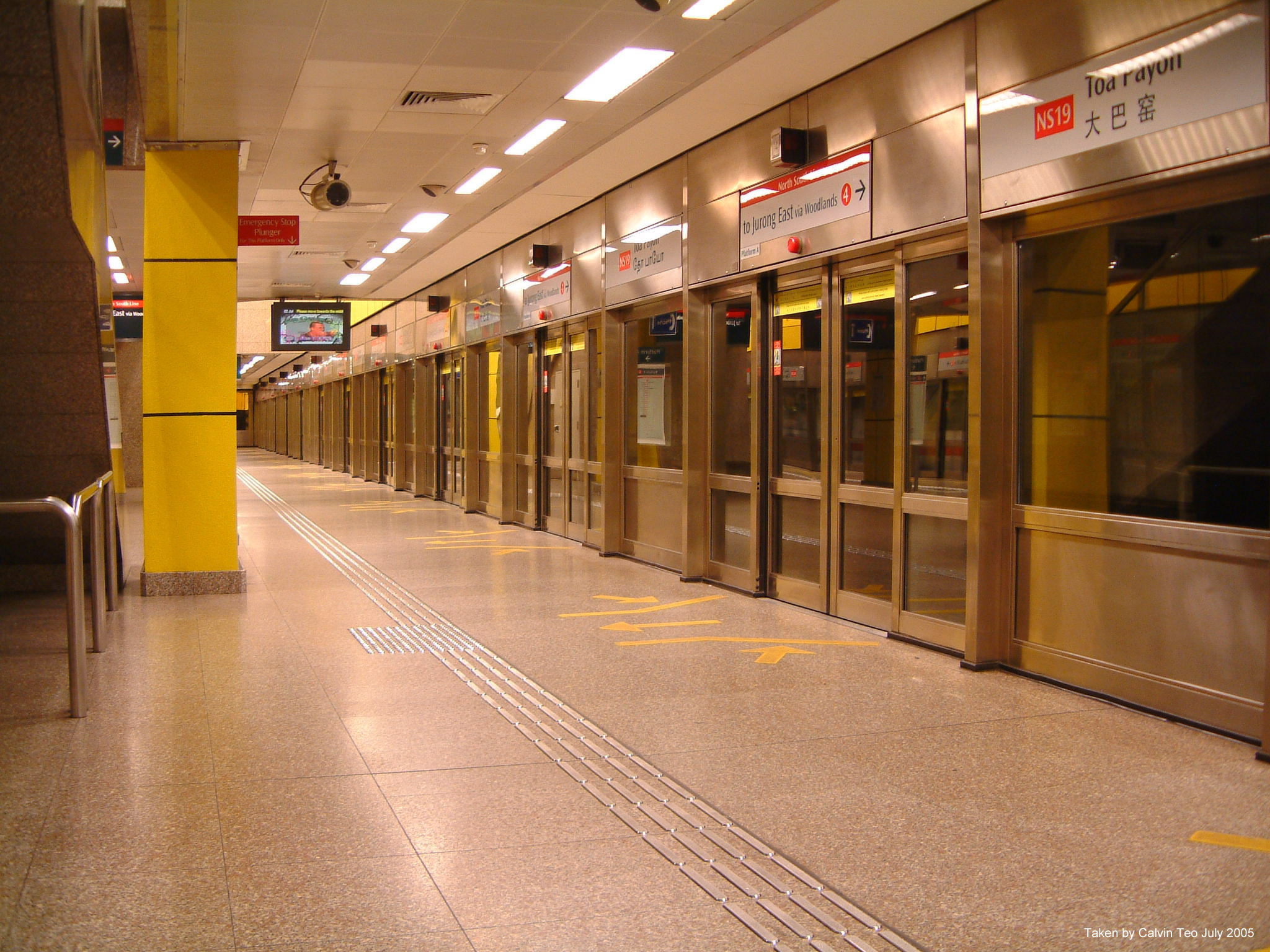
Станция Toa Payoh[англ.] самая первая станция Сингапурского метрополитена и самая первая в мире станция метрополитена, которая была оборудована платформенными раздвижными дверьми установленными в 1987 году.
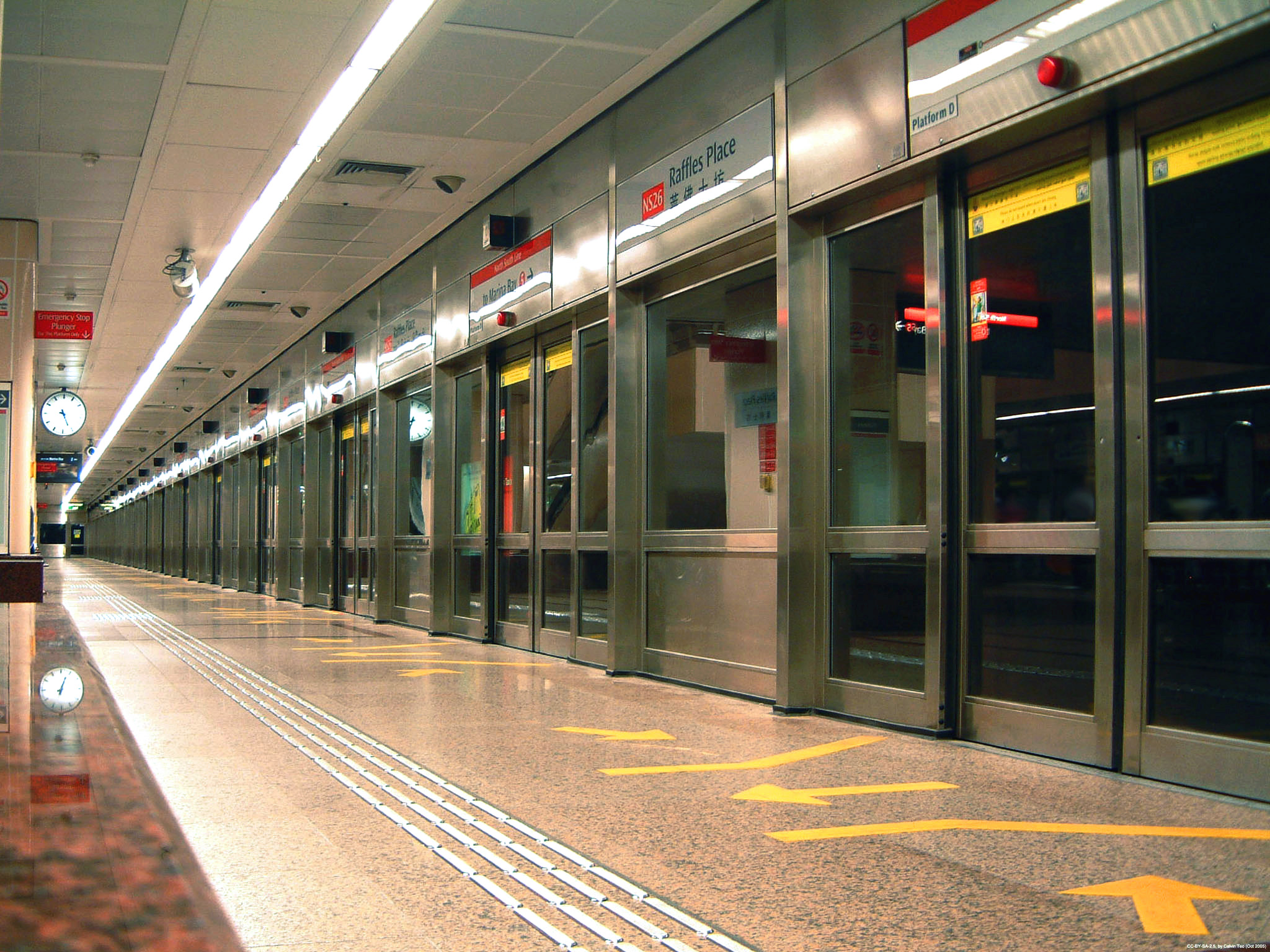
Станция Raffles Place[англ.] Сингапурского метрополитена с установленными в 1987 году платформенными раздвижными дверьми первого поколения.
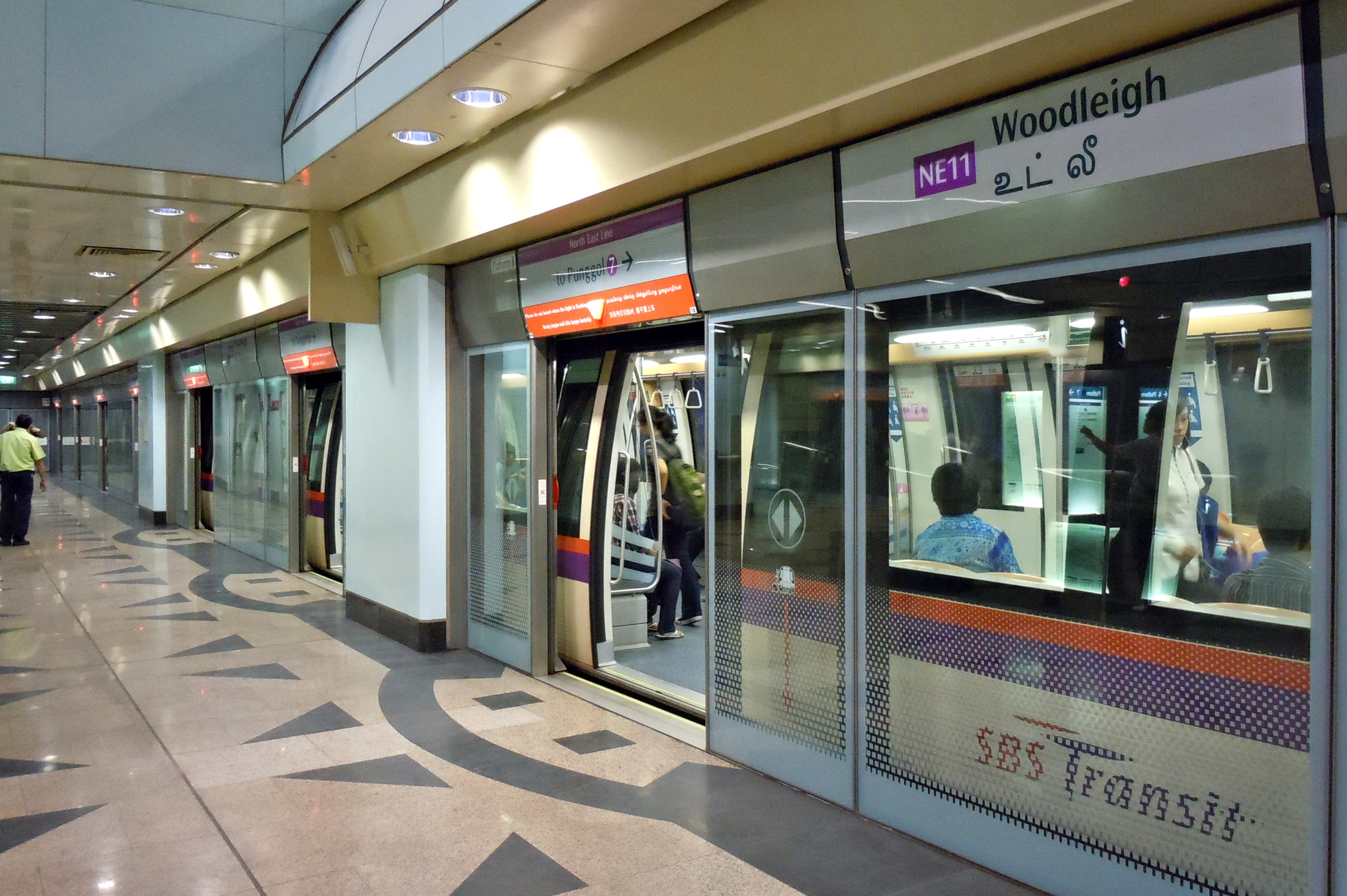
Станция Woodleigh[англ.] Сингапурского метрополитена с установленными в 2003 году платформенными раздвижными дверьми второго поколения. В этих дверях больше стекла, чем на дверях первого поколения.
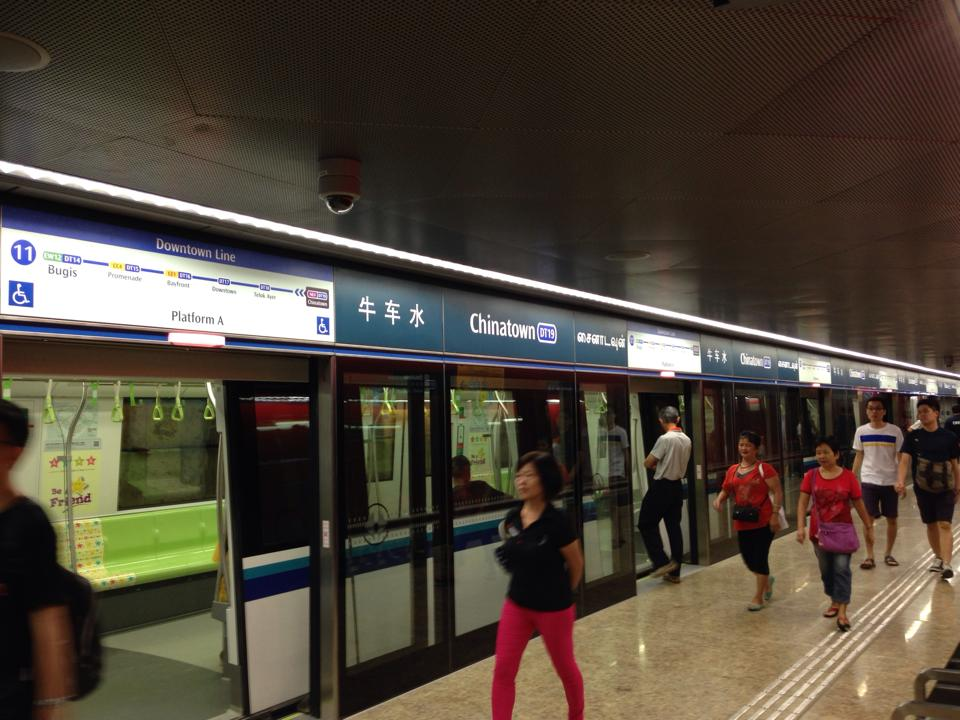
Станция Даунтаун (станция)[англ.] Сингапурского метрополитена с установленными в 2013 году платформенными раздвижными дверьми третьего поколения.
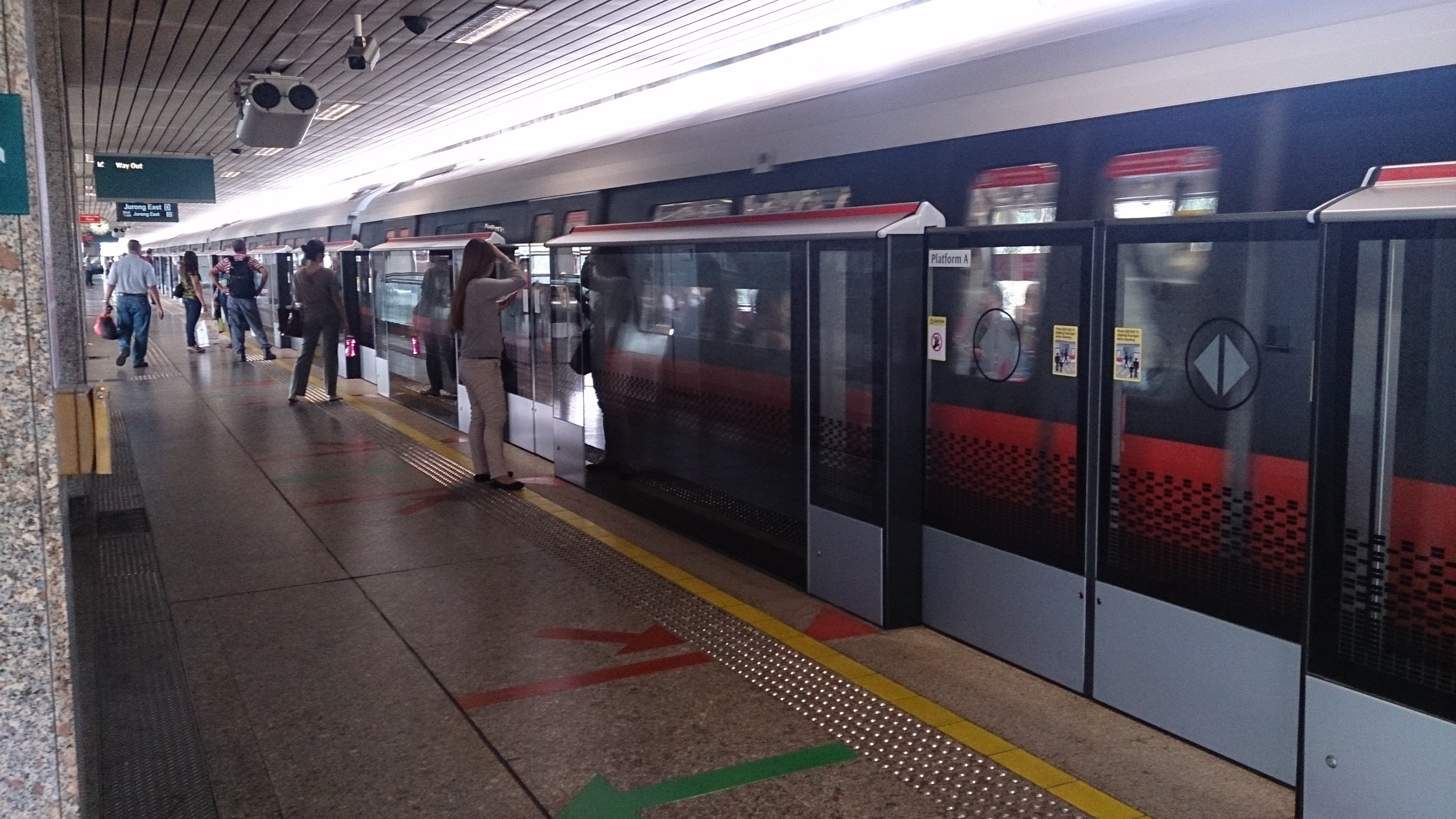
Станция Yio Chu Kang[англ.] Сингапурского метрополитена с установленными в 2011 году, через 24 года после открытия станции, автоматическими платформенными воротами.

### США
На всех станциях Лас-Вегасского монорельса установлены платформенные раздвижные двери. На всех станциях строящейся железнодорожной линии Honolulu Rail Transit будут установлены платформенные раздвижные двери.
На всех станциях автоматизированных систем перевозки пассажиров в США установлены платформенные раздвижные двери: ATL SkyTrain, Denver International Airport Automated Guideway Transit System, AirTrain JFK, AirTrain Newark, Airport Transit System, AeroTrain, AirTrain, Система метро Капитолия США.

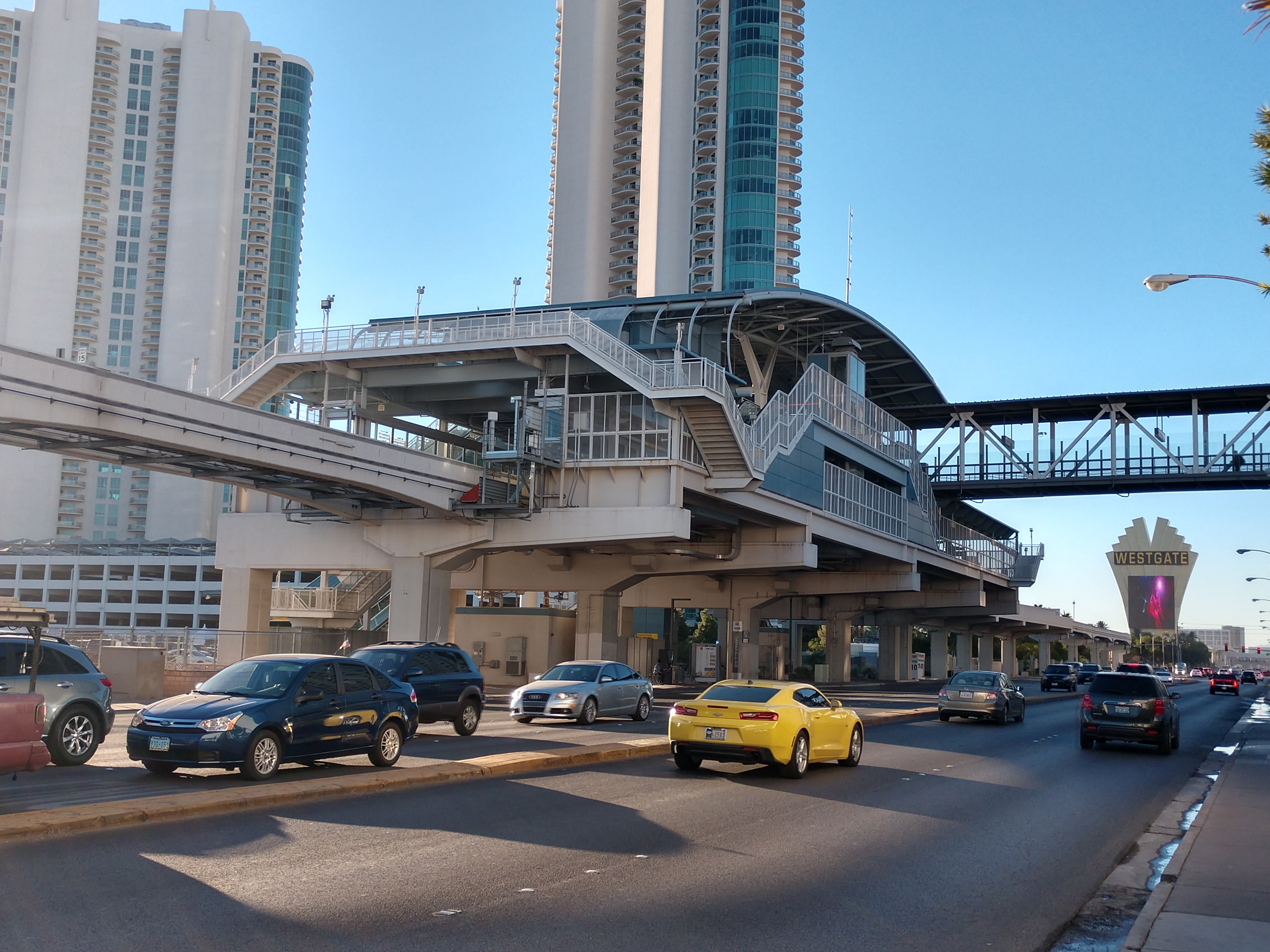
Станция Sahara Лас-Вегасского монорельса.
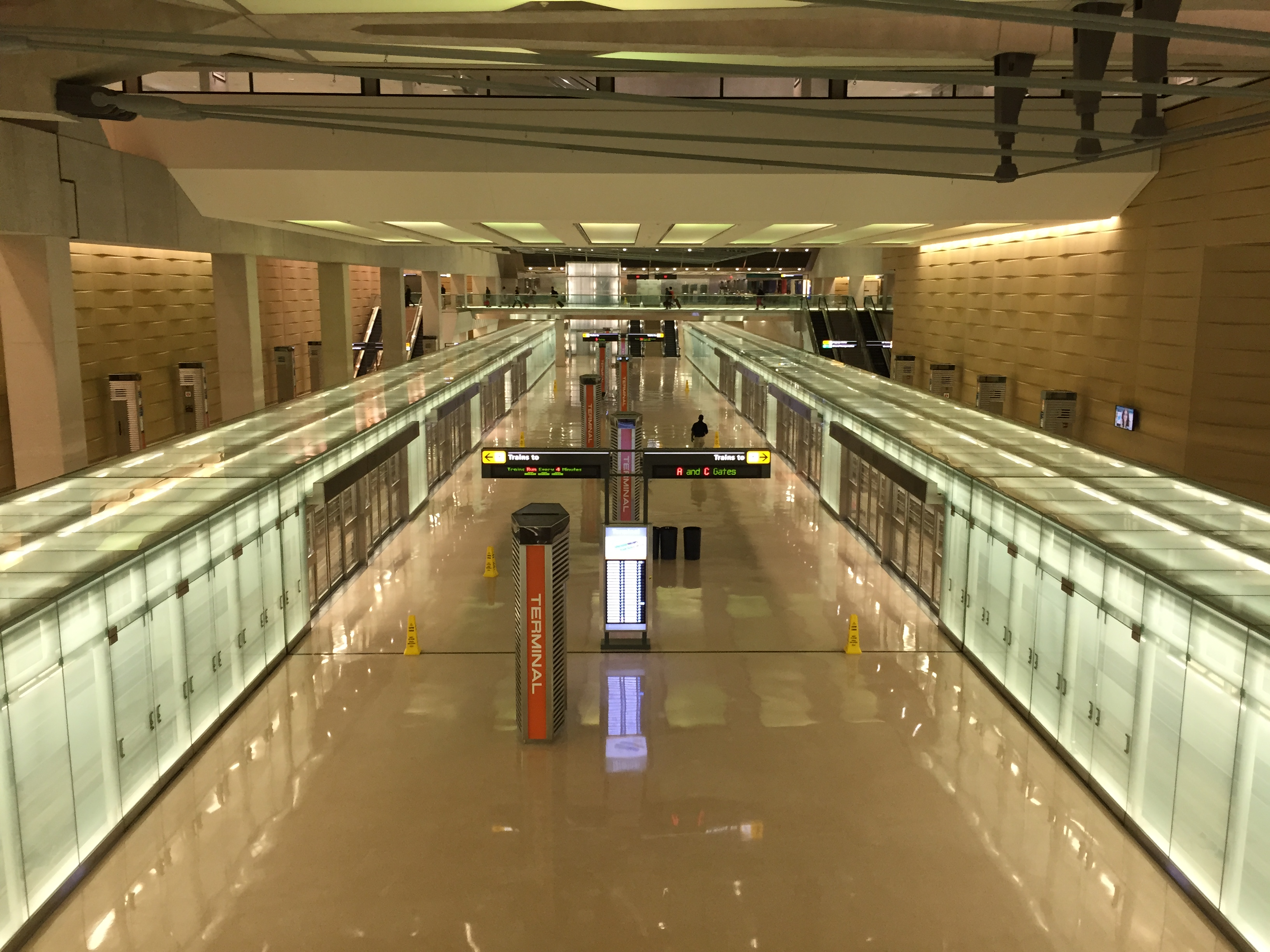
Станция автоматизированной системы перевозки пассажиров в Вашингтонском аэропорту имени Даллеса AeroTrain[англ.] в главном терминале международного аэропорта имени Даллеса.

### Таиланд
На всех станциях MRT установлены платформенные раздвижные двери.

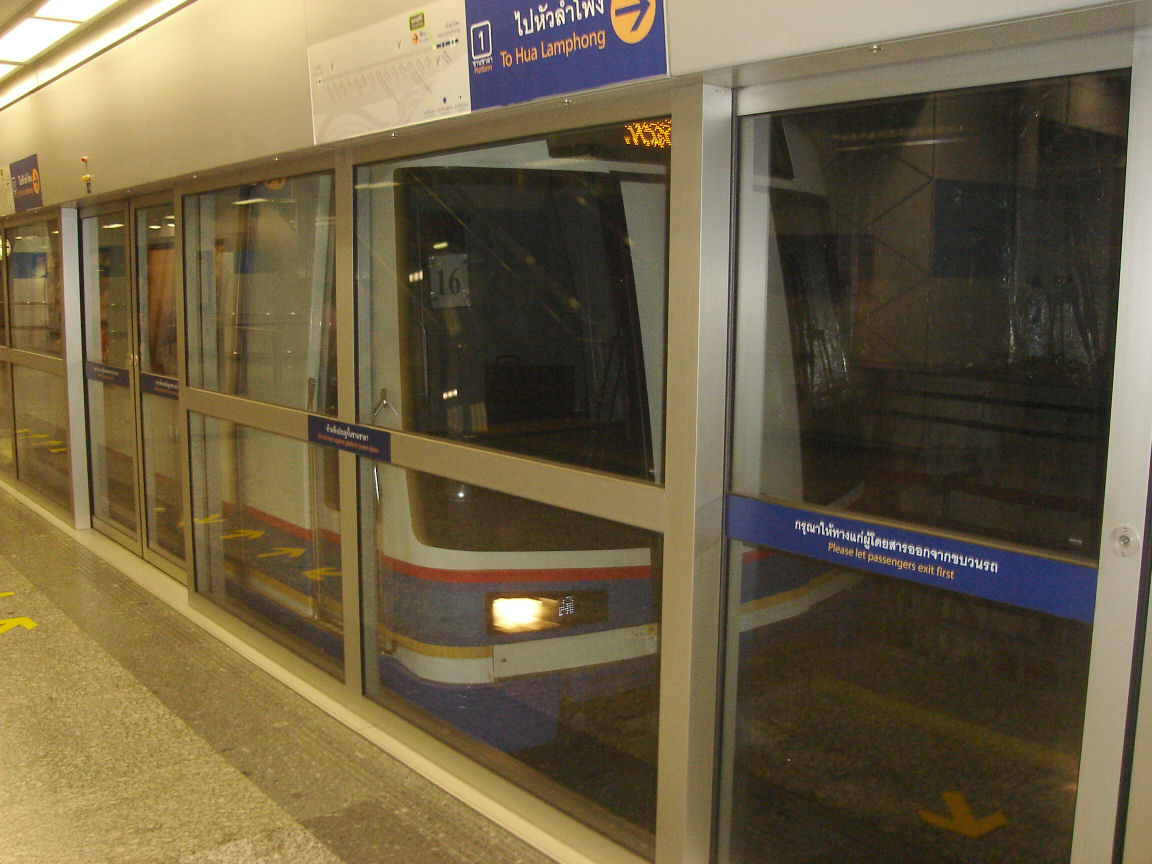
Станция Si Lom[англ.] MRT.
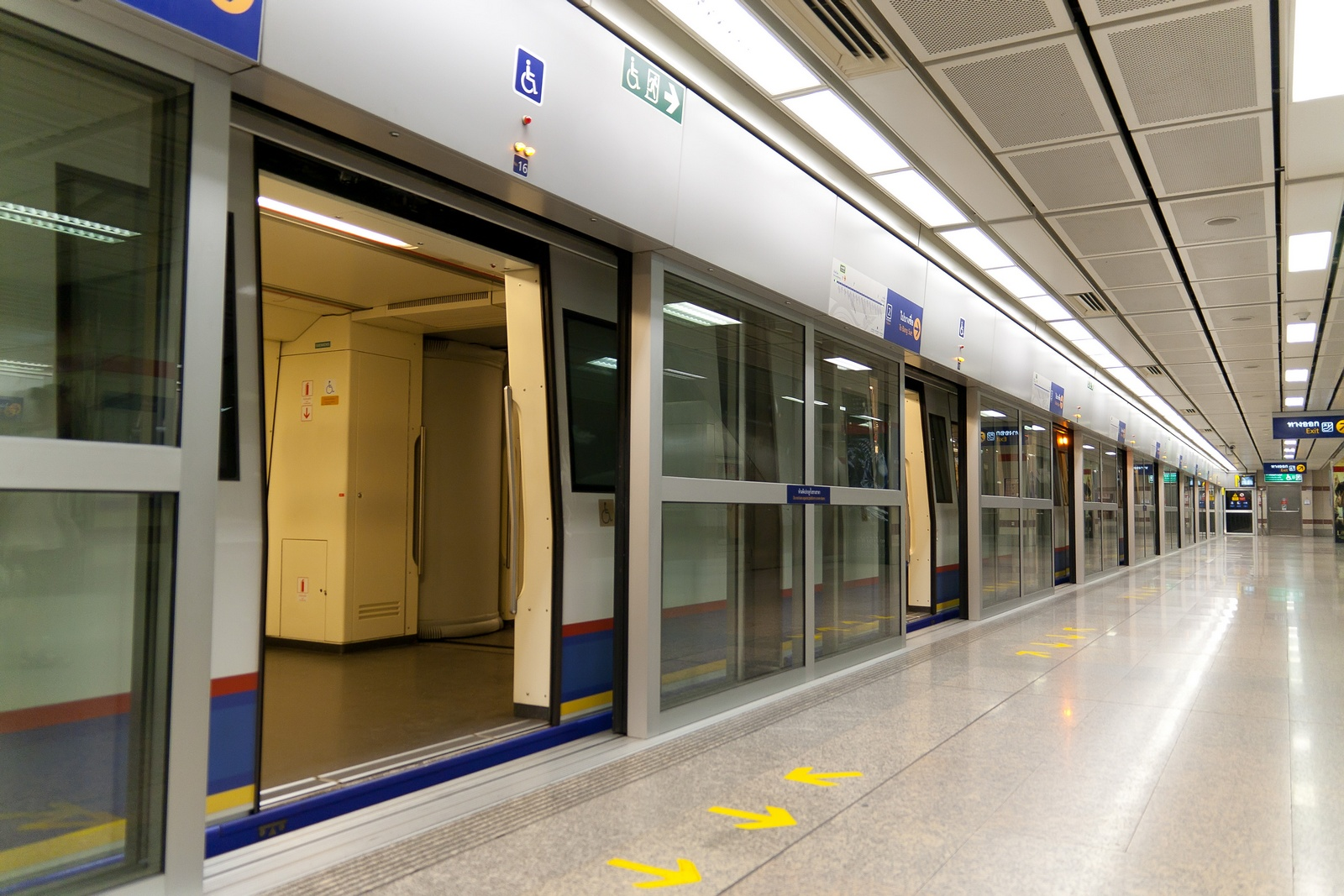
Станция Hua Lamphong[англ.] MRT.

### Тайвань
Во всех метрополитенах Тайваня на всех станциях установлены платформенные раздвижные двери. При модернизации старых станций устанавливаются автоматические платформенные ворота.

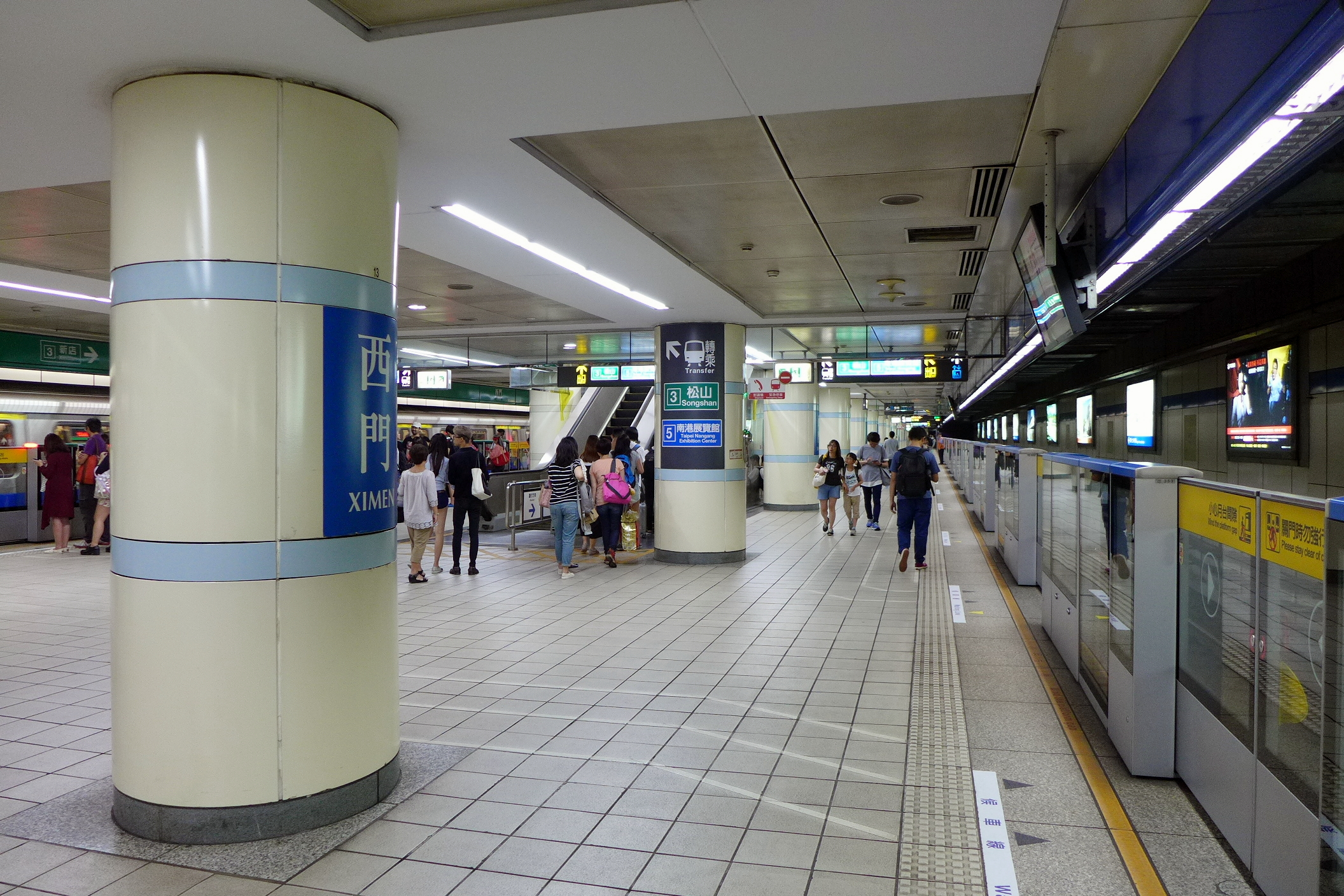
Станция Симэнь Тайбэйского метрополитена.
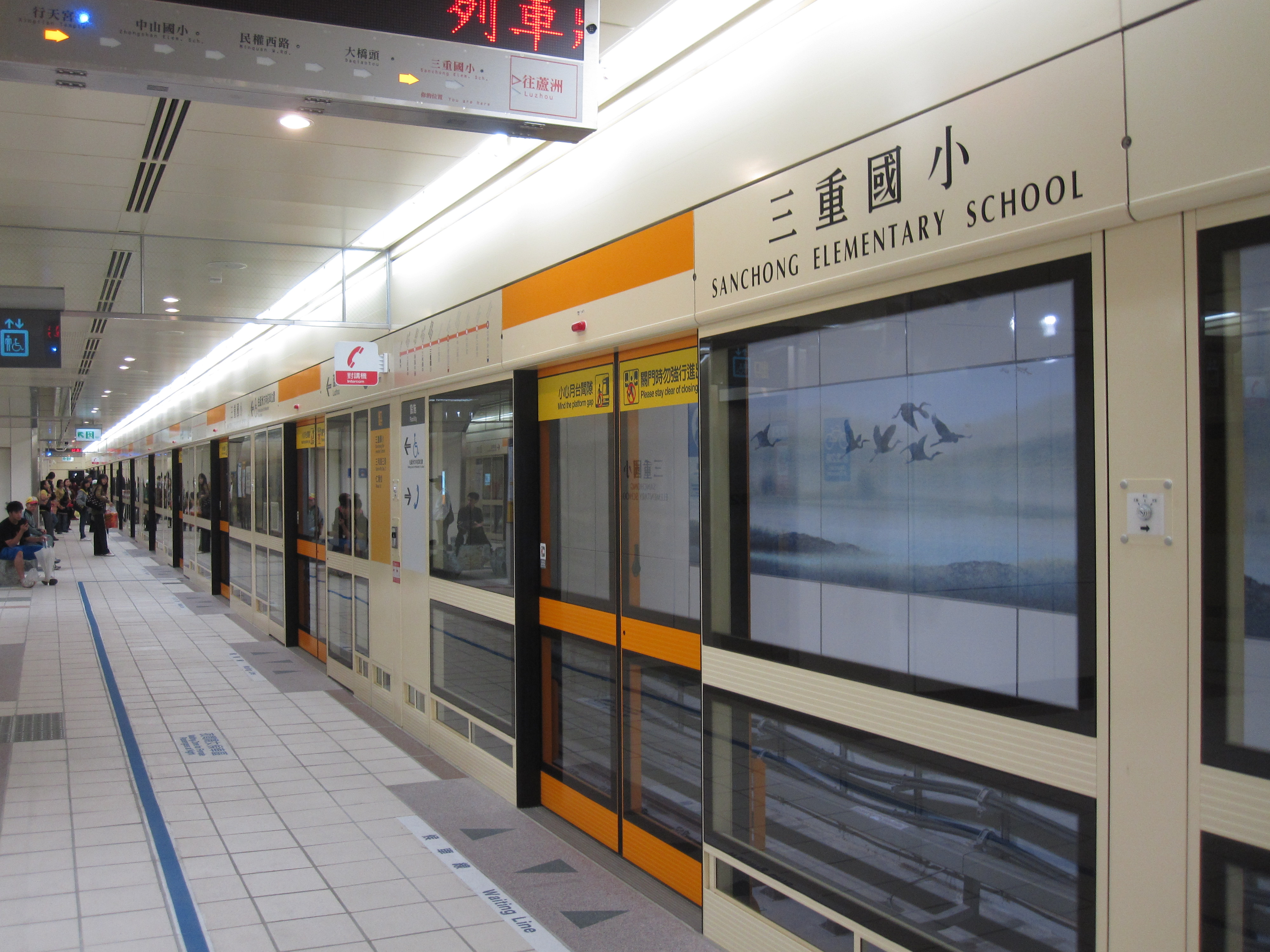
Станция Начальная школа Саньчун Тайбэйского метрополитена.

### Турция
На всех станциях пятой линии Стамбульского метрополитена установлены автоматические платформенные ворота.

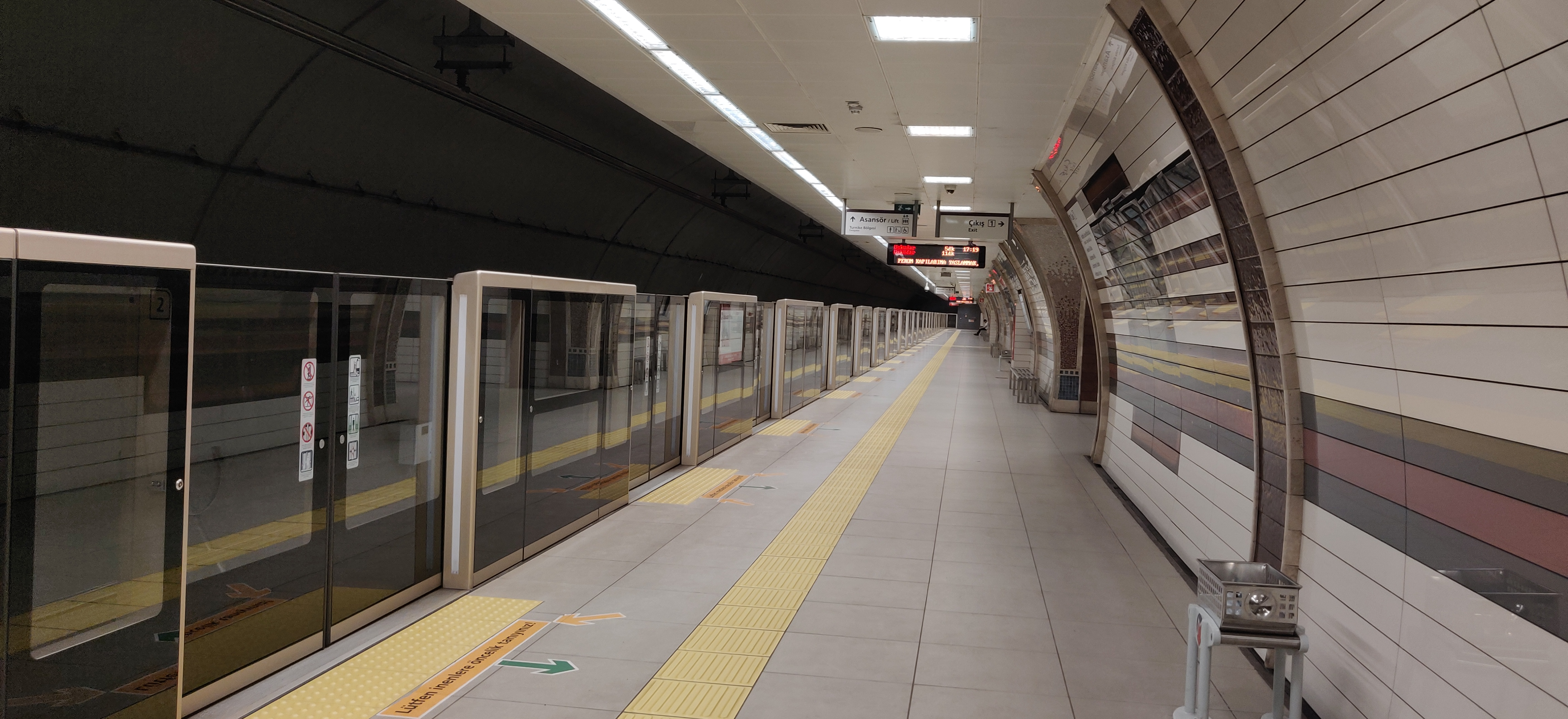
Станция Фистикагаджы (станция)[англ.] Стамбульского метрополитена.
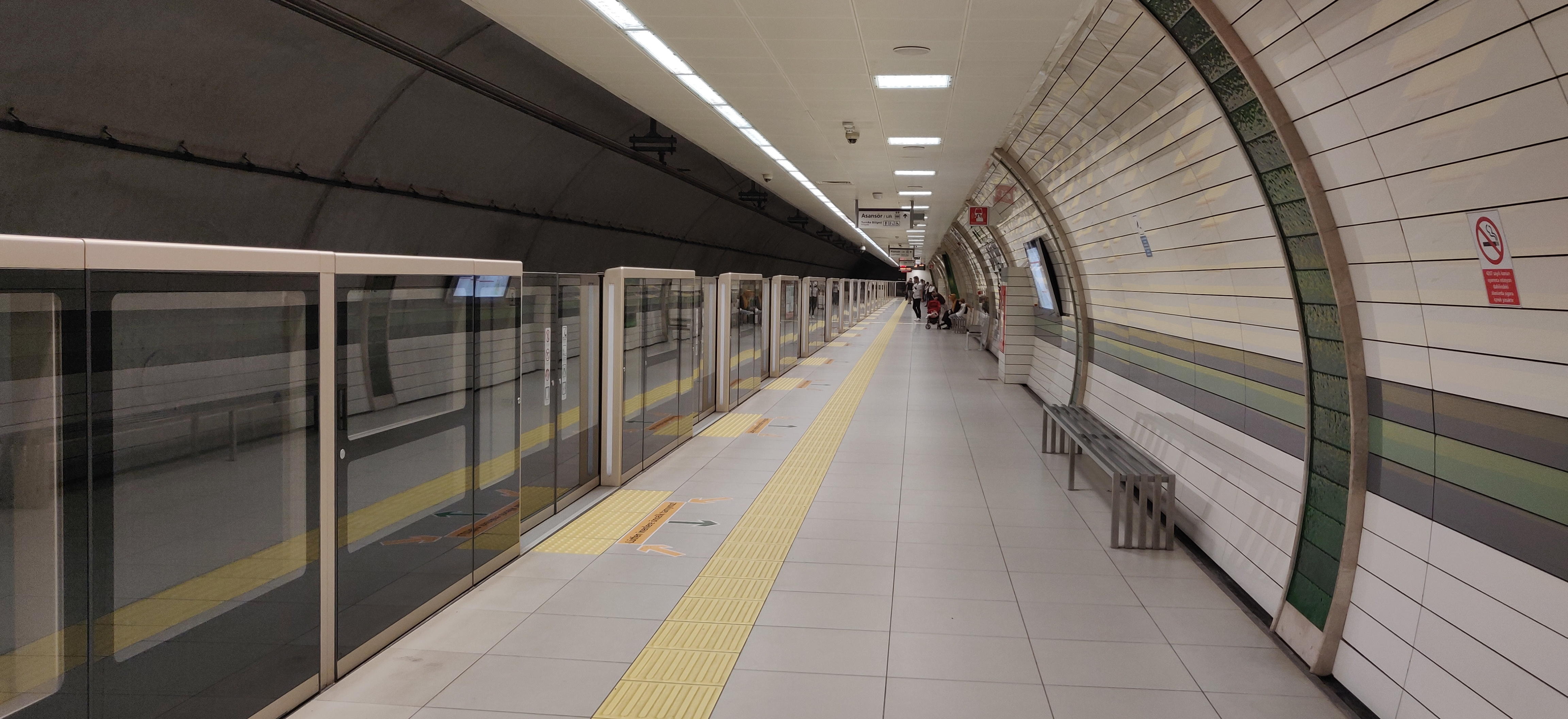
Станция Умрание (станция)[англ.] Стамбульского метрополитена.

### Франция
В Лилльском метрополитене — первом в мире, использующем систему VAL, на всех станция установлены платформенные раздвижные двери. Они установлены во всех метрополитенах или линиях системы VAL или её аналогах. К VAL относятся Тулузский метрополитен, Реннский метрополитен, а также Orlyval.
На всех станциях 14 линии Парижского метрополитена, а также на станции Олимпиад установлены платформенные раздвижные двери, выпущенные компанией Faiveley Transport.. На всех станциях первой линии и на части станций 13-й и 4-й линии установлены автоматические платформенные ворота, однако на станции Мутон-Дюверне четвёртой линии установлены платформенные раздвижные двери.
В Лионском метрополитене на линии D на станциях не установлена технология платформенных раздвижных дверей, однако установлены инфракрасные датчики движения. Аналогичная система используется в Нюрнбергском метрополитене в Германии.

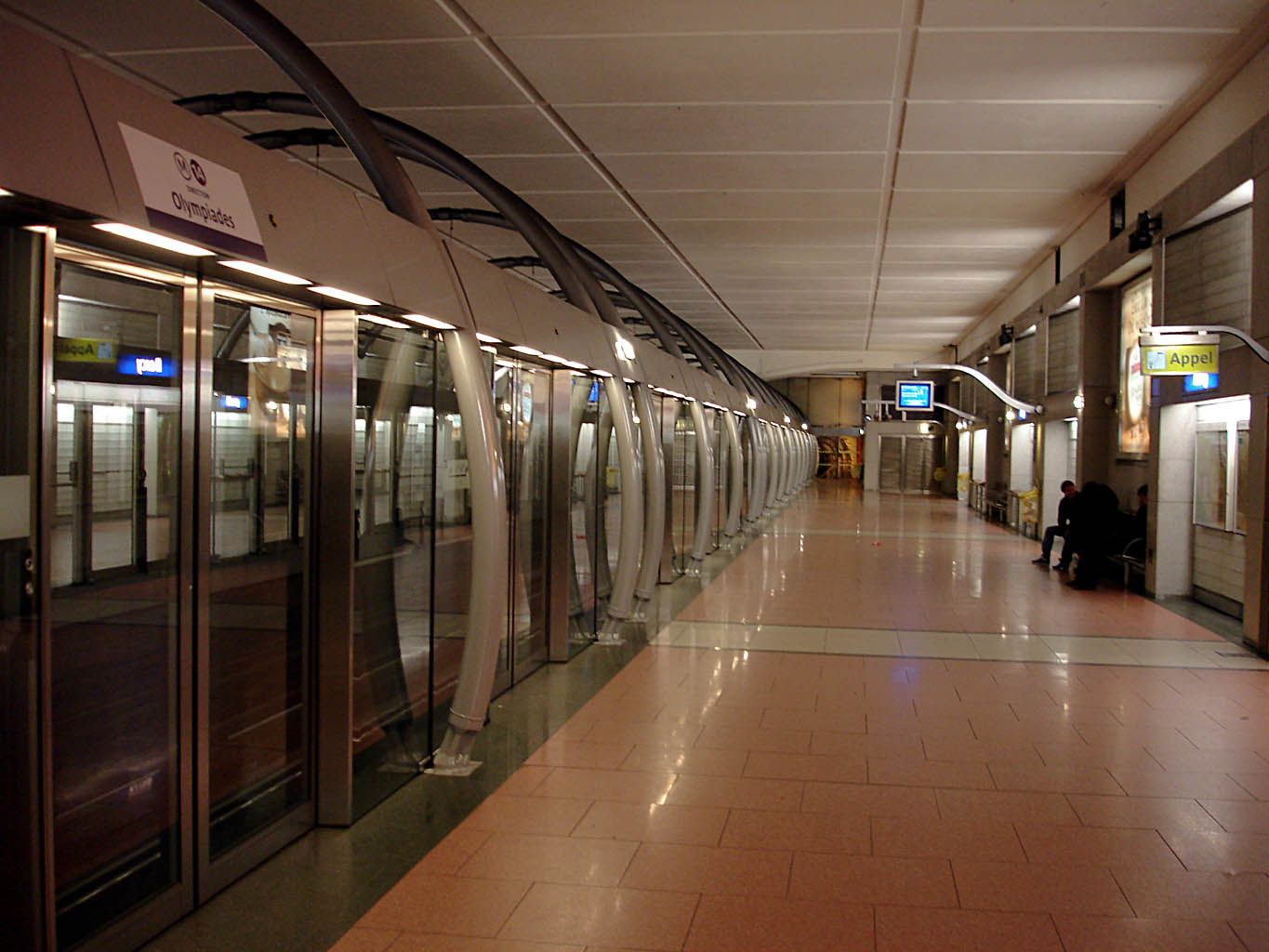
Станция Берси Парижского метрополитена.
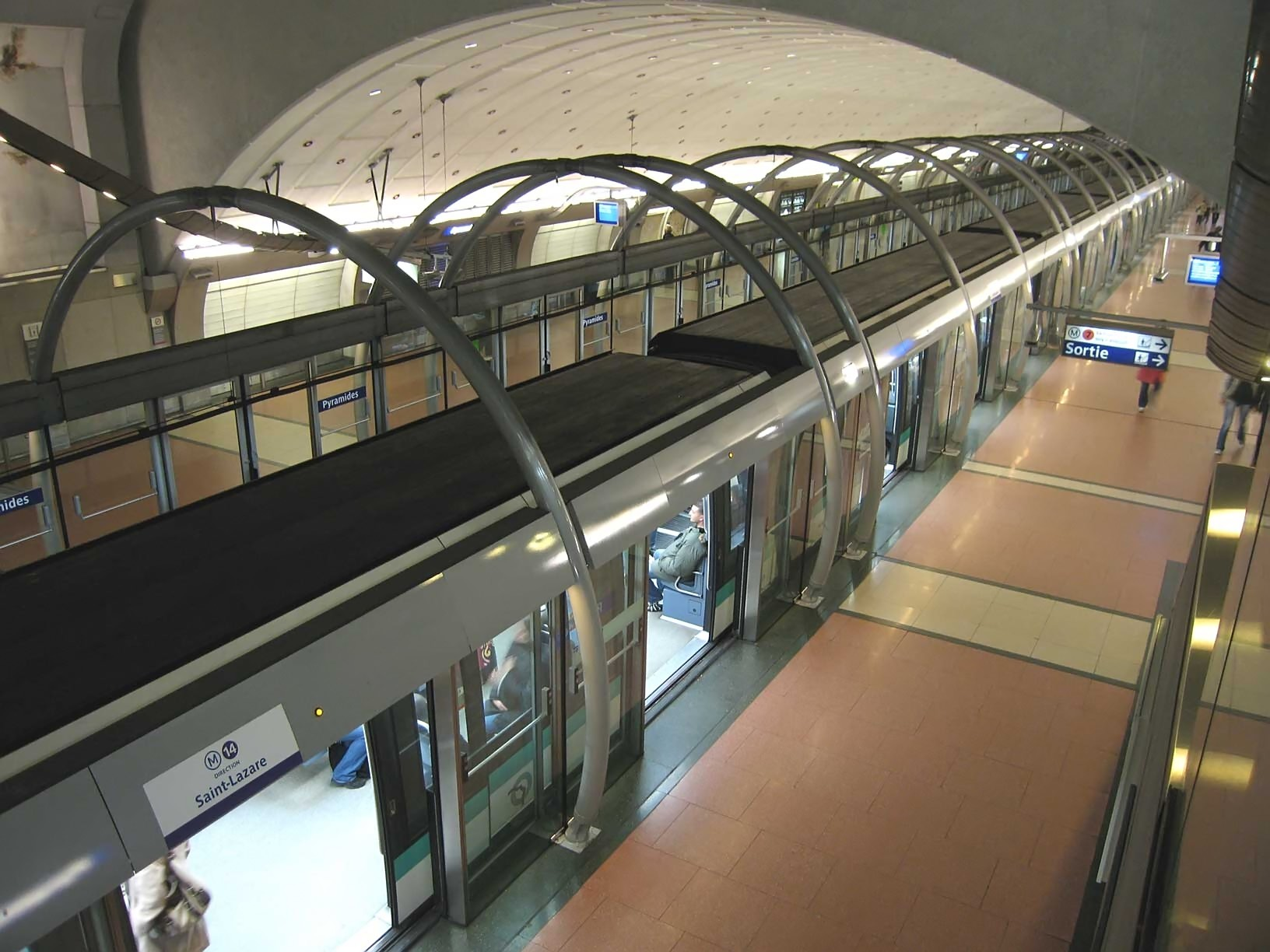
Станция Пирамид Парижского метрополитена.

### Чили
На всех станциях третьей и шестой линий Метрополитена Сантьяго установлены платформенные раздвижные двери.

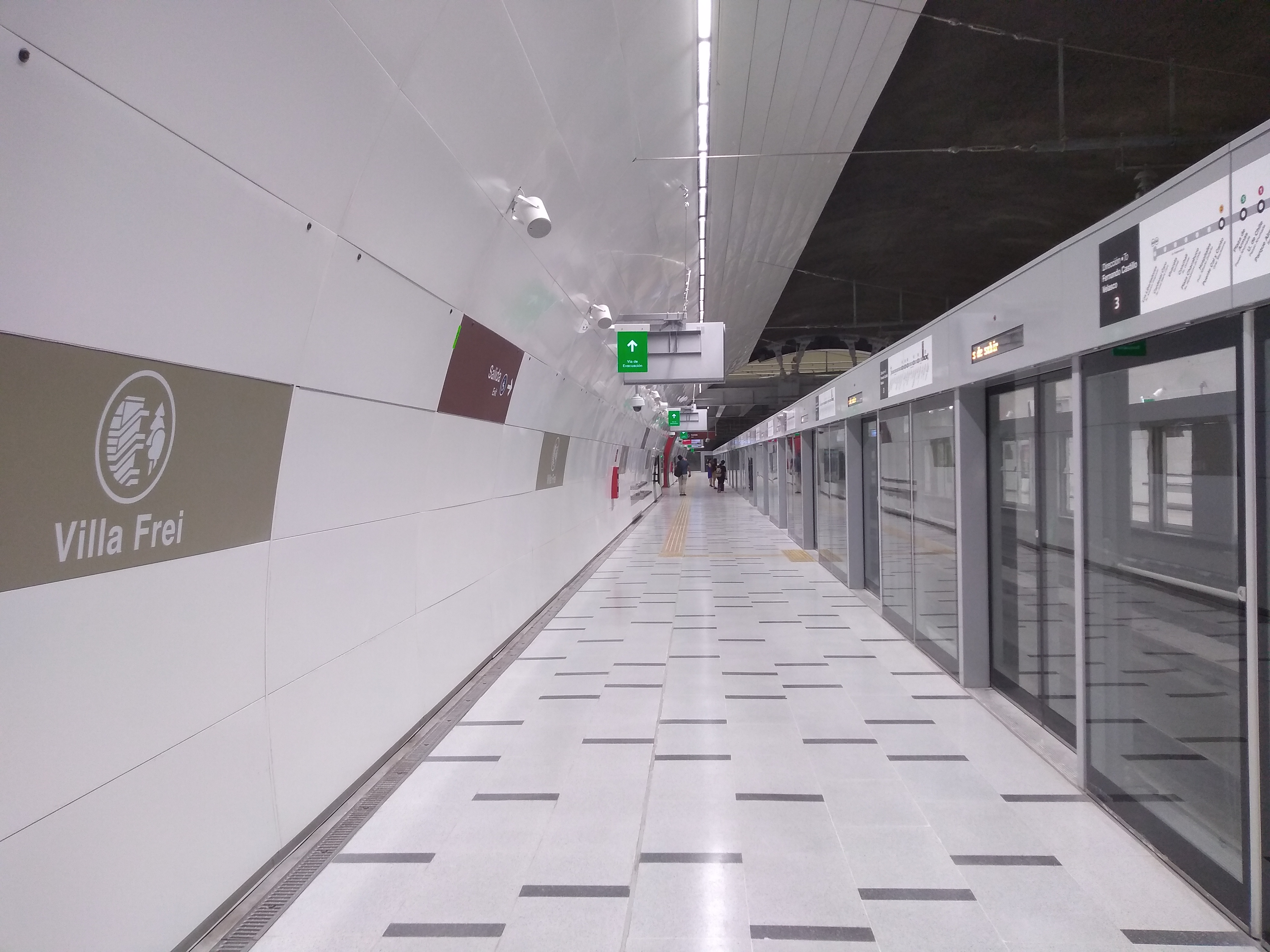
Станция Villa Frei[англ.] Метрополитена Сантьяго.
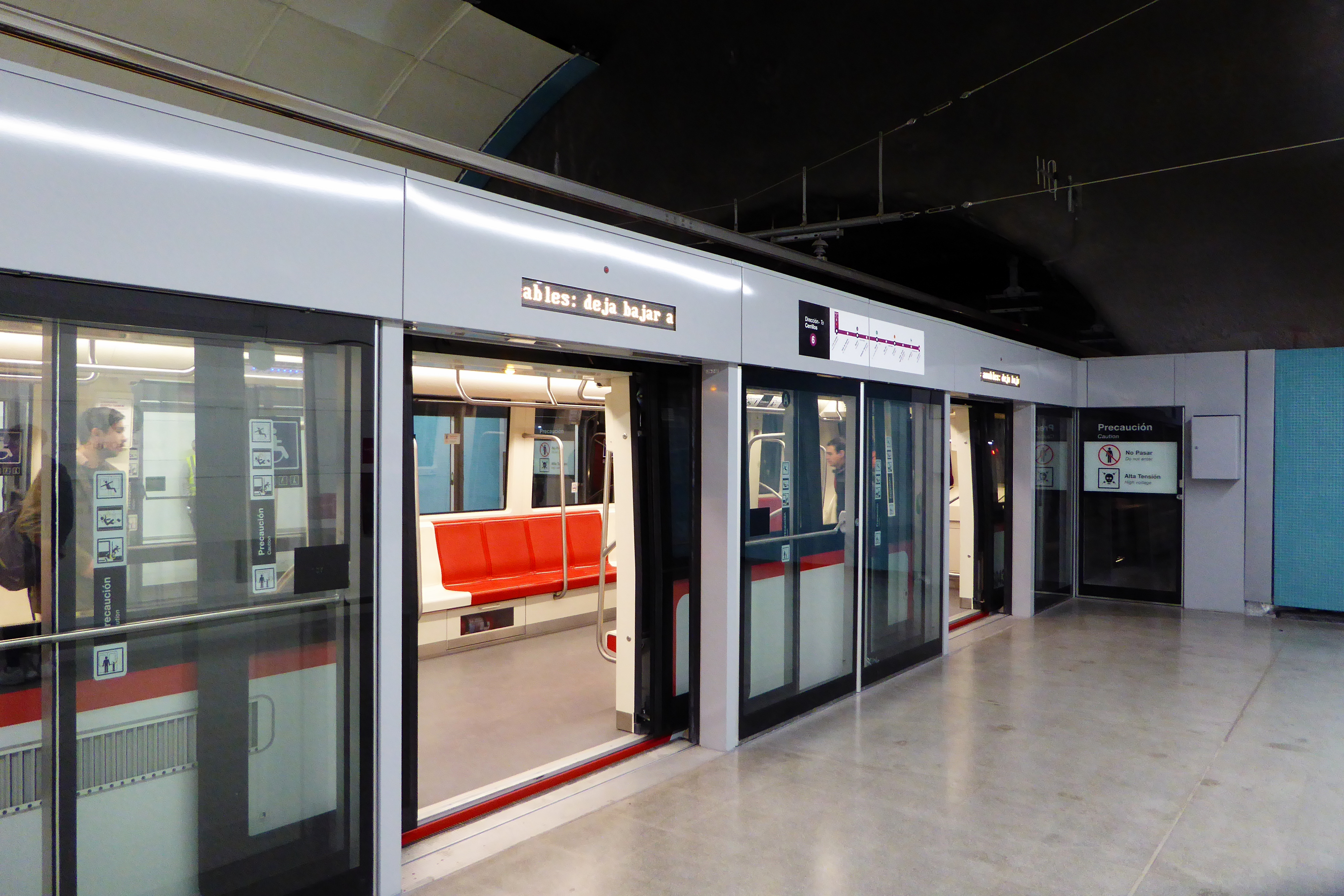
Станция Los Leones[англ.] Метрополитена Сантьяго.

### Швейцария
На станциях подземной автоматической железнодорожной линии Skymetro соединяющей терминалы аэропорта Цюриха установлены платформенные раздвижные двери. На всех станциях линии M2 Лозаннского метрополитена установлены платформенные раздвижные двери.

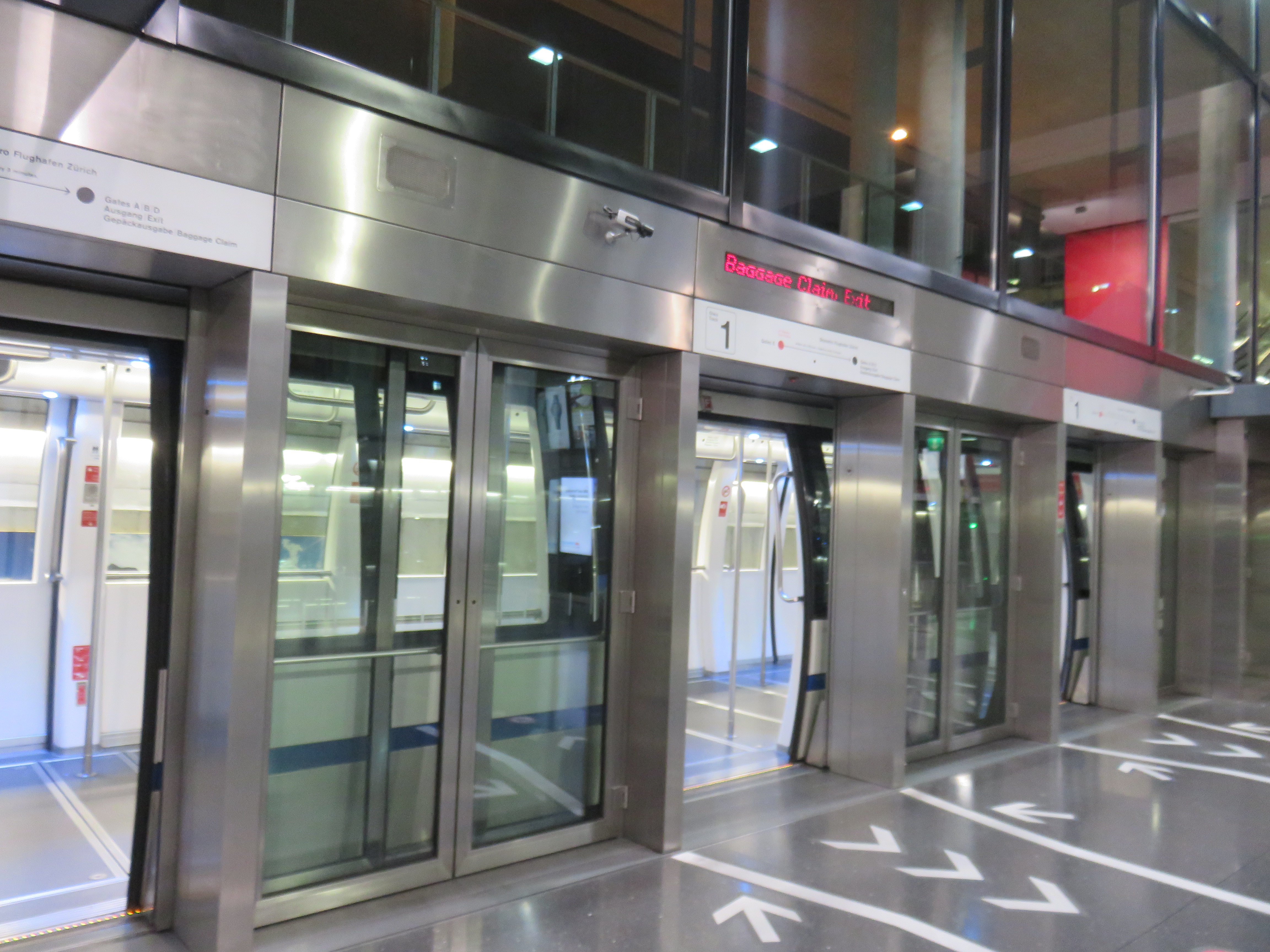
Станция линии Skymetro[англ.] в аэропорту Цюриха.
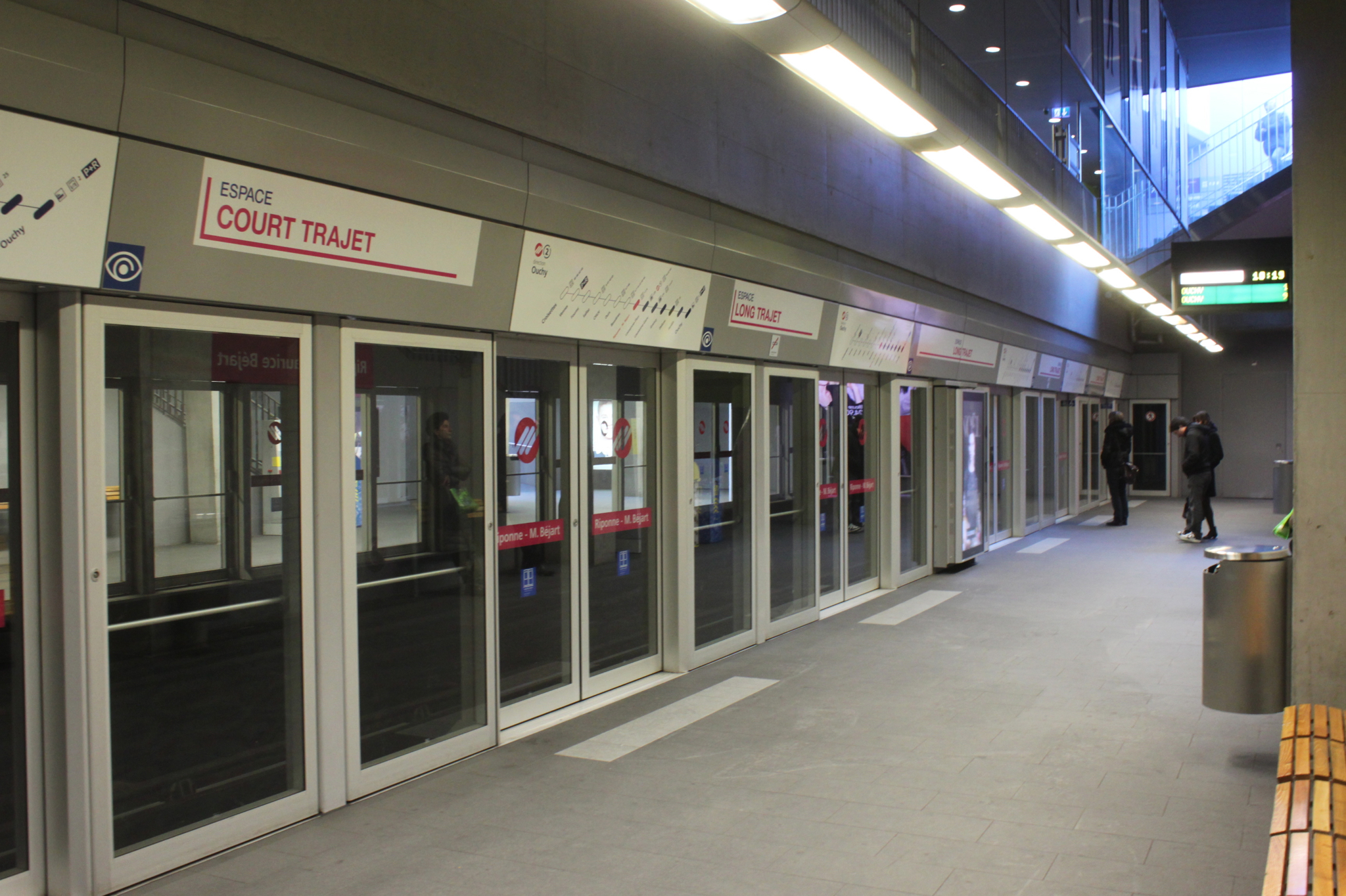
Станция Riponne-Maurice Béjart[фр.] Лозаннского метрополитена.

### Швеция
На двух станциях Stockholm City и Odenplan железнодорожного туннеля Citybanan пригородной железной дороги Стокгольма установлены платформенные раздвижные двери. На подземной железнодорожной станции Liseberg в городе Гётеборг установлены платформенные раздвижные двери. Эти двери построены на расстоянии одного метра от края платформы и не ограничивают тип поезда.

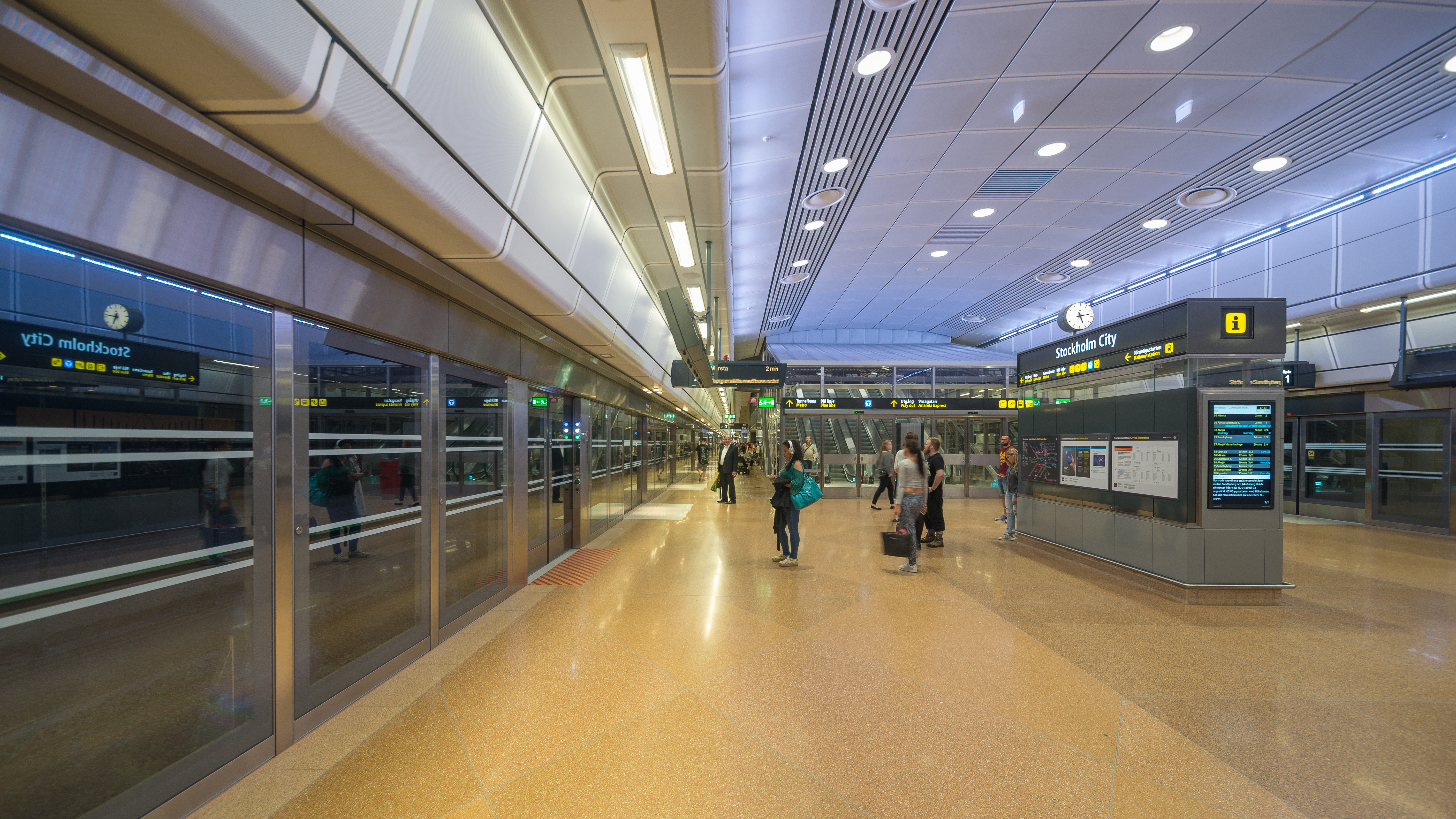
Станция Stockholm City[англ.] тоннеля Citybanan.
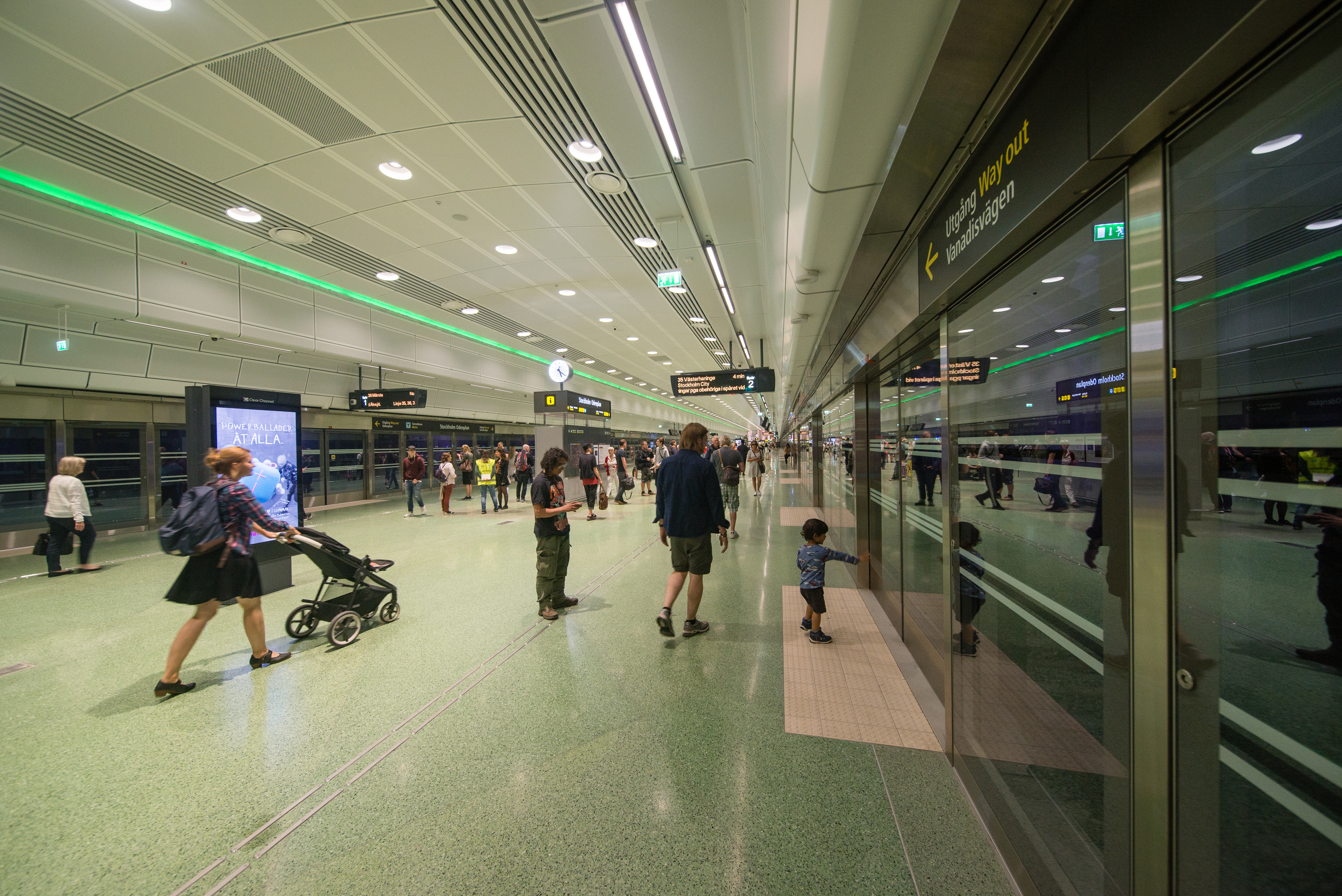
Станция Odenplan[швед.] тоннеля Citybanan.
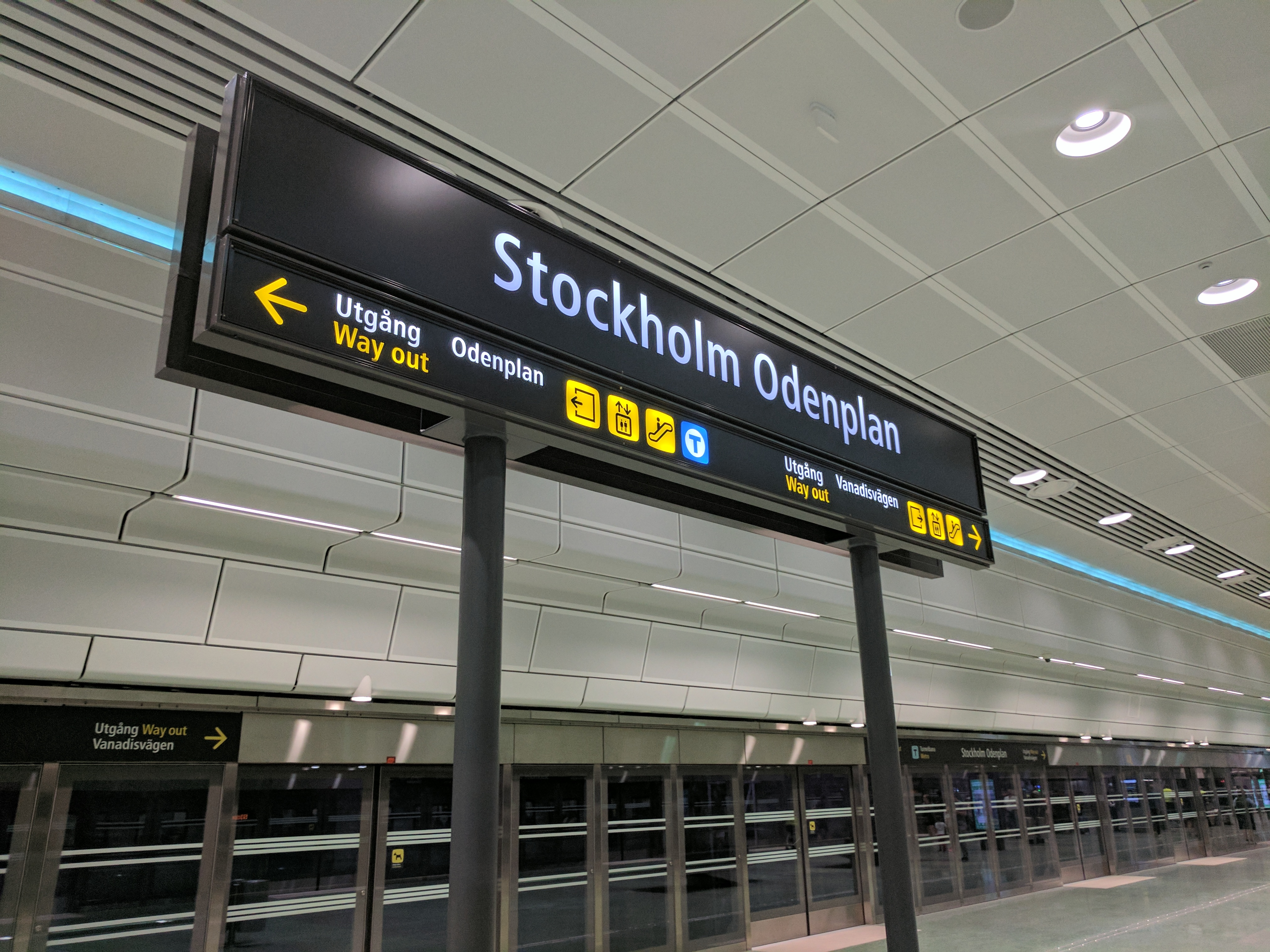
Станция Odenplan[швед.] тоннеля Citybanan.
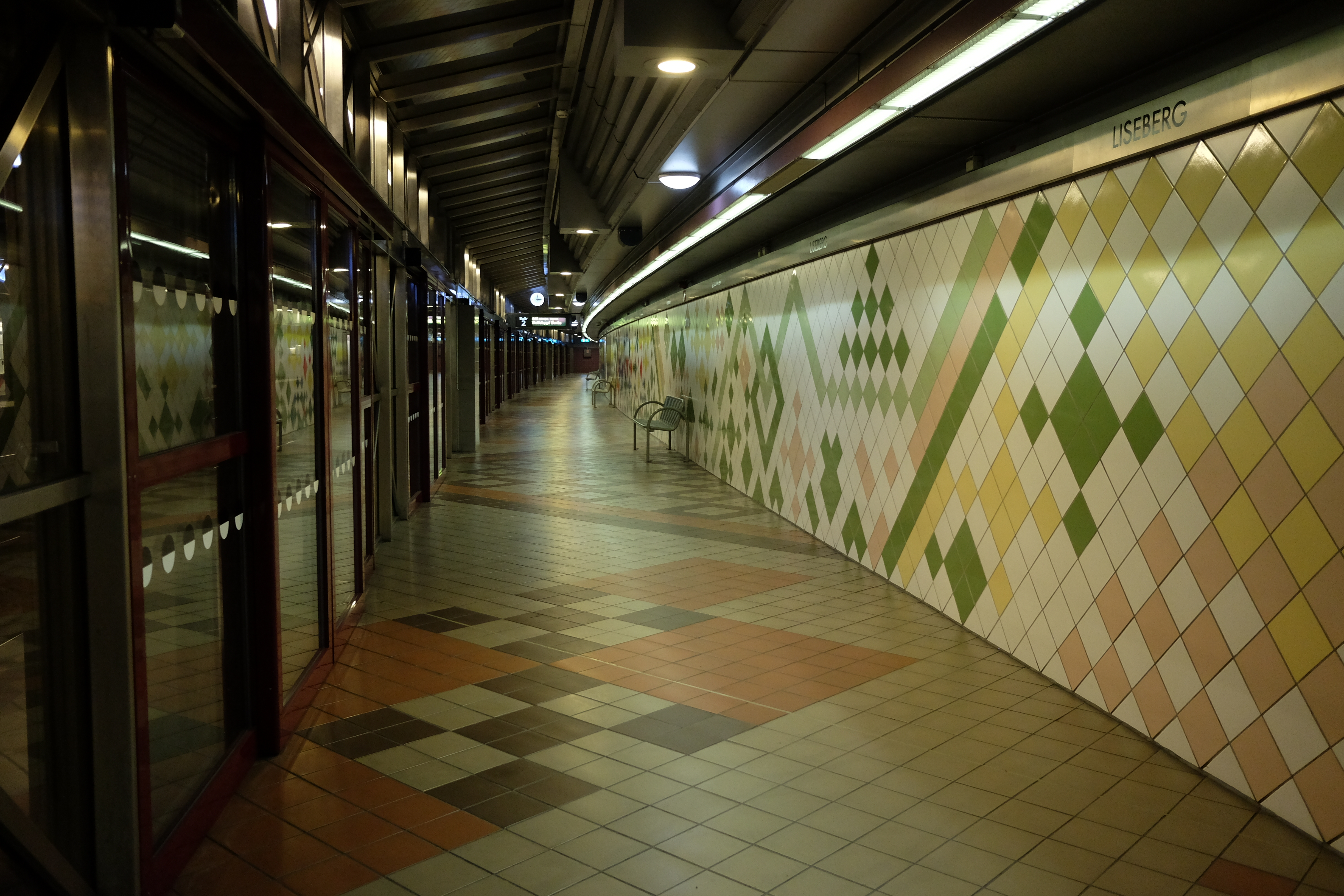
Станция Liseberg[англ.] в городе Гётеборг.

### Южная Корея
Во всех метрополитенах Южной Кореи на всех станциях установлены платформенные раздвижные двери.

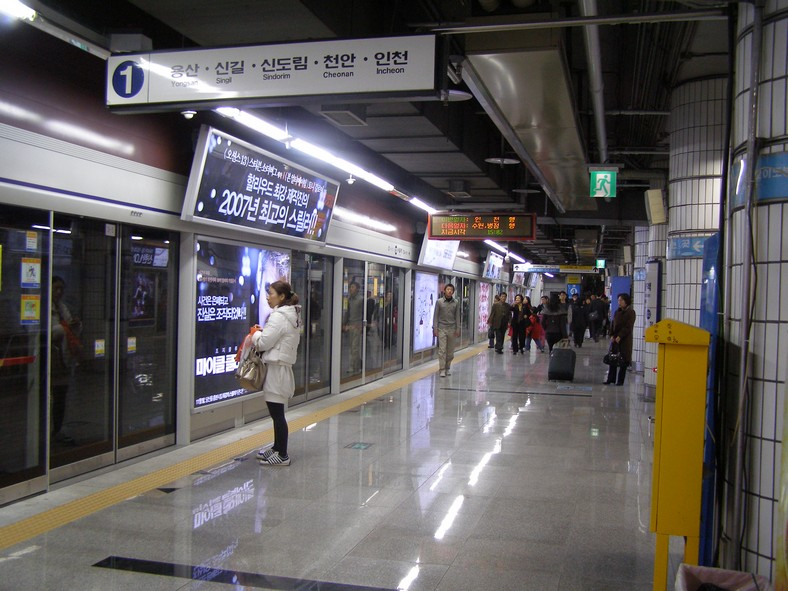
Станция Сеул.
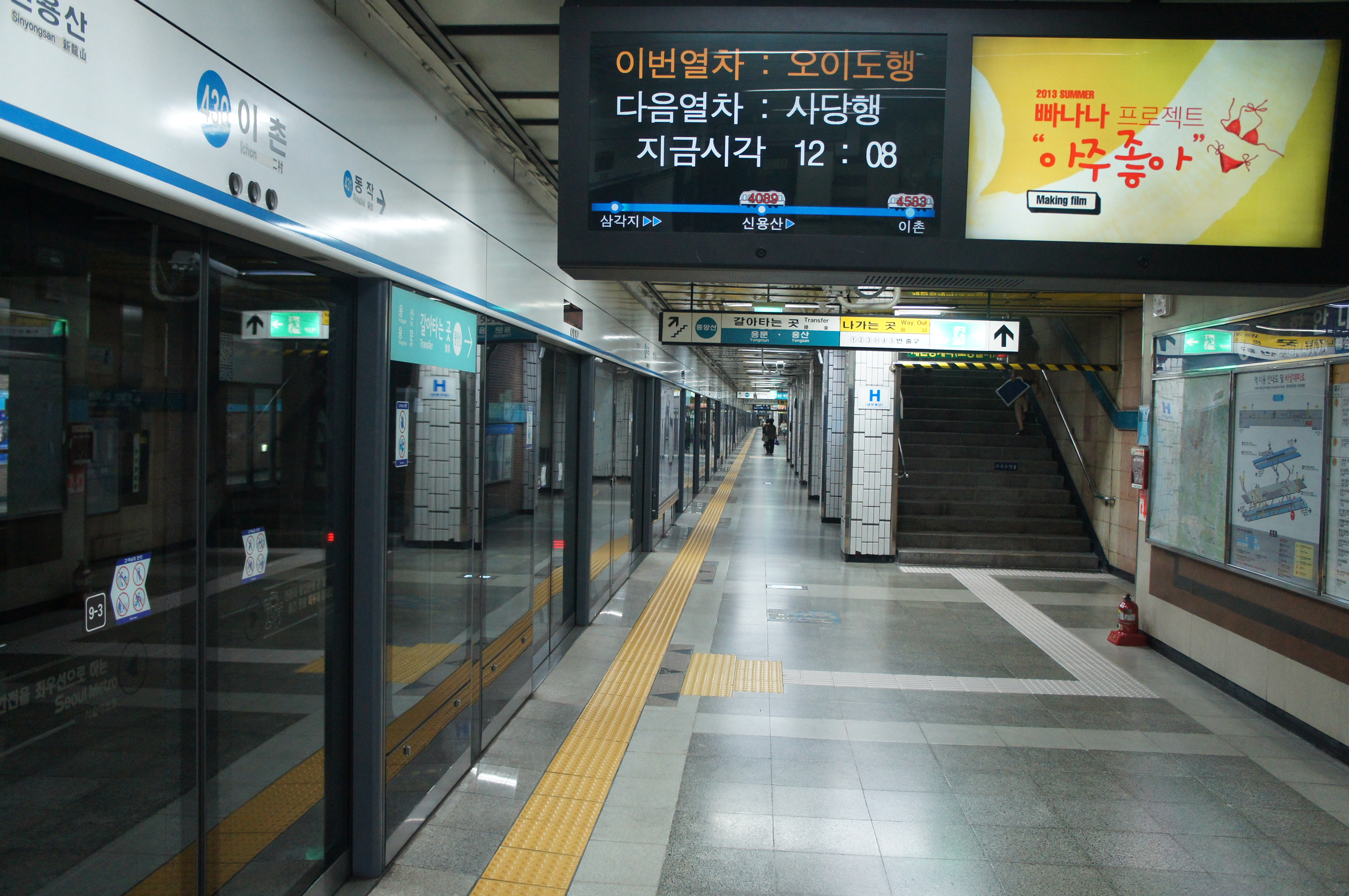
Станция Ичхон Сеульского метро.
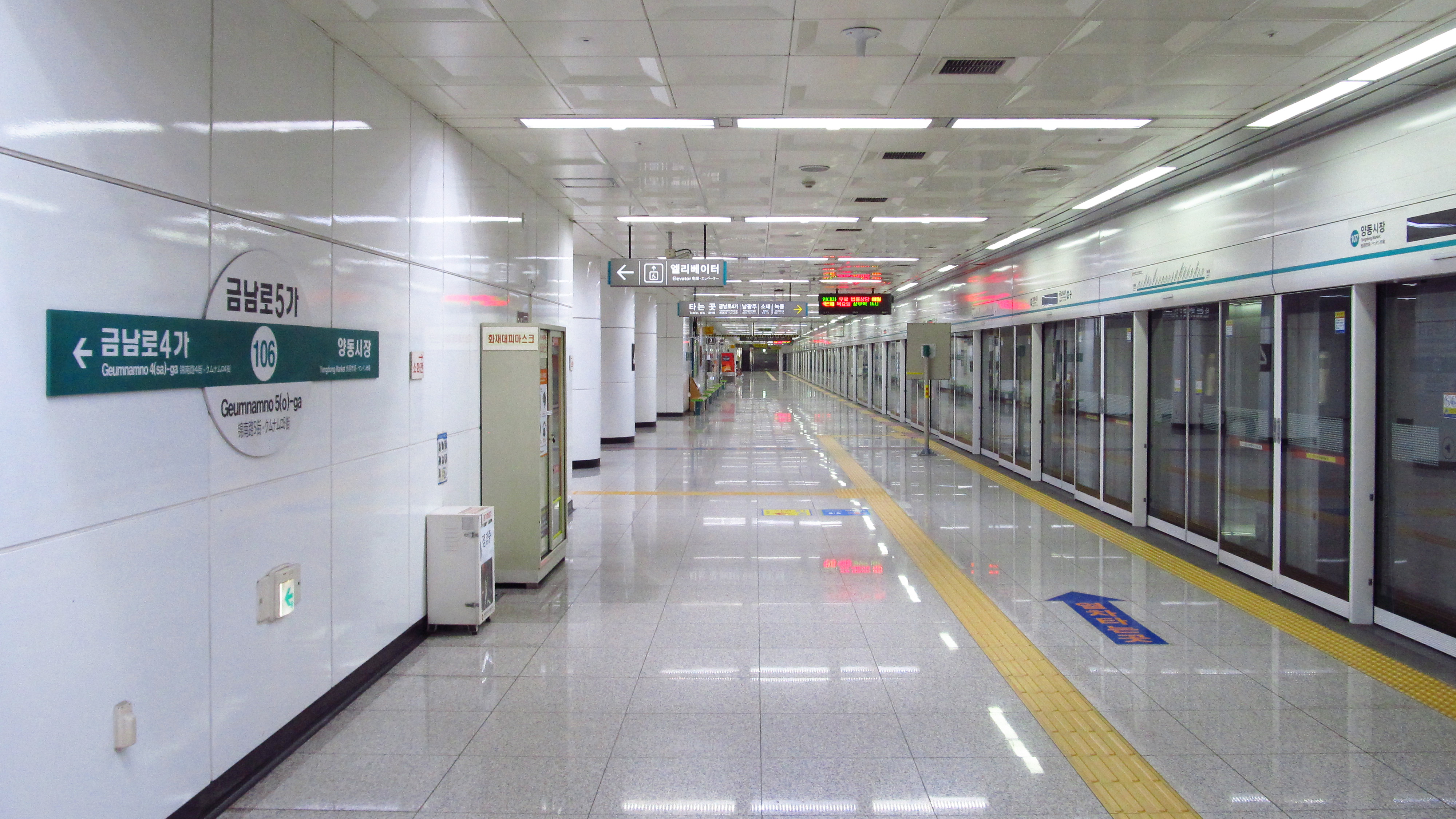
Станция Кымнамно 5-га метрополитена Кванджу.

### Япония
В Японии большое распространение получила система автоматических платформенных ворот в силу своей более низкой стоимости при модернизации построенных станций в прошлом и установки на новых. В целом высота дверей в японской разновидности этой системы ниже, чем в других странах. Система платформенных раздвижных дверей в Японии используется только на относительно молодых и новых системах метро и линиях: Хиросимский метрополитен, линия Намбоку в Токийском метро (является первой в японском метрополитене и единственной в токийском метро с этим типом) и линия Тодзай в Киотском метро. Всего по состоянию на 31 марта 2020 года в Японии насчитывалось 855 станций с платформенными раздвижными дверьми.
14 марта 1970 года за день до открытия Всемирной выставки Expo '70 в городе Суйта был запущен монорельс, который работал только во время проведения Всемирной выставки в течение шести месяцев (выставка проходила с 15 марта по 13 сентября 1970 года), на всех станциях монорельса для безопасности пассажиров впервые в Японии были установлены автоматические платформенные ворота.
1 января 1974 года Японская национальная железная дорога установила по краям платформы на станции Атами линии Токайдо-синкансэн впервые на станции железной дороги в Японии автоматические платформенные ворота для безопасности пассажиров во время прибытия поездов Синкансэн на станцию. С декабря 2011 года по июль 2012 года, спустя 36 лет с момента установки, в связи с ухудшением состояния старые оригинальные автоматические платформенные ворота были заменены современными.
15 декабря 1977 года автоматические платформенные ворота были установлены на станции Син-Кобе линии Санъё-синкансэн, 15 декабря 1985 — на станции Син-Иокогама. С конца марта 2010 года по конец июля 2010 года, спустя 25 лет с момента установки, в связи с ухудшением состояния старые оригинальные автоматические платформенные ворота были заменены современными.
5 февраля 1981 года была открыта линия Port Island Line, на которой впервые в Японии были установлены платформенные раздвижные двери на всех станциях линии.
29 ноября 1991 года была открыта линия Намбоку метро Tokyo Metro. Является первой в метрополитене Японии, единственной линией в Токио и одной из трёх в Японии наряду с Тодзай в Киото и Хиросимский метрополитен в Хиросиме, где на всех станциях были установлены платформенные раздвижные двери.
27 ноября 1998 года был открыт монорельс Тама. Впервые в Японии автоматические платформенные ворота были установлены на всех станциях линии монорельса. Монорельс Тама также является первым в Японии с полномасштабной установкой автоматических платформенных ворот.
19 апреля 2000 года на некоторых станциях линии Мита метро Toei были установлены автоматические платформенные ворота. Впервые в Японии на станции уже существующей железнодорожной линии, отличной от линии Синкансэна, были установлены автоматические платформенные ворота.
6 августа 2000 года на некоторых станциях линии Мэгуро Tokyu Corporation также были установлены автоматические платформенные ворота. Впервые в Японии автоматические платформенные ворота были установлены на станциях крупной частной железнодорожной компании.
20 декабря 2006 года был принят «Закон о содействии упрощению мобильности пожилых людей, инвалидности и т. д.». В перечне требований для лучшей доступности железнодорожных станций для пенсионеров и инвалидов значится установка платформенных раздвижных дверей или автоматических платформенных ворот для увеличения безопасности на станциях. С введением в действие «Закона о содействии упрощения мобильности пожилых людей, инвалидности и т. д.» от 2000 года установка на станциях технологии платформенных раздвижных дверей в основном требовалась на новых железнодорожных линиях. Новый закон сделал установку обязательной и для существующих линий. В Японии зафиксировано много несчастных случаев, вызванных падением на станции. Одни из самых известных: на станции Син-Окубо 26 января 2001 года фотограф из Иокогамы и корейский студент были сбиты насмерть поездом на линии Яманотэ при попытке спасти пьяного мужчину, упавшего на рельсы, мужчина также погиб. История жизни корейского студента легла в основу фильма 26 Years Diary, вышедшего в прокат в Японии 2007 году, и в 2008 году в Корее. Также на станции Мэдзиро линии Яманотэ 16 января 2011 года слепой теннисист был сбит насмерть поездом.
26 июня 2010 года на станции Эбису линии Яманотэ были установлены автоматические платформенные ворота. Впервые в Японии автоматические платформенные ворота были установлены на станциях обычных линий.
Согласно закону Министерства земли, инфраструктуры, транспорта и туризма Японии от 8 февраля 2011 года, технология закрытого типа будет установлена на 285 станциях, а общее количество станций, оборудованных платформенными раздвижными дверями, составит 783 станции. Но это, согласно «Закону о содействии упрощению мобильности пожилых людей, инвалидности и т. д.», составит лишь около 30 % из примерно 2800 станций. По этому закону в Японии уделяется приоритетное внимание установке технологий на станциях, перевозящих более чем 100 000 пассажиров в сутки.
В августе 2012 года правительство Японии объявило о планах оборудовать железнодорожные станции с пассажиропотоком более 100 000 человек в сутки технологией платформенных раздвижных дверей, а Министерство земли, инфраструктуры, транспорта и туризма выделило 36 миллионов иен ($470 800) на исследования и разработки системы. Трудность в том, что некоторые станции используются различными типами поездов с разными конструкциями, что затрудняет проектирование и установку на станциях барьеров. По состоянию на 31 марта 2020 года только на 157 (56 %) из 279 станций, перевозящих более чем 100 000 пассажиров в день, была установлена технология платформенных раздвижных дверей. В соответствии с планами железнодорожных компаний, установка на станциях платформенных барьеров будет продолжаться. Общее количество оборудованных станций должно увеличиться со 167 станций (60 %) в конце 2020 года до 205 станций (73 %) в конце 2025 года.
Установку автоматических платформенных ворота в Японии замедляет множество факторов: отсутствие единообразия, использование разных подвижных составов разными железнодорожными компаниями, связные с этим разные конфигурации расположения дверей на разных подвижных составах, эксплуатирующихся зачастую на одних и тех же железнодорожных линиях, затраты на проведения работ по укреплению платформ станций, чтобы они выдерживали вес автоматических платформенных ворот, огромные затраты от нескольких сотен миллионов до нескольких миллиардов иен на одну станцию. Бывают случаи, когда правительство или местное правительство субсидирует установку автоматических платформенных ворот на станциях.

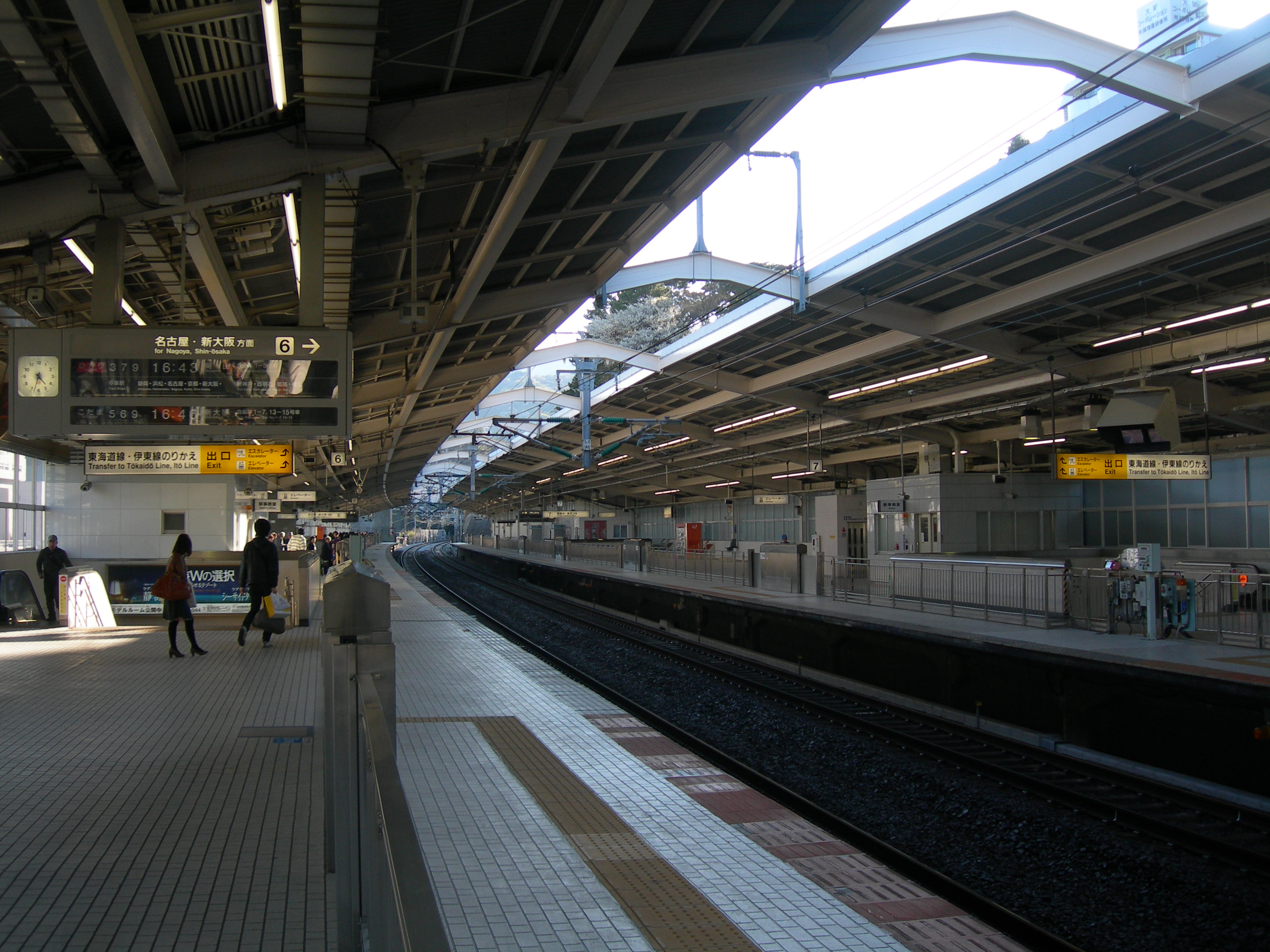
Платформа станции Атами с автоматическими платформенными воротами первого поколения.
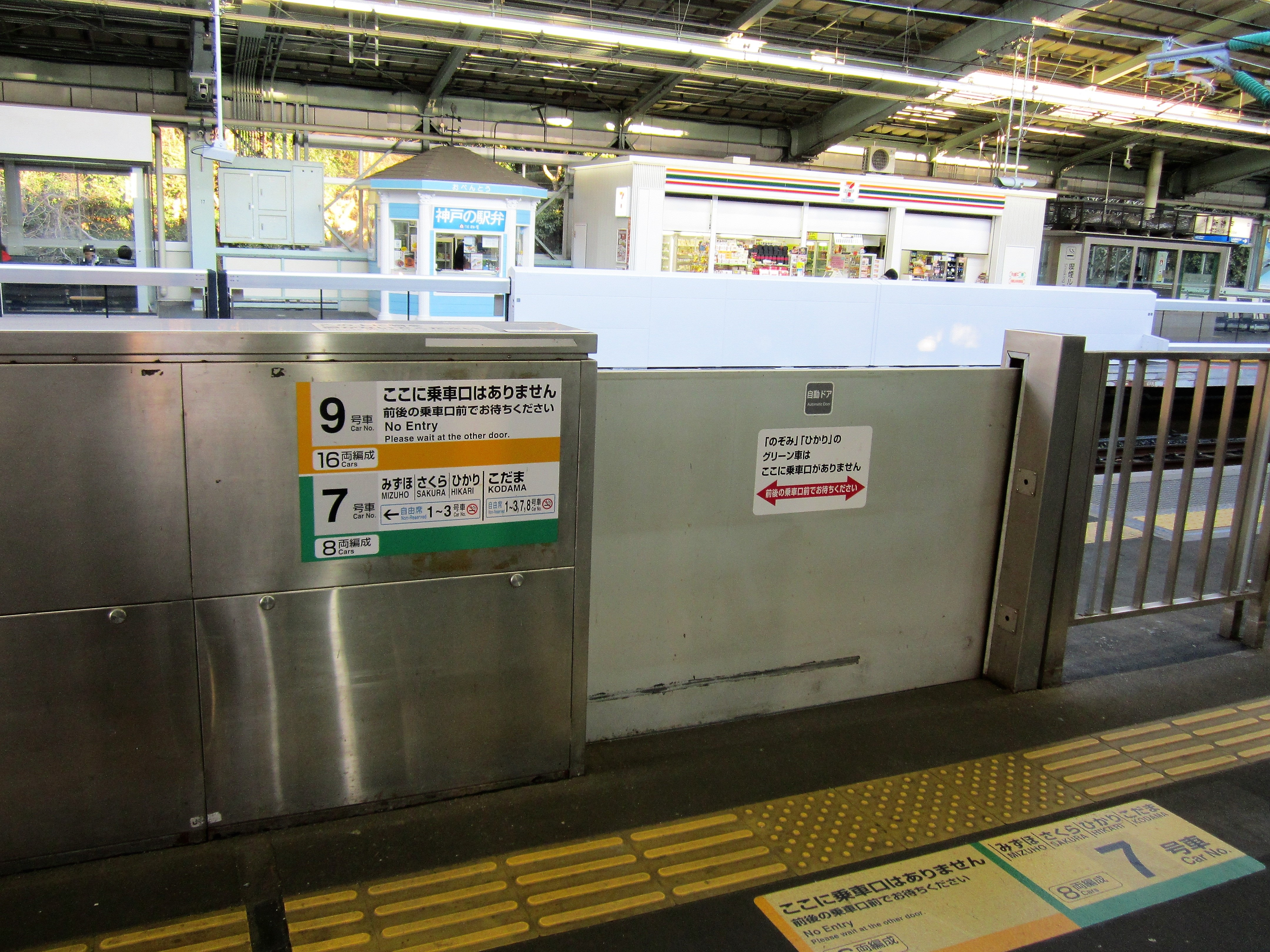
Платформа станции Син-Кобе[англ.] с автоматическими платформенными воротами первого поколения.
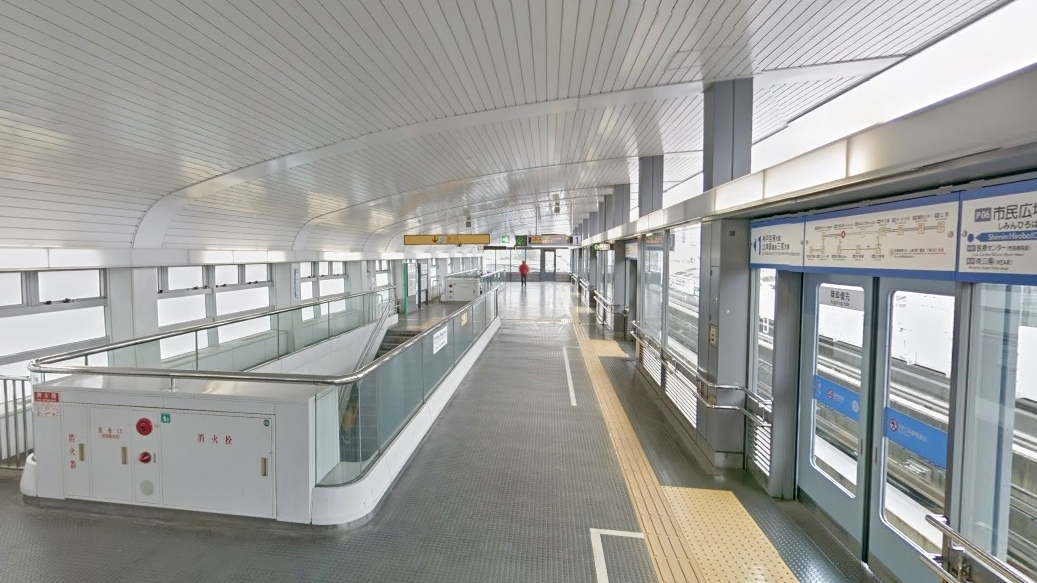
Платформа станции Симин-хироба[яп.] с платформенными раздвижными дверьми.
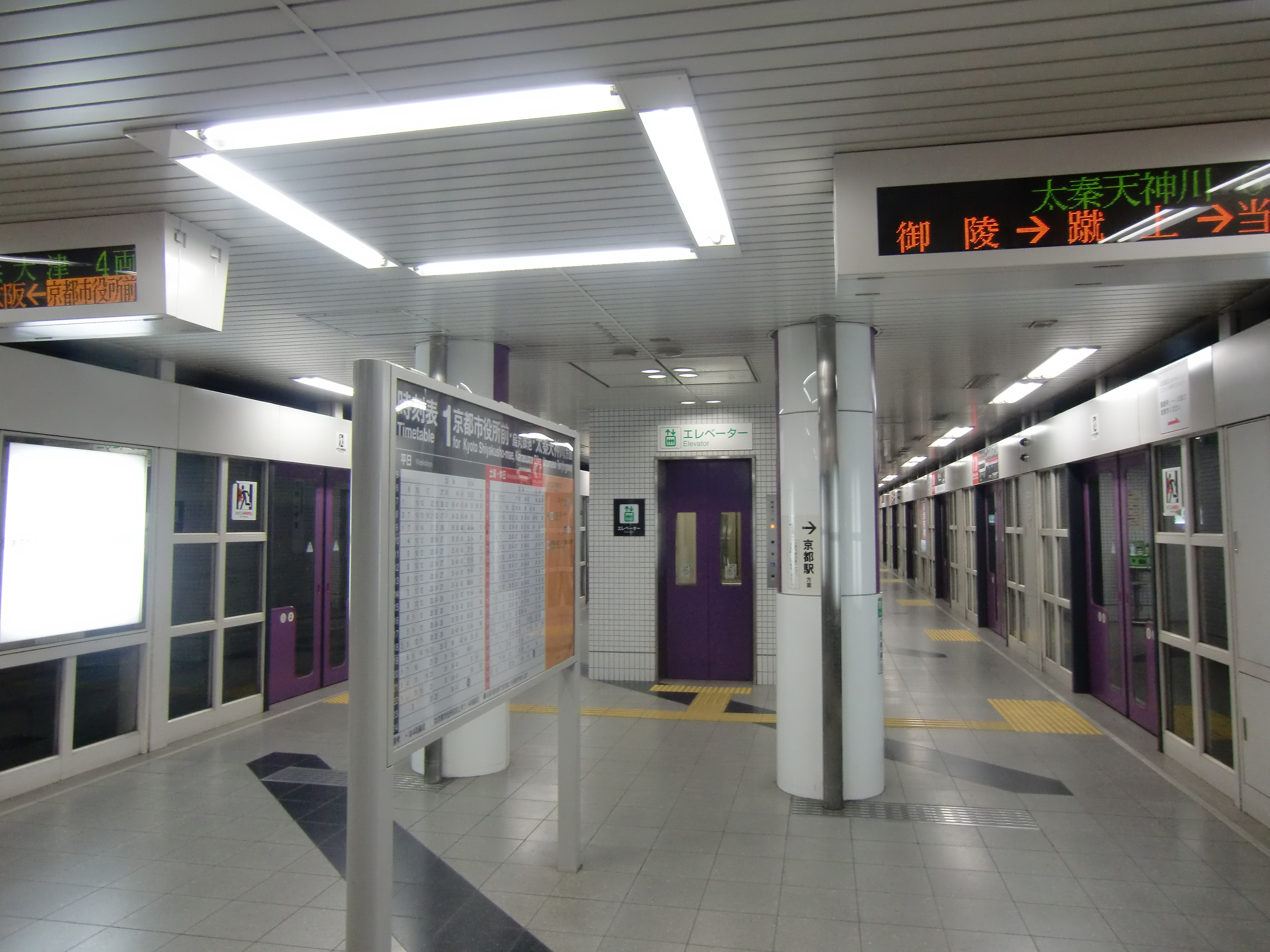
Платформа станции Хигасияма (станция)[англ.] с платформенными раздвижными дверьми.
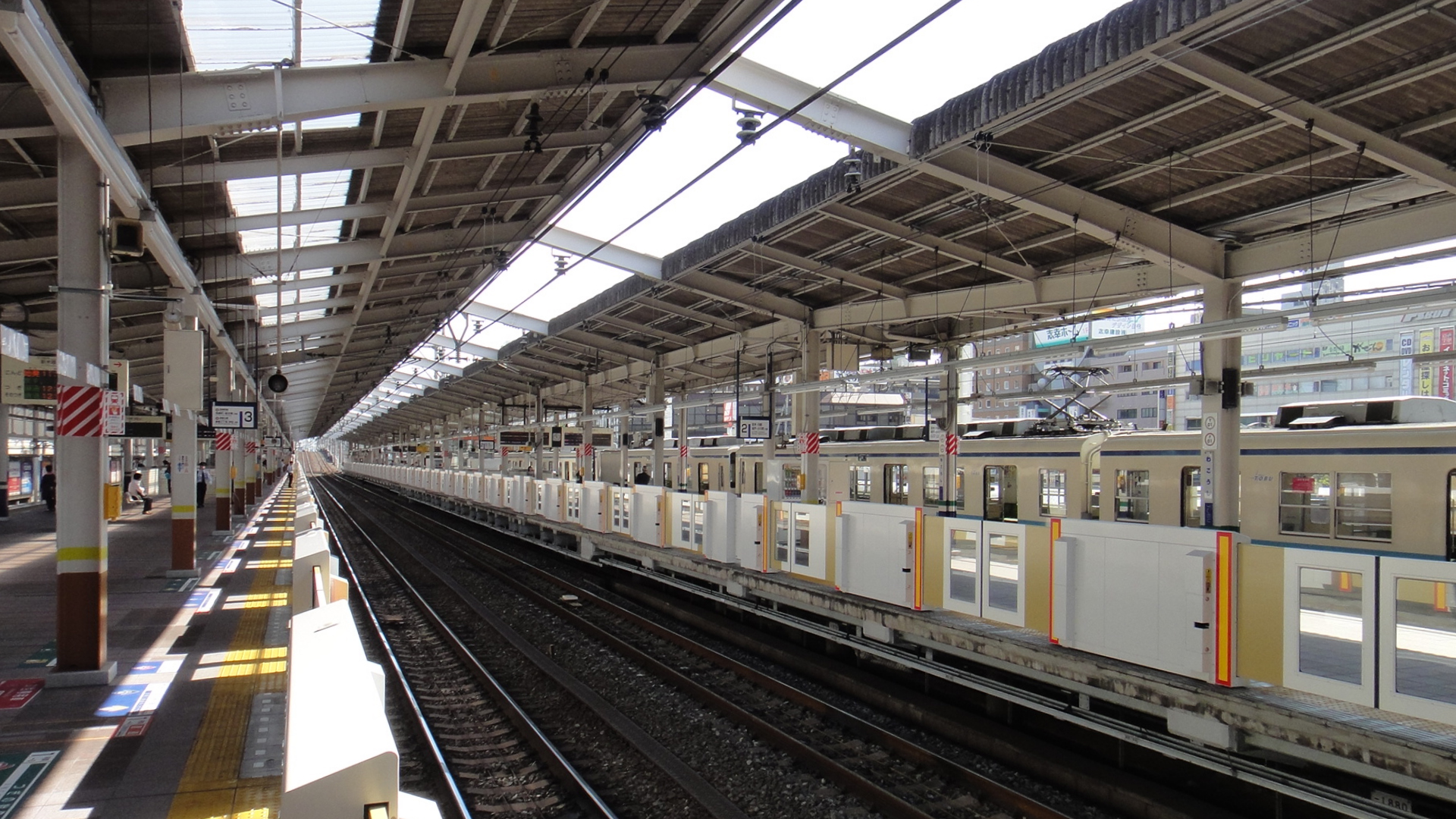
Платформа станции Вакоси с автоматическими платформенными воротами.
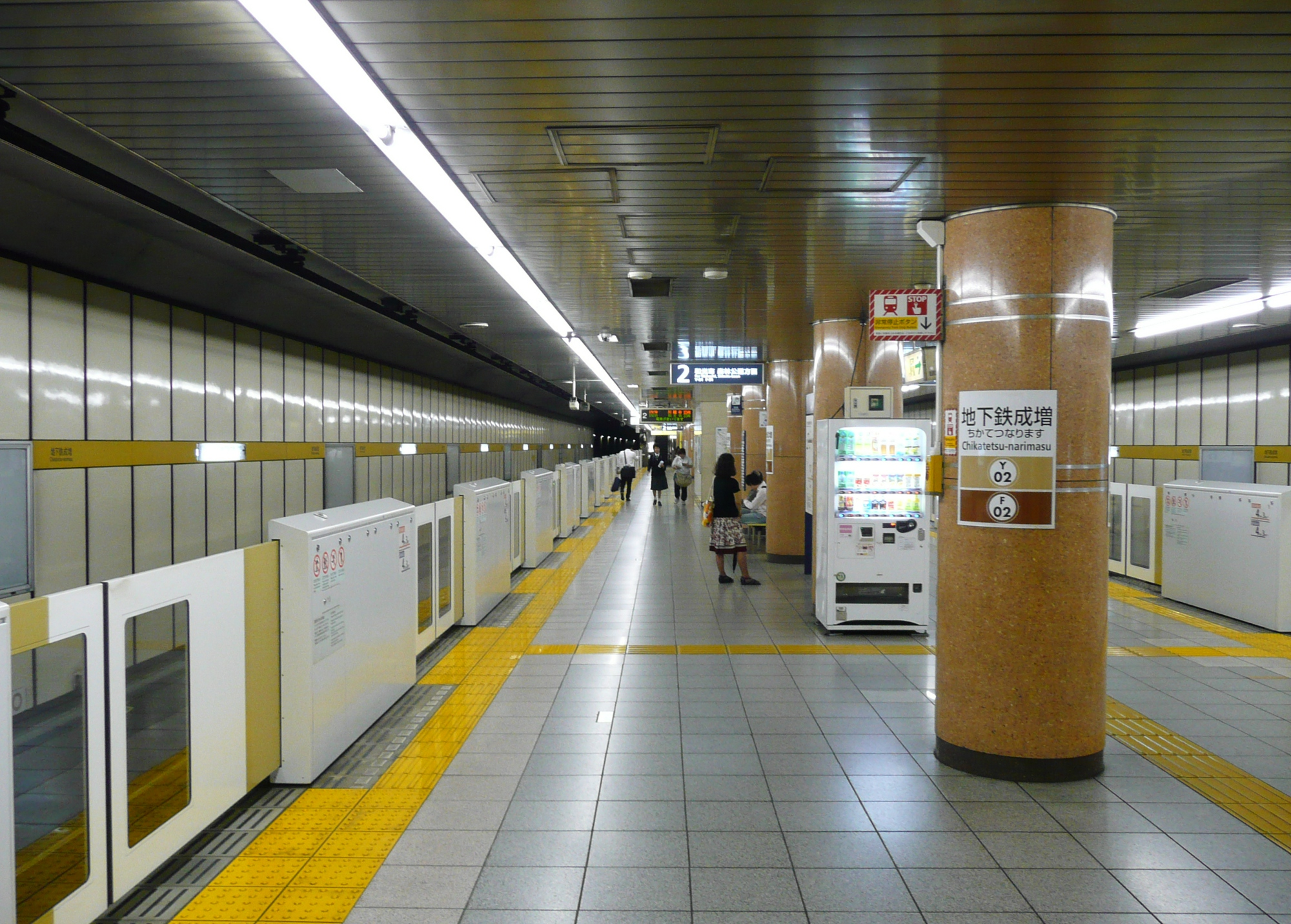
Платформа станции Тикатэцу-Наримасу с автоматическими платформенными воротами.